# Comodoro Rivadavia
Comodoro Rivadavia, coloquialmente denominada «Comodoro», es la ciudad más habitada de la provincia del Chubut y la cabecera del departamento Escalante en Argentina. Está ubicada al centro este de la Patagonia en el corazón de la zona hidrocarburífera del golfo San Jorge. Es una de las ciudades más importantes de la Patagonia argentina. Las ciudades más cercanas son Caleta Olivia, a 77 kilómetros, y Colonia Sarmiento, a 155 kilómetros.
Comodoro Rivadavia es un concentrador comercial, de transporte regional y un importante punto de exportación. Por medio de su puerto salen al mundo petróleo, productos industriales y agrícolas regionales. Posee un gasoducto, que en su momento fue el más largo del mundo, que desde 1949 conecta a Comodoro Rivadavia con Buenos Aires. En 1960, se construyó paralelo al anterior el gasoducto General San Martín, de mayor diámetro y capacidad.
Fundada en 1901, prosperó desde 1907, cuando las perforaciones en búsqueda de agua encontraron petróleo. Entre 1944 y 1955 fue capital de la Gobernación Militar de Comodoro Rivadavia, que comprendía el actual sur de Chubut y el norte de la Provincia de Santa Cruz.
La ciudad y los alrededores tienen una estrecha relación con la zona norte de Santa Cruz por cuestiones históricas y geográficas que la hermanan con el conjunto de localidades de esa región.

## Historia

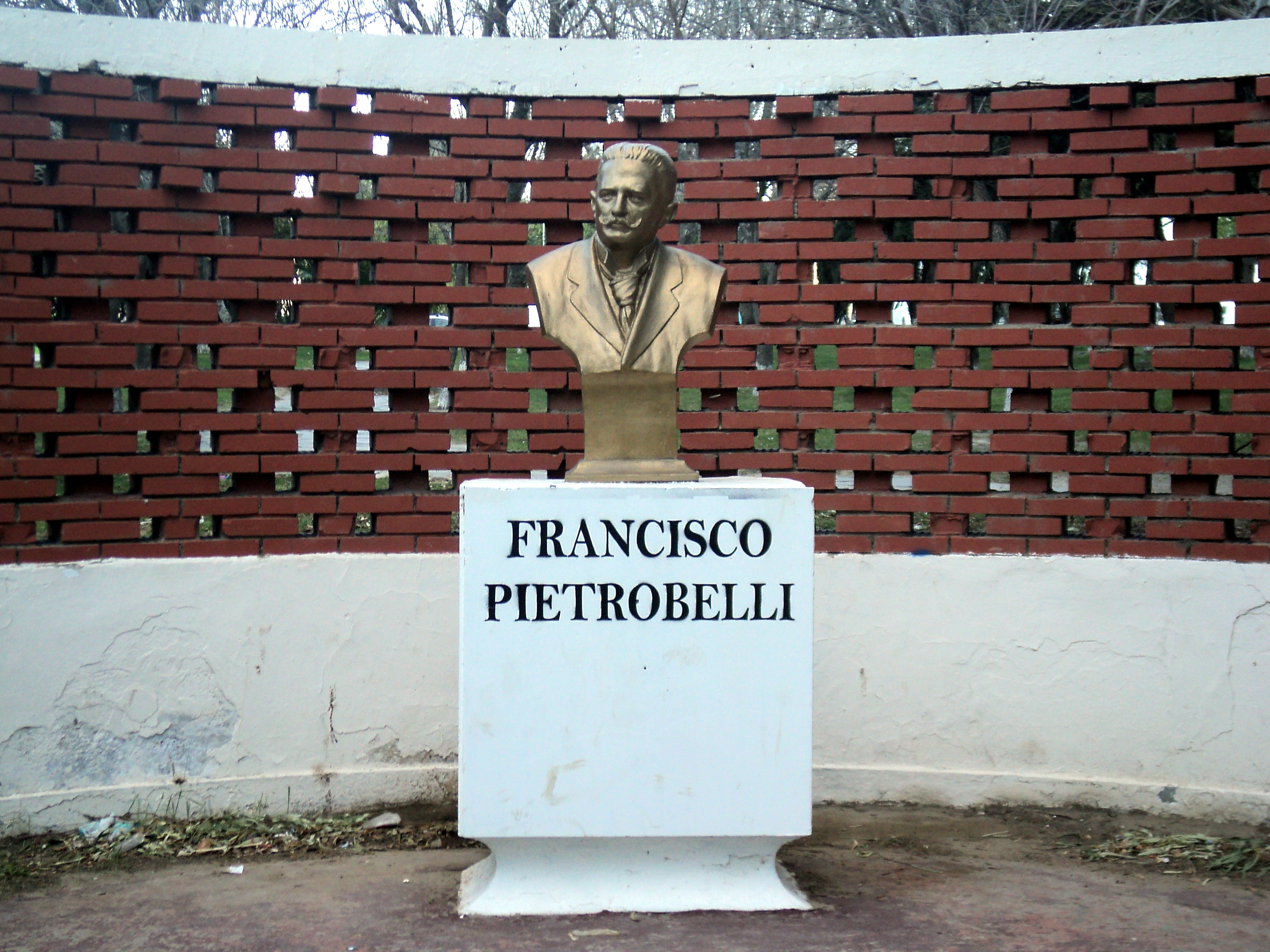
Monumento en la ciudad de Comodoro a su fundador, Francisco Pietrobelli

La historia de Comodoro Rivadavia comienza a fines del siglo XIX, pero su desarrollo está marcado por cuatro períodos posteriores que modificaron la importancia a nivel económico y nacional de esta ciudad conocida como la Capital Nacional del Petróleo. Estos períodos fueron:
- El descubrimiento de petróleo en 1907, que modificó el rumbo del pueblo para transformarlo en ciudad y posibilitando en años posteriores las creaciones de las empresas públicas YPF y Gas del Estado.
- La Gobernación Militar: período de expansión urbana, industrial y política iniciado en 1944, donde Comodoro fue su capital, lo que le permitió desarrollar la hegemonía e infraestructura que aún hoy persisten. El fin arribó con su anulación en 1955.
- El boom petrolero: iniciado por el desarrollismo en 1958, se dio un salto cuantitativo en desarrollo industrial y urbano. En esta fase histórica se inició la construcción de altura y se duplicó la población. El mismo evento duró hasta la anulación de los contratos petroleros en 1963.
- Boom petrolero actual: que inició en 2003, pero fundamentalmente se consolidó con el aumento del precio del barril del petróleo que hizo rentable la explotación en esta zona. Continúa hasta hoy y va transformando a Comodoro Rivadavia en una urbe más compleja.

### Fundación y toponimia

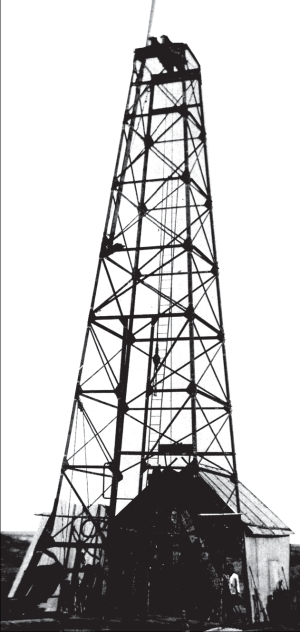
El primer pozo petrolero de Argentina, en Comodoro Rivadavia. Foto de diciembre de 1907.

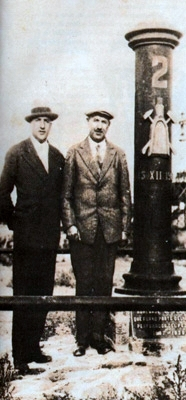
José Fuchs junto al monolito levantado donde estuvo el pozo descubridor

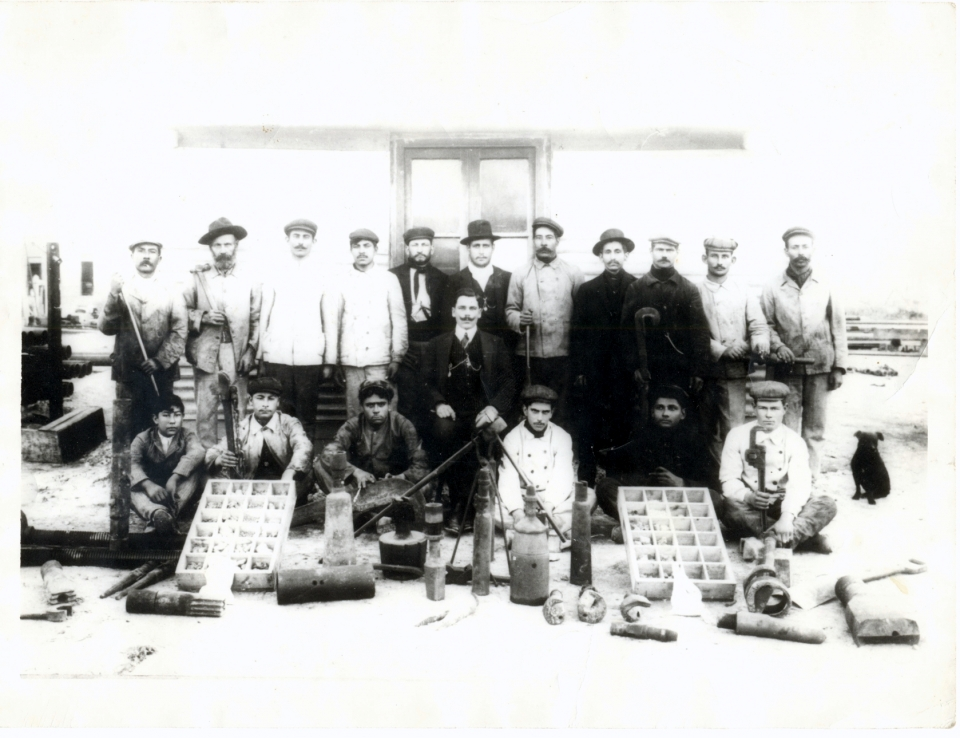
Humberto Beghin (centro, sentado) y operarios mostrando herramientas utilizadas en la perforación del pozo N.º 2

Previamente a su fundación oficial en 1901, el territorio de Comodoro Rivadavia sirvió de asentamiento temporal de algunas parcialidades aonikenk (tehuelche) cuando tomaban la ruta costera. Al ser nómadas sólo se instalaban en campamentos durante una temporada, marcando caminos con sus rastrilladas.
En 1898, varias familias de origen galés residentes en el valle del Chubut se trasladan hacia la recientemente fundada Colonia Pastoril Sarmiento, donde ya residían pobladores argentinos. El grupo inmigrante impulsaría el crecimiento de la colonia y solicitaría al gobierno argentino la construcción de un puerto cercano y adecuado para dar salida a sus productos, principalmente agrícolas, y los de otras zonas de Chubut. El inmigrante italiano de origen veronés Francisco Pietrobelli recorrería entonces el golfo de San Jorge para determinar un emplazamiento adecuado para el levantamiento del puerto.
El 15 de diciembre de 1898 tuvo lugar el primer intento: el pionero monta su caballo, acompañado de dos indios, para encontrar el mar, pero el clima, enemistades con los aborígenes y malos cálculos de aprovisionamiento obligaron al regreso. En noviembre de 1899 arriba a Rada Tilly, aunque en esta oportunidad para aguardar un prometido buque que se enviaría desde Buenos Aires; esto fracasa y Pietrobelli vuelve a la Colonia Sarmiento el 9 de enero de 1900. El 1 de mayo atracaba un poco más allá de la Punta del Marqués. Con los materiales para el galpón a cuestas, Pietrobelli sale en busca de un lugar más accesible para las embarcaciones. En Punta Borjas —casi a los pies del cerro Chenque— planta un molle para marcar el espacio donde después edificaría un galpón. En junio de ese año Pietrobelli pudo construir el primer galpón con materiales proporcionados por un grupo de comerciantes y dueños de tierras en la zona, que desde Buenos Aires también realizaban gestiones para que el Gobierno Nacional creara un pueblo a los pies de la Punta Borja.
Allí se estableció una población de unas pocas familias, y finalmente el 23 de febrero de 1901 un decreto presidencial del Gobierno Nacional formalizó la fundación de la ciudad portuaria, dándole el nombre de Comodoro Rivadavia, en homenaje al marino que efectuara sondeos en el golfo San Jorge frente a Punta Borjas en el año 1892, el comodoro Martín Rivadavia, nieto de Bernardino Rivadavia. Julio A. Roca, en ese momento, descansaba en las sierras cordobesas. Su vicepresidente, Norberto Quirno Costa, decide firmar un breve decreto que establece la creación de una nueva colonia. Así, la Dirección de Tierras y Colonia procede a trazar un pueblo en el territorio del Chubut, sobre la costa atlántica, entre Punta Borja y la Punta del Marqués, que se denomina "Comodoro Rivadavia".
El 4 de junio de 1902 se dio el desembarco de los primeros colonos sudafricanos, liderados por don Louis Baumann. El mismo estaba basado en un gran grupo que vino a resguardarse de la Guerra de los Bóeres, que se desató en tierras de Sudáfrica entre 1899 y 1902 cuando los británicos se vieron interesados por el descubrimiento de riquezas minerales por parte de los bóeres. Esa guerra es la consecuencia del momento en que la ocupación británica se oficializó, y los bóeres se negaron a vivir bajo las leyes impuestas a la Colonia del Cabo. A partir de allí y durante el año 1830, se movilizaron hacia el interior de África en un éxodo conocido como La Gran Travesía que tuvo una duración de ocho años hasta completarse. Tras una política de aniquilación, que terminó con granjas, cosechas, ganados y la creación de campos de concentración donde murieron veintiséis mil mujeres y niños, surgió la idea de emigrar a estas costas patagónicas, otorgando a la comunidad características socioculturales únicas de la mano de las familias instaladas en lugares como Colonia Escalante, Sierra Cuadrada, Sierra Chaira, Puerto Visser, Manantiales Behr, Comodoro Rivadavia, y Sarmiento. Pocos años después, ante la escasez de agua potable y el pedido de ayuda de los pobladores al gobierno nacional, se llevaron adelante diferentes perforaciones. En 1906, un equipo "Fauck", proveniente de Alemania, arribó al país traído por iniciativa de Julio Krause, jefe de la sección Geología e Hidrología de la Dirección de Minas de la Nación. Los trabajos de perforación comenzaron en marzo de 1907, a unos tres kilómetros al norte del cerro Chenque.
La conjunción de las primeras familias fundadoras y la llegada de los sudafricanos provocó un crecimiento poblacional importante en el recién nacido pueblo portuario.
El equipo a cargo de este trabajo estaba integrado por José Fuchs, Humberto Beghin (ayudante), Gustavo Kunzell y Juan Martínez (foguistas), Florentino Sot, Antonio Viegas, Joaquín Domínguez, José Barrabosa y Pedro Gelhorn (peones), Pedro Peresa y Francisco Ferrara (cocineros).
Fue así que el 13 de diciembre de 1907 se escribió la página inicial de la historia del petróleo en la Argentina, justo en Comodoro y luego de superar los quinientos metros bajo tierra sin encontrar rastros de agua, comenzó a brotar un líquido aceitoso, burbujeante y con olor a kerosén, confirmándose así la existencia de combustibles.
La magnitud de lo acontecido abrió nuevas posibilidades de crecimiento económico y concentración demográfica, que llevarían a Comodoro Rivadavia, en el trascurso de pocas décadas, a convertirse en la ciudad más poblada de la región. De este modo, ya para 1911 la población alcanzó las 1000 personas que excedían las posibilidades de las dos autoridades del pueblo: el juez de Paz Francisco Fernández y del prefecto Pedro Barros Seeber, a cargo de la Subprefectura marítima. Así, el 17 de septiembre de ese año Comodoro eligió a sus primeras autoridades locales.

### Primeros tiempos de la «Capital Nacional del Petróleo»

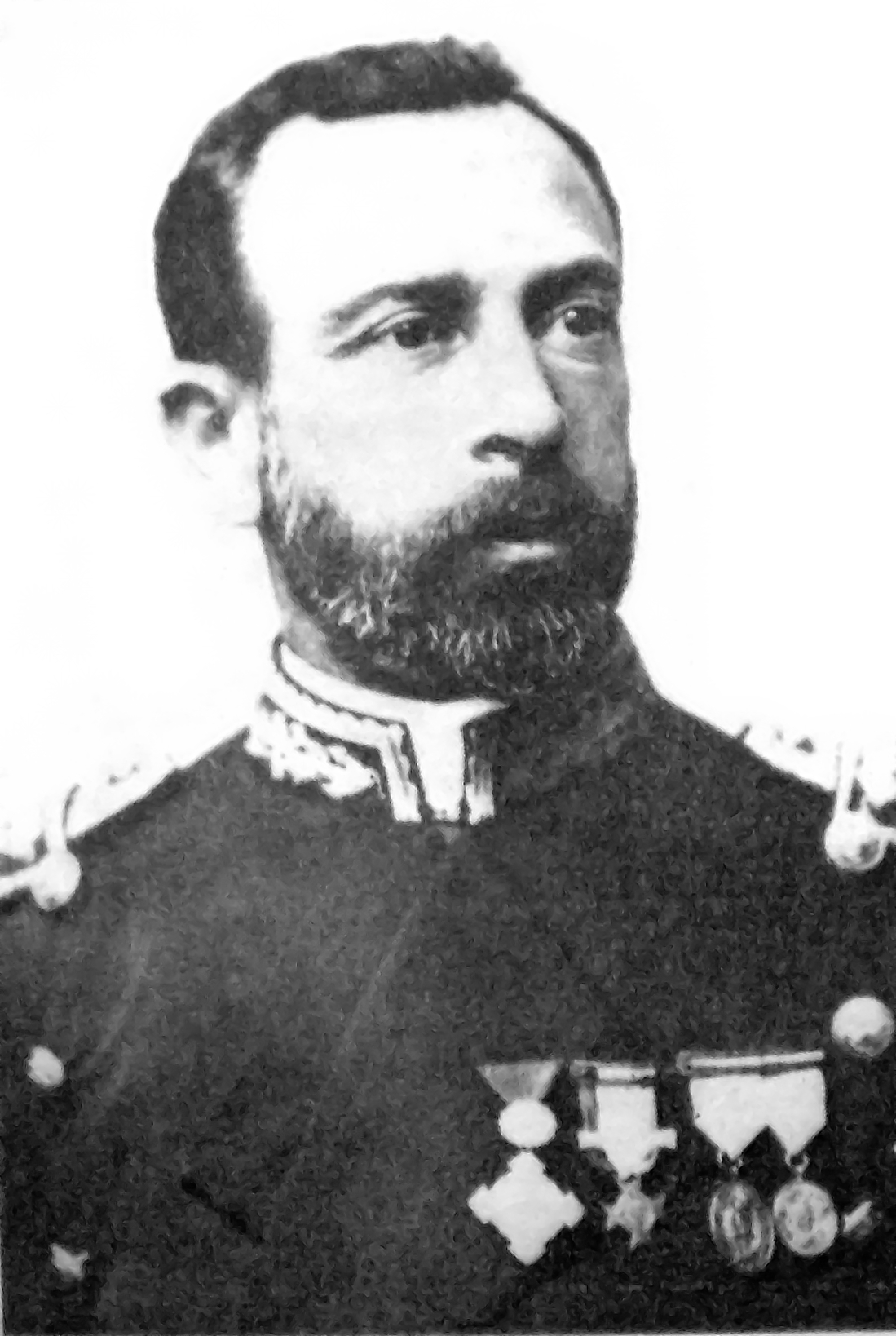
Comodoro Martín Rivadavia, quien da nombre a la urbe.

La riqueza petrolífera de la zona central del Golfo San Jorge ya era vaticinada por el perito Moreno que afirmó:

Estas materias revelan una nueva e importante riqueza que algún día contribuirá a hacer próspera esta apartada región.

La explotación petrolera tuvo un inicio casual el 13 de diciembre de 1907. Al día siguiente, el gobierno nacional con la firma del presidente Figueroa Alcorta y del ministro de Agricultura, doctor Pedro Azcurra, suscribió un decreto en cuyo artículo primero se establecía:

Queda prohibida la denuncia de pertenencias mineras y concesión de permisos de cateo en el puerto de Comodoro Rivadavia territorio de Chubut, en un radio de cinco leguas kilométricas, a todo rumbo, contándose desde el centro de la población”. Era la primera medida dictada en defensa del patrimonio nacional.

Luego de firmado el decreto, por medio de la Sección de Geología, se organizó la explotación petrolera del lugar, creándose en 1911, por medio de un decreto del Presidente Roque Sáenz Peña, la Dirección General de Explotación del Petróleo en Comodoro Rivadavia, cuya presidencia fue confiada al ingeniero Luis A. Huergo, a quienes acompañaba como vocales el ingeniero Enrique M. Hermitte, doctor Pedro N. Arata, Adolfo Villate y José A. Villalonga señaló para Comodoro Rivadavia un rumbo y ritmo distinto dentro de la existencia patagónica. Ese acontecimiento fue de tal magnitud que provocó la creación de Yacimientos Petrolíferos Fiscales, YPF, en Comodoro en 1922, dirigido por el reconocido General Enrique Mosconi.

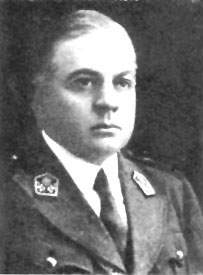
Enrique Mosconi, uno de los máximos próceres de la ciudad y la región.

Entre 1907 y 1930 se construyó el modelo operacional de la explotación petrolera estatal, mientras que el ámbito privado opera en la zona desde 1912 con la compañía Astra. Las características de la explotación, por esos años, hicieron que se constituyeran núcleos poblacionales en las cercanías de los lugares de producción, los llamados campamentos petroleros, lo que le dio a la ciudad las características urbanas peculiares que aún hoy perduran. Las empresas de explotación constituyeron estructuras que iban más allá de lo productivo, brindando a sus operarios vivienda, clubes deportivos, proveeduría, parques, cines, comedores, escuelas, hospitales y transporte a los lugares de trabajo.
La presencia de inmigrantes de muy diferentes procedencias junto con grupos de residentes de otras provincias y nativos del lugar han ido conformado la población de la ciudad. La ciudad evolucionó en torno a su explotación y aunque hoy las nuevas reglas de mercado y la diversificación económica le impriman otras características, su nombre es por lo general asociado a la actividad hidrocarburífera. La ciudad es conocida porque goza de la distinción como «Capital Nacional del Petróleo», distinción que el Congreso de la Nación y la nación en sí le otorgó por su papel preponderante en el hallazgo del petróleo por primera vez en la Argentina, título que comparte, de alguna manera, junto al pueblo de Rincón de los Sauces, declarado Capital Nacional Energética.

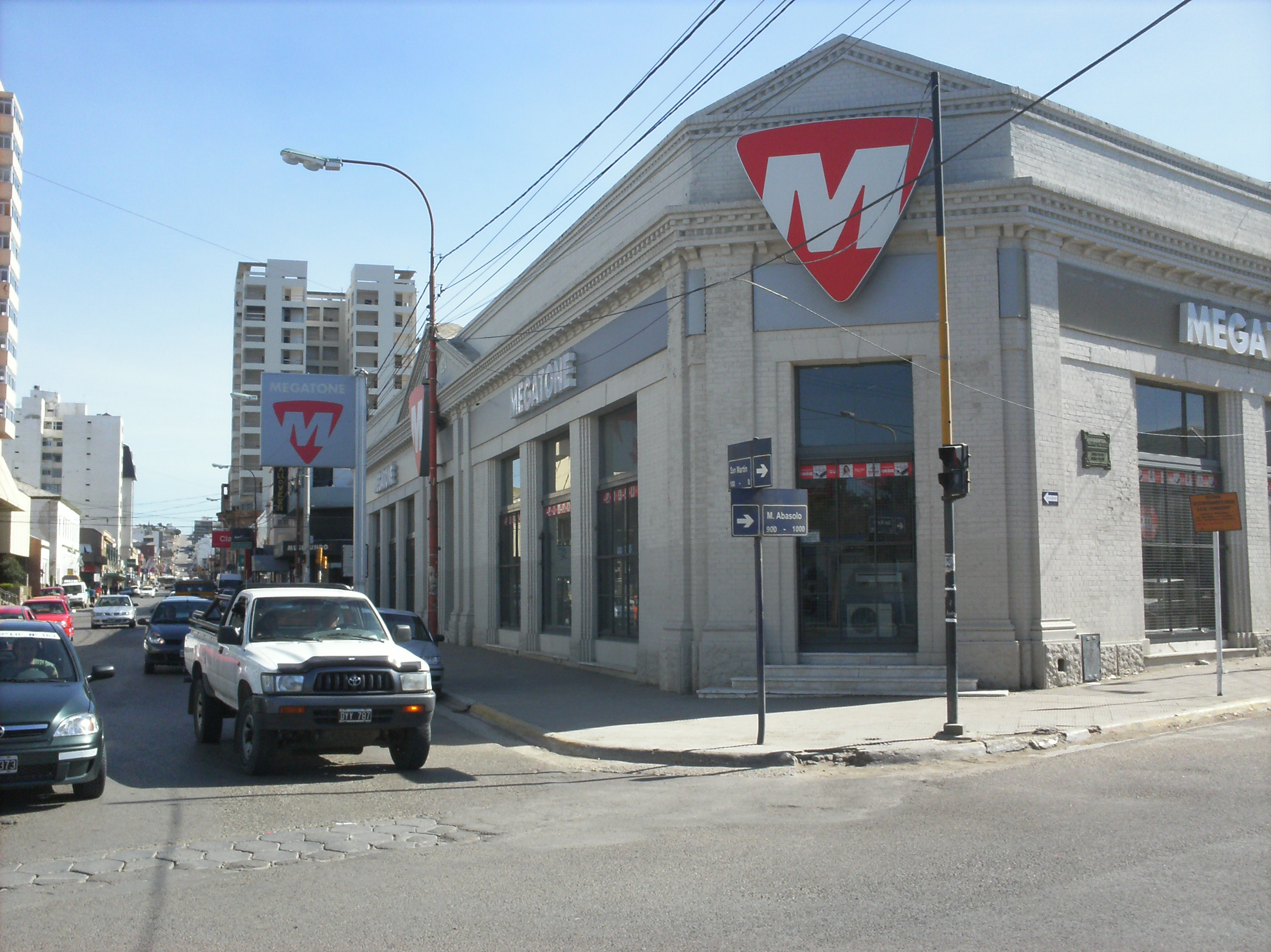
El edificio se inició con Casa Lahusen, que hoy en día se llama Galería Pérez Companc, todo un patrimonio histórico. Mantiene su fachada y estructura de 1920. El sector de calles a su alrededor es el lugar elegido por los comodorenses para manifestaciones públicas y festejos populares.

La construcción del ferrocarril de Comodoro Rivadavia a la Colonia Sarmiento inició en 1910. La misma conformó un hito en la historia comodorense, dado que jugó un papel preponderante en su economía junto con el acontecimiento causado cuando José Menéndez y Mauricio Braun unieron sus empresas y dieron origen a la Sociedad Anónima Importadora y Exportadora de la Patagonia; la cual se fundó como almacenes generales con estancias y una flota naval de su propiedad.
En estos primeros años del pueblo se erigió en 1910 la Asociación Española de Socorros Mutuos de Comodoro Rivadavia, no solo la convirtió en una entidad pionera en la urbe, sino en Patagonia.
En 1911 se formó la municipalidad. Para 1920 estaban instados en la ciudad importantes casas comerciantes como Lahusen, la Sociedad Anónima Importadora y Exportadora de la Patagonia (hoy La Anónima) y otros.
La insipiente industria petrolera posibilito que en 1913 se instalara la primera destilería por orden del gobierno nacional. Aunque fue pequeña una planta procesaba 100 m3 de crudo para la elaboración de subproductos livianos para consumir en el yacimiento y fueloil de bajo punto de inflamación para unidades de la Armada Argentina. El resultado de la refinería fue tan positivo que un año después se amplió la destilería para alcanzar una capacidad de 350 m3. El 6 de mayo de 1914 se efectuó la primera prueba de las instalaciones ampliadas, siendo el paso previo para el inicio de las operaciones en julio del mismo año, cuando bajo la dirección de Leopoldo Sarta comenzó la elaboración de nafta, kerosene y fueloil. Para ese entonces la Dirección General de Explotación del Petróleo era la única empresa en la zona y explotaba 137 pozos en producción en todo el país y 130 estaban en Comodoro Rivadavia, el resto en Plaza Huincul. La producción estatal era tan grande (197.578 m3) que en 1918 cubrió el 83,7 % del consumo nacional y solo la destilería de Comodoro Rivadavia elaboró 834.789 litros de subproductos. Su importancia llevó a que los primeros surtidores de combustibles, instalados en tres esquinas porteñas de Cabildo y Congreso, Av. Sáenz y Av. Roca y Bartolomé Mitre y Rosales, fueron abastecidos con productos elaborados en Comodoro Rivadavia. Tres años después, la planta marcó un hito histórico cuando comenzó a elaborar las primeras aeronaftas del país. Sin embargo, pese a su buen desarrollo la destilería poco a poco pasó a un segundo plano en la empresa estatal a partir de la inauguración de otras refinerías en otros puntos del país. Ya para 1960 YPF no incluía a esta en sus seis refinerías más potentes. Para los años 1920 se asienta en Comodoro la Compañía Ferrocarrilera del Petróleo (COMFERT) en la zona de Don Bosco encargada de elaborar combustibles para el naciente ferrocarril. Al poco tiempo instala la segunda destilería de la ciudad que fue la que más produjo y perduró.
En 1924 Ibarguren recibió la concesión monopólica del suministro energético para la ciudad, la misma funcionaba en la calle Rivadavia y Pellegrini, desde allí se coordinaban las exigencias de alquilar el medidor y pagar altísimos costos por el suministro energético. La política de prestación de servicios de la firma concesionaria también generaba rechazo a los vecinos porque además se regía por un sistema de inspecciones destinadas a comprobar los niveles de consumo de los vecinos. Por entonces tener una lámpara demás de las declaradas implicaba enfrentarse a los inspectores que daban cuenta de la infracción tras constantes recorridas por los barrios. Los relatos de la época dan cuenta de que el servicio energético era considerado un bien de lujo al que sólo podían acceder las familias con recursos económicos.
En un hecho más relevante en 1920 fue la fundación de Caleta Córdova, iniciando su actividad portuaria con el desembarco de materiales para la Empresa Petrolera Astra.

### Los años treinta
La década de 1930 estuvo marcada por el nacimiento de la Sociedad Cooperativa Popular Limitada (S.C.P.L) el 8 de febrero de 1933 gracias a un grupo de vecinos emprendedores reunieron la voluntad de otros pobladores, y consiguen recaudar 21.400 pesos moneda nacional en concepto de acciones. Los cooperativistas pusieron fin de esta manera a la dependencia exclusiva ocasionada por la concesión del servicio otorgada en 1924 a la firma Ibarguren. Hoy su tamaño e inversión en la ciudad del Chenque la convierte en la 5.ª de mayor tamaño en Argentina.
Fueron años históricos para la comunidad comodorense dado que en 1934 se inauguró el Cine Teatro Español, baluarte cultural, constituyendo el edificio uno de los de mayor jerarquía y belleza arquitectónica de la zona. Funcionó en sus instalaciones el primer cine de la ciudad. El nuevo Teatro era “exponente de progreso y cultura, toda una obra de arte, dotado de todas las comodidades que lo colocan al nivel de cualquiera de la Capital Federal”(La República, sábado 7 de julio de 1934).
En 1936 se comenzó con la actividad pesquera en Caleta Córdova. Actualmente, aquel pueblo terminó siendo un barrio de Comodoro. En este barrio se halla un muelle pesquero donde operan barcos de flota amarilla y se dedica al turismo.
Otro hecho relevante fue la iniciación de la emisora de radio LU4 en 1938. La emisora radial aún posee su edificio en pleno centro y es un icono radiodifusor.

### Comodoro capital de la Gobernación Militar de Comodoro Rivadavia
En 1935, se estableció en Comodoro Rivadavia el Regimiento de Infantería 8, que reconoce al general Manuel Belgrano como su fundador. El arribo de otras unidades militares originó luego la creación del Comando de la Agrupación Patagonia.

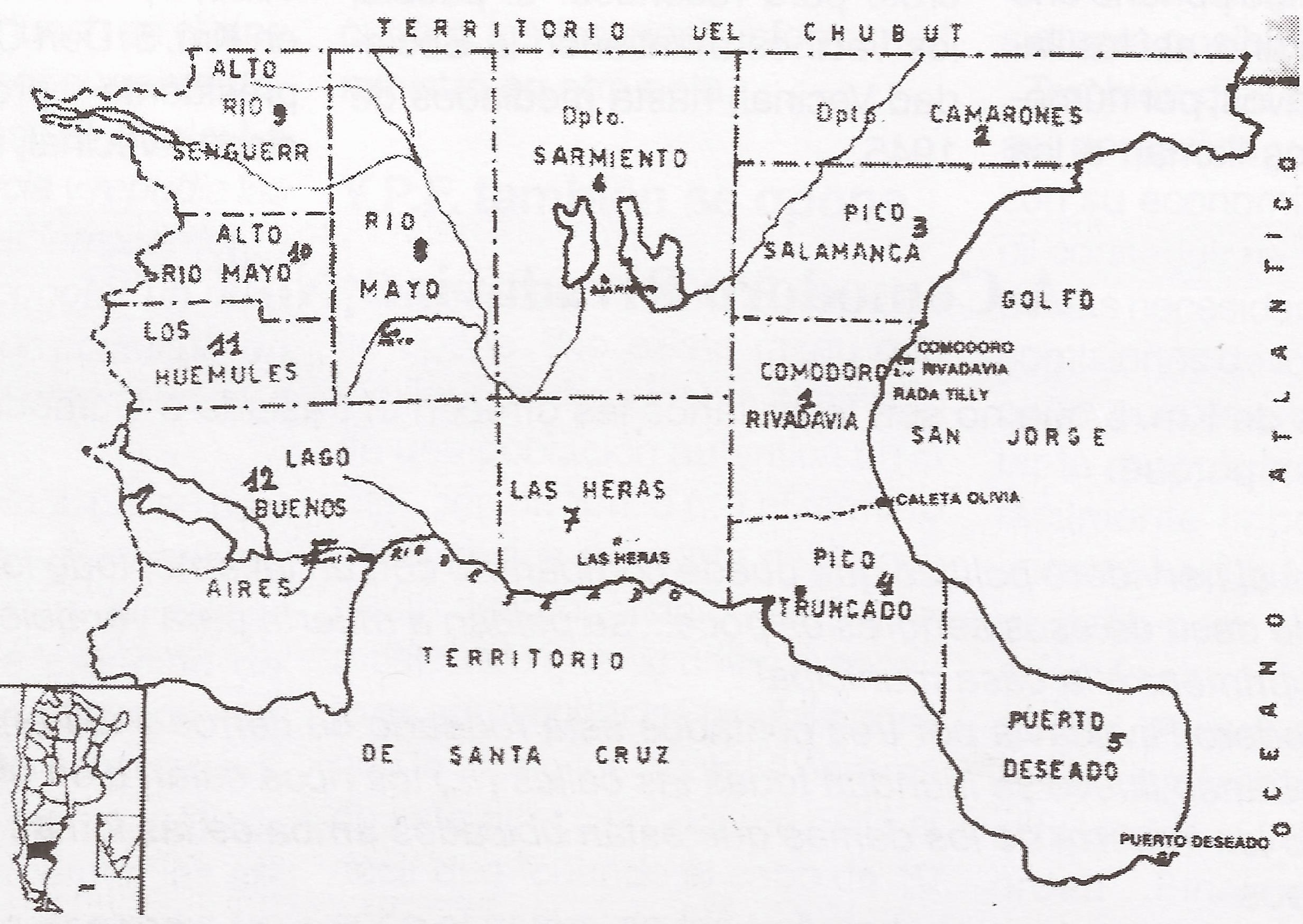
Carta de la Gobernación militar que detalla sus departamentos.

Este programa de instalación de unidades militares respondió a una inquietud del Congreso de Municipalidades de los territorios nacionales de 1933, ya que la región patagónica carecía de fuerzas de seguridad que resguardaran convenientemente la integridad territorial. Añadiendo a estas circunstancias el interés de las explotaciones petroleras, mediante el Decreto N.º 13941 del 31 de mayo de 1944, las autoridades nacionales crearon la Gobernación Militar de Comodoro Rivadavia, con capital en la ciudad homónima.
Su jurisdicción abarcaba el sur del Chubut y el norte de Santa Cruz. La creación de la gobernación significó la expansión del casco céntrico mediante tierras ganadas al mar, registrándose un marcado crecimiento poblacional y habitacional. La ciudad se vio favorecida con una infraestructura capitalina, que incluyó, entre otras obras, un colegio secundario, una municipalidad, mayor presupuesto y una Cámara de Apelaciones. Fue en síntesis un periodo de auge por la acción progresista de los castrenses.
El testimonio de un autor, poblador de la época, refleja el periodo de bienestar que la zona disfrutó:

«Desde hacía algunos años venía bien la mano. Cuando nacimos en plena guerra mundial y con el auge de la Gobernación Militar, vivir en Comodoro no estaba mal. En los campamentos, empezando por "3 km", la cosa pintaba cien puntos, lo mismo que en Diadema Argentina, Astra y "8 km"»

La finalización de esta gobernación llegó el 28 de junio de 1955, cuando el congreso decide la provincialización de distintos territorios nacionales, pero elimina la Gobernación militar de Comodoro, adjudicando sus territorios a Santa Cruz y Chubut.
El golpe militar llamado Revolución Libertadora en septiembre de 1955 derrocó al presidente Juan Domingo Perón, instaurando una dictadura de transición. En este lapso de casi 2 años los militares golpistas prometieron analizar detalladamente las provincializaciones. Surgieron propuestas e intentos para que el territorio o la capital comodorense no se pierda:
- Conservación de los límites de la GMCR: con esta propuesta se intentaba provincializarla o mantenerla unos años más. La principal fuerza defensora vino de la «Federación Económica», debido a los perjuicios que sobrevendrían por la pérdida.
- Ampliación de límites: otra propuesta fue mantener los límites sur y ampliar el norte hasta integrar todo el territorio del Chubut. Su propugnante, Federico Escalante:

Lo social, económico y sanitario gira en torno a Comodoro, la verdadera cabecera de la Patagonia central.

- Comodoro capital de Chubut: la última propuesta fue la que más fuerza tomó, dado que era la más viable: Comodoro debía ser capital de la naciente Chubut. Entre los principales actores que intercedieron en favor de Comodoro se cita a vecinos, políticos y a la CGT que en su defensa enumeró la infraestructura de la ciudad, las obras públicas de la ex gobernación y su desarrollo industrial.[15]
- Resultado final: la pugna fue llevada al Congreso, que analizó a fondo la última propuesta, por ser más razonable. La ciudad petrolera al exponer todo su desarrollo (el más grande de Patagonia en esos años), pensó que tendría la puja a su favor, pero Rawson ganó la puja por su historia ligada al pasado de capital del Territorio Nacional de Chubut y por su bajo desarrollo, lo que le valió para que el congreso la justificara como capital para desarrollar la zona del valle de Chubut.

De esta manera la ciudad perdió su protagonismo, pero sería en parte compensada por el evento de 1957.
La desaparición de la Gobernación marca el comienzo de la eterna confrontación de «Zona Sur» (Comodoro Rivadavia, Rada Tilly, Sarmiento y localidades adyacentes) con el «Valle de Chubut» (Dolavon, Gaiman, Trelew y Rawson).
Luego de la creación de Chubut como provincia el mismo autor relata las consecuencias para la Zona Sur y la centralización de intereses en el valle:

Los diarios El Chubut, El Rivadavia y el tabloide “The Celestine Post” (TCP) – versión multilingüe de “El Celestino” entraron en una competencia feroz para representar a la provincia. La única coincidencia entre ellos era que debían declarar a Trelew, Rawson, Madryn, Esquel, Cajón de Cerveza Grande y Uzcudun áreas UGI, vale decir: Unidades Geoeconómicas Inviables.

A pesar del tiempo transcurrido, Comodoro continúa irradiando su influencia en todo el espacio de la Gobernación Militar, desempeñando su rol histórico de centro de servicios y de abastecimiento, en especial para la actividad petrolera, las explotaciones agropecuarias y el turismo.
Comenzaron a gestarse profundas transformaciones al promulgarse dos leyes significativas, reactivando y estallando la actividad comercial e industrial de la zona y en especial de la ciudad.

### El desarrollismo y el primer «Boompetrolero»
El 1 de enero de 1947 el presidente Juan Domingo Perón y Julio V. Conessa soldaron el primer caño de un gasoducto que iría de Llavallol a Comodoro Rivadavia. Se optó por comenzar la construcción del gasoducto en el Gran Buenos Aires y no en el lugar de obtención del lugar del gas porque, según Canessa, así se evitaban las interferencias de empresas extranjeras y aseguraba la terminación de la obra, puesto que si empezaba en Comodoro Rivadavia podría ser desviada, pero si partía desde el lugar de destino indefectiblemente debería llegar a una fuente de gas. El extenso gasoducto, 1605 km, uno de los más largos del mundo en su momento, fue inaugurado el 29 de diciembre de 1949, más tarde la cañería sería extendida hasta Cañadón Seco, logrando extenderse por 100 km más. A partir de ese momento el gobierno peronista aplicó una política tendiente a la baja sostenida de tarifas y la expansión del sistema de gas por redes. Entre 1947 y 1949, durante la presidencia de Juan Domingo Perón, se construyó el gasoducto que unió Comodoro Rivadavia con Buenos Aires, con la distribución de gas aumentó de 300.000 metros cúbicos por día a 15 000 000 de metros cúbicos abaratando en un tercio los costos. La Argentina se colocaba así entre los tres países más avanzados en el aprovechamiento del gas natural, junto con los Estados Unidos y la Unión Soviética. La construcción del gasoducto significó un boom de la construcción en Comodoro y, lo convirtió en el primero de Sudamérica y segundo a nivel mundial por su extensión actualmente es denominado Gasoducto “Presidente Perón”.
Un testimonio local relata cómo fue el bienestar vivido por aquellos comodorenses :

«Las franquicias al sur del Paralelo 42 Sur hicieron saltar los tapones: autos USA cero, licor de afuera barato, cigarrillos importados regalados, pilchas de banlon de primera y miles de chucherías nunca vistas que se compraban con moneditas. Nuestros viejos vendían un modelo '46 a la gente del norte, y por el mismo precio te comprabas dos "reacondicionados a nuevo" del año anterior y marcas como Pontiac, Mercury, Buick y hasta el "Moscovita". La superpoblación disparó el negocio de la construcción en altura ¡Teníamos rascacielos, caramba!»

En 1947 se creó como iniciativa de la entonces Gobernación Militar de Comodoro Rivadavia, el Instituto Superior de Estudios Patagónicos. En septiembre de 1949, la Cámara de Senadores aprobó el proyecto de creación de la Universidad Nacional de la Patagonia, con Sede en Comodoro Rivadavia y Facultades en Trelew, Esquel y Río Gallegos. En mayo de 1959 se puso en marcha en Comodoro Rivadavia el Instituto Universitario de la Patagonia
El 15 de febrero del 53 se sufre el Accidente ferroviario de Comodoro Rivadavia de 1953 con un saldo de 36 muertos y 65 heridos, la tragedia más grande ferroviaria de la ciudad se produjo por exceso de pasajeros (100, el doble) y velocidad desmedida.

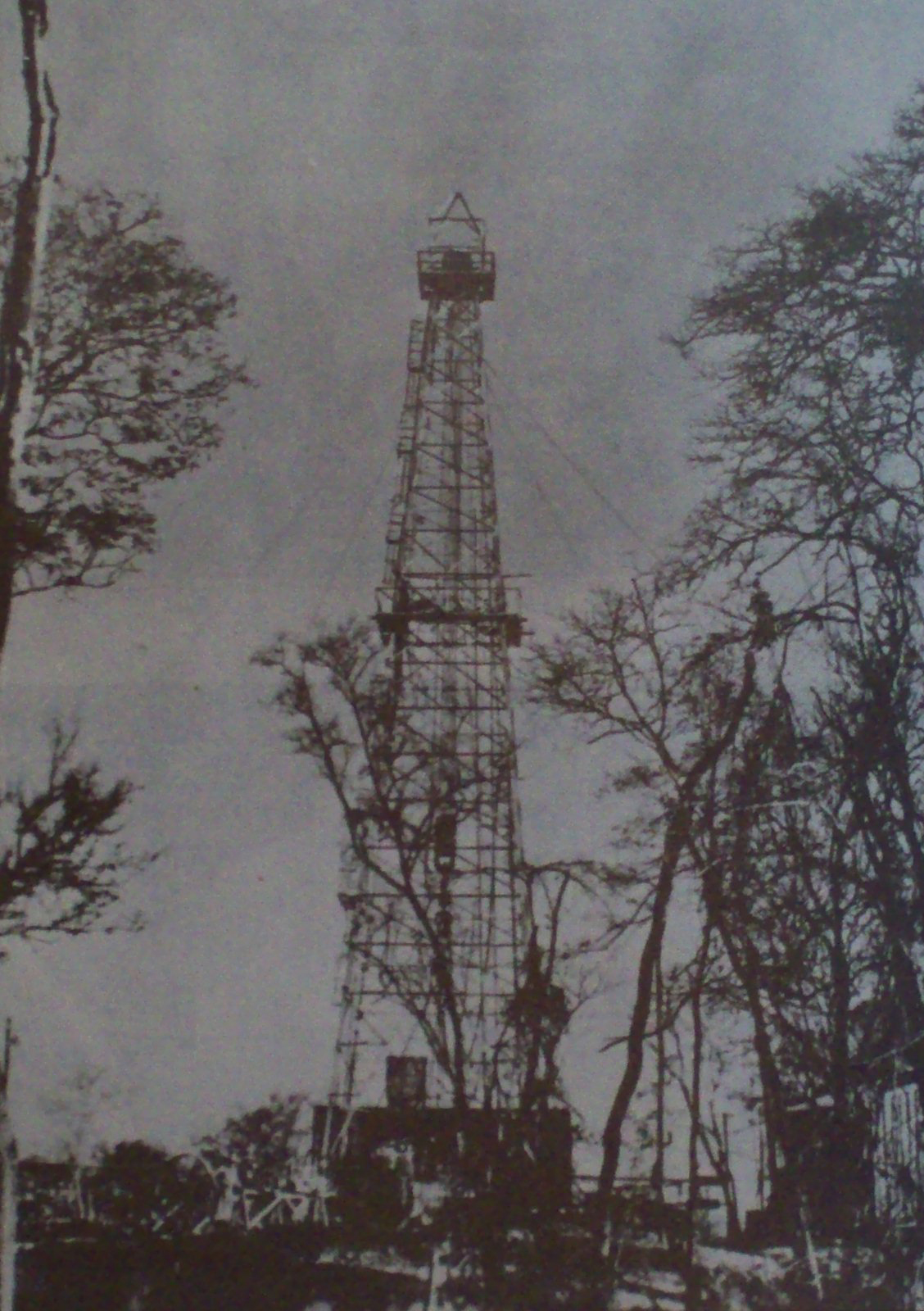
Pozo petrolero levantado en Campo Durán explotado por YPF, durante la batalla del petróleo, iguales a los empleados en esta localidad.

El Paralelo 42 Sur marca la frontera norte de la Provincia de Chubut; esta ley creada por el gobierno de Pedro Eugenio Aramburu en 1957.
El presidente Arturo Frondizi anunció en 1958 nuevos contratos de explotación y exploración de petróleo a empresas extranjeras, particularmente norteamericanas para lograr el autoabastecimiento nacional. Este suceso se llamó la «batalla del petróleo» alegando que aseguraría el desarrollo económico argentino y activaría economías regionales. Los contratos fueron 13 y se firmaron con la Banca Loeb la Pan American Oil (subsidiaria de la Standard Oil), la Tennessee, la Esso, la Shell y otras. La nueva política consistía, en poner en manos de las grandes petroleras extranjeras los pozos, explorados y localizados durante años por YPF. El de Cerro Dragón es un caso paradigmático dentro de los contratos firmados por Frondizi con las petroleras extranjeras.

Logotipo de YPF Sociedad del Estado, en sus años pasados de empresa estatal, sin lugar a dudas determinante en la historia comodorense.

También en ese año la Municipalidad de Comodoro Rivadavia anuncia el loteo de los futuros barrios Roca y Pueyrredón. Así la ciudad comienza a expandirse hacia el oeste; desde 1958 se asentaron industrias textiles, plásticas, pesqueras y madereras. La ley Nacional de Hidrocarburos y el nuevo Estatuto Orgánico de YPF promovieron la instalación de empresas contratistas que generaron el denominado Boom Petrolero que duró hasta 1963. La demanda fue tanta que no habían alquileres, los asentamientos se multiplicaron y la ciudad creció sin planificación. La municipalidad llegó a habilitar 20 cabarets multiplicándose la prostitución (también infantil), la droga, el desprecio al dinero y a borrachería.
La ciudad se vio desbordada por migrantes e inmigrantes que venían a explotar el oro negro y las instituciones de gobierno se vieron desbordadas por los efectos del crecimiento no planificado. Estos años de expansión económica marcaron una impronta de progreso indefinido. Las empresas que se radicaron fueron norteamericanas en su mayoría que vendían su producción a YPF. Contemplaba la concesión a Pan American Energy de una extensión de 4000 kilómetros cuadrados en yacimientos ya explorados por la YPF estatal por un período de 30 años y con grandes beneficios de precios y exenciones impositivas. Illia en 1963 anuló los contratos petroleros con las compañías: como Astra, Shell o Esso, pero también se desvincula de las empresas que han llegado a partir de la firma de los contratos: Panamerican, Tenesse, Cabeen, Union Oil, etc. En su gran mayoría, las compañías norteamericanas se retiran del país, aunque unas pocas se radican aquí en forma definitiva. También, se anuló la zona libre comercio bajo el pretexto de que se perdía soberanía nacional. El resultado fue devastador ya que la salida de los capitales de la región produjo la extensión de la desocupación y el fin del breve período de bienestar. El pueblo, junto con toda la zona, quedó devastado por la desocupación que dejó una caída de la actividad. Fueron comunes las imágenes de equipo petrolero abandonado, enterrado o sumergido en el mar para evitar pagar los costos aduaneros para repatriarlos a Estados Unidos.
Por otro lado, a fines de la década de 1960 los campamentos estatales dependientes de la Administración Central YPF: Campamento El Trébol, El Tordillo, Manantiales Behr, Captaciones de Agua, Cañadón Perdido y Campamento Escalante empezaron a ser desmantelados y despoblados. Por entonces, la empresa estatal ideó un modelo basado en pequeños núcleos poblacionales que llamó campamentos. Mediante estas poblaciones pequeñas de trabajadores se buscaba fijar población en torno a las áreas de perforación, y además generar mecanismos de identificación. De este modo, alrededor de Comodoro se forjaron pequeños pueblos con obreros provenientes de provincias como Catamarca y La Rioja. El modelo fue copiado por las empresas privadas que también llevaron adelante estas políticas promovidas desde los años 1920  hasta los años 1960 y 1970. Al ser desmantelados, su gente fue llevada a espacios llanos disponibles cercanos a 3 km. Este hecho acrecentó la población de Comodoro y borró para siempre la posibilidad de que pueblos allí crecieran.

### Décadas de 1960 y 1970

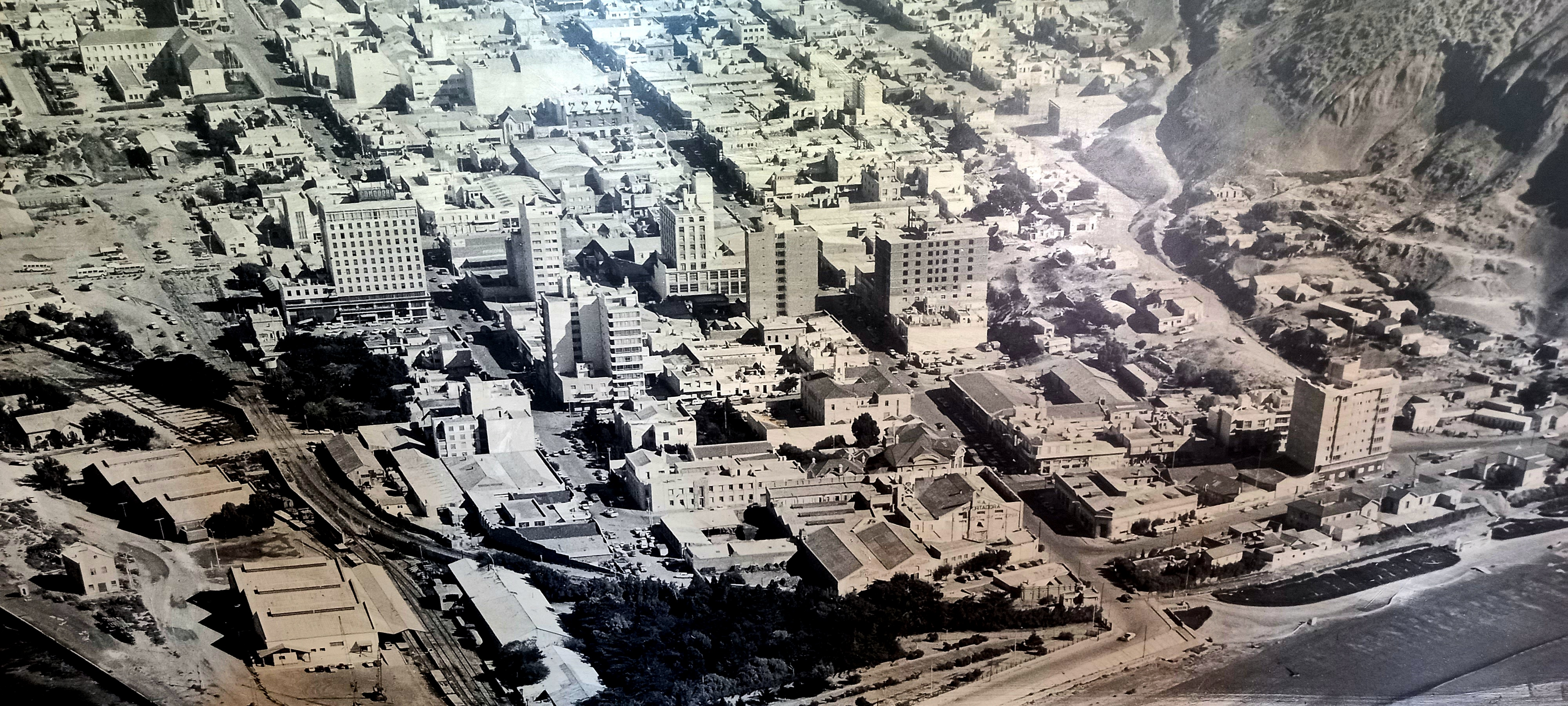
Imagen de la ciudad a inicios de la 1970 aun con vías e infraestructura ferroviaria, edificios históricos aun presentes y urbanización sobre el cerro que después fue erradicada.

En la década de 1960 se concretaron construcciones relevantes, inaugurándose edificios y obras importantes como el Comodoro Hotel, Centro Catamarqueño y el acueducto Lago Musters-Comodoro Rivadavia, el Liceo Militar General Roca y con la creación del Canal 9 comienza la transmisión oficial de televisión en Comodoro Rivadavia. 
El acueducto se inauguró el 15 de mayo de 1966, una obra esperada por décadas que respondió a una problemática histórica de la región. Sin embargo, no fue una solución inmediata, ya que muchos barrios no poseían redes de distribución domiciliaria. De este modo, se continuó viendo largas colas de ciudadanos cargando agua frente a surtidores comunitarios por varios años. La problemática volvió a cobrar fuerza en marzo de 1967, durante la visita del presidente de facto Onganía, el diario Crónica hace un dramático llamado desde su primera plana suplicando por agua. La nota mostró información que daba cuenta de la falta de redes domiciliarios en prácticamente todos los barrios, habiendo 40.000 personas afectadas. Los reclamos continuaron durante años, extendiéndose a los barrios de la zona norte, culminándose hacia principios de la década del 1970 las nuevas redes domiciliarias. El acueducto se había anunciado para una demanda potencial de hasta 300.000 habitantes (en momentos en que Comodoro tiene algo más de 55.000, sumando la zona norte), con una vida útil de 50 años. Sin embargo, comenzó a sufrir rupturas apenas unos meses después de su inauguración, exactamente el 27 de enero de 1967. Las roturas luego comenzaron a ser una constante, por una serie de problemas técnicos vinculados al diseño: la falta de protección exterior de los caños de hormigón, que se deterioran por efecto de los suelos en los que se asienta; además de los llamados "golpes de arietes", es decir la rotura por explosión de burbujas de aire. Aunque las redes llegaron a los barrios, los vecinos siguieron con problemas con el agua durante varios años por desperfectos en el acueducto.
Los hechos más relevantes en los años setenta fueron sin dudas las distintas manifestaciones por la situación en la Universidad "San Juan Bosco", a cargo de la orden salesiana, producidas en 1972 y 1973, llegaron al extremo de una huelga de hambre de los estudiantes. El ministerio de educación interviene en 1974 creando una universidad pública, la Universidad de la Patagonia, con sede en el colegio Perito Moreno, su primer rector fue el ingeniero agrónomo Silvio Grattoni. Otro hecho relevante de 1972 fue la pueblada en contra del presidente de facto Alejandro A. Lanusse visita Comodoro Rivadavia. Los comercios locales cierran las puertas en forma de protesta por la postergación de obras en la zona de Comodoro Rivadavia en todos los medios sociales se leía «El pueblo del sur le dijo no a Lanusse».

### La dictadura en Comodoro

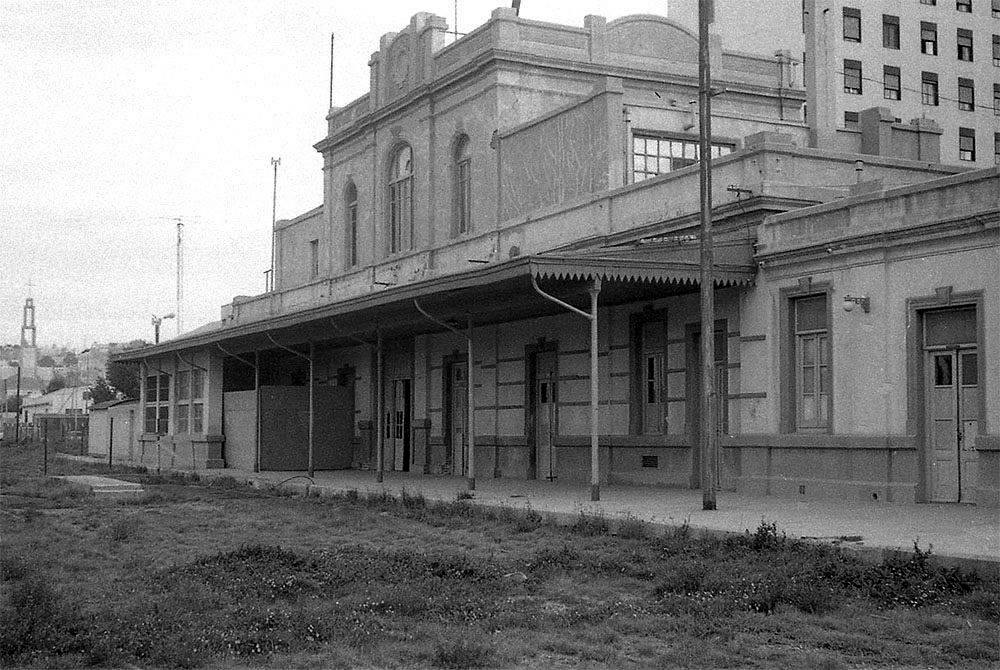
La estación Comodoro Rivadavia en 1977 luego de ser desafectada. Para esos años la municipalidad ya había despojado de vías y durmientes el sector céntrico que ocupa. Al poco tiempo todo el ferrocarril de Comodoro Rivadavia a Sarmiento sufriría el cierre definitivo impuesto por el presidente de facto Videla

Con el Proceso de Reorganización Nacional se sufrió consecuencias trágicas en lo social y económico. La sociedad sufrió el terrorismo de Estado, ejecutado por la guarnición militar local, en la que funcionó un centro clandestino de detención, donde se cometieron arrestos políticos y torturas.
En lo económico la falta de inversión en la obra pública, las medidas erradas de José Alfredo Martínez de Hoz producen la quiebra de muchas empresas como la recordada planta de zinc. También se produce en 1978 un doloroso hecho histórico donde el gobierno de facto clausuró la línea ferroviaria Comodoro Rivadavia-Sarmiento, de Ferrocarriles Patagónicos, ramal que había sido fundamental en el desarrollo de las dos localidades y que fue desaparecido bajo la excusa de poca rentabilidad.
Finalmente, en 1979 mediante un convenio entre el Obispado de Comodoro Rivadavia y el Ministerio de Cultura y Educación de la Nación se unifican la universidad pública y la universidad salesiana y se crea la Universidad Nacional de la Patagonia San Juan Bosco con sede en Comodoro y que luego se extendería a distintas ciudades patagónicas.

### Década del ochenta, años de guerra y crisis
La década de 1980 fue de inestabilidad, conflictos y leve prosperidad económica. Estos años comenzaron con una frustración para la comunidad, dado que el censo de 1980 arrojaba poco más de noventa y seis mil habitantes, quedándose Comodoro a las puertas de los cien mil pobladores. Se inició 1981 la aventura de la ciudad para generar y desarrollar energías renovables y limpias, inaugurando el primer generador eólico —pionero en América Latina— en dependencias de la Novena Brigada Aérea. El generador fue el resultado de la cooperación científica con Alemania. En ese mismo año se suceden dos inauguraciones más, de carácter determinante para el desarrollo comodorense: se crea el Juzgado Federal, el primer juez es Carlos Alberto Sáez Almagro; y se inaugura la primera etapa de la ciudad universitaria de kilómetro cuatro.
También en estos años las vecinales, de los nuevos barrios del norte, en forma unánime impulsaron un intento fallido de municipalización. Este intento separatista fue el resultado de la forzada y repentina integración de Zona Norte, fuertemente centralizada, que impuso el municipio de Comodoro. El movimiento reclamó la administración diferenciada y centralizada en General Mosconi. El fracaso se debió a que el intento repetía el modelo que imponía la municipalidad de Comodoro y no encontró apoyo en el entonces Gobierno de facto del Proceso de Reorganización Nacional.
La guerra de las Malvinas de 1982 tuvo una gran trascendencia siendo Comodoro Rivadavia centro de operaciones militares. Los oscurecimientos como medida de prevención de ataques aéreos fueron un hecho normal en este tiempo. Los hospitales locales recibieron a los heridos y el aeropuerto local fue base de hangares de la Fuerza Aérea Argentina.
Luego de la derrota más de mil personas participaron en una marcha que reclamó el regreso de la democracia y pide la reconstrucción nacional convocada por la Multisectorial local.
También en el 1982 se crea el barrio Cordón Forestal, sorteando 283 parcelas de la primera etapa del plan de forestación al oeste de la ciudad. A fines de 1982 comienza el inicio de la energía eólica en Comodoro Rivadavia al realizarse un convenio de operación por parte de la Sociedad Cooperativa Popular Limitada («SCPL»), a instancias de la Comisión Nacional de Investigaciones Especiales para la instalación de un convertidor eólico, prototipo marca Dornier de eje vertical de 20 kW cuya operación se efectuó en el Aeropuerto Internacional General Enrique Mosconi de la ciudad. A partir de este proyecto, la posibilidad de producir energía a través del viento en el sur argentino generó interés y una concreta posibilidad de expansión.
El 23 de julio de 1982 la última destilería operativa de Comodoro sufrió un grave incendio que mató a un operario y la destruyó parcialmente. Para 1984 la intención de la empresa fue reactivar la destilería. Sin embargo, la inversión rondaba los 4 millones de dólares y fue imposible afrontarla. Luego de tres años la planta fue desguazada y sus restos vendidos como chatarra. La industria había sido comprada en 1970 por Astra dando inicio a Astrasur S.A. La planta llegó a procesar 1300 m3 de petróleo crudo de Manantial Rosales y de la zona central ferrocarrilera, zona central YPF y Escalante YPF. Llegó a fabricar gran variedad de derivados del petróleo: asfalto, gas oil, naftas, entre otros. Incluso, en esta planta se llegó a elaborar cokeo esencial para elaborar el combustible para los aviones a reacción. También, estas naftas eran también vendidas en latas de 10 o 15 litros. A pesar de ser la refinería que más duro, puso fin a esta actividad en la ciudad petrolera que actualmente no tiene instalaciones semejantes para procesar su petróleo.
En 1985 llega la televisión por cable a Comodoro Rivadavia con la empresa ATELCO (Austral Televisora Color). Más tarde se sumó el Sistema de Video Cable de Canal 9. En 1987 se inauguran las instalaciones del Museo Nacional del Petróleo, construidas en torno al Pozo N.º 2, donde apareció petróleo por primera vez en 1907.

### Los últimos años del como estancamiento

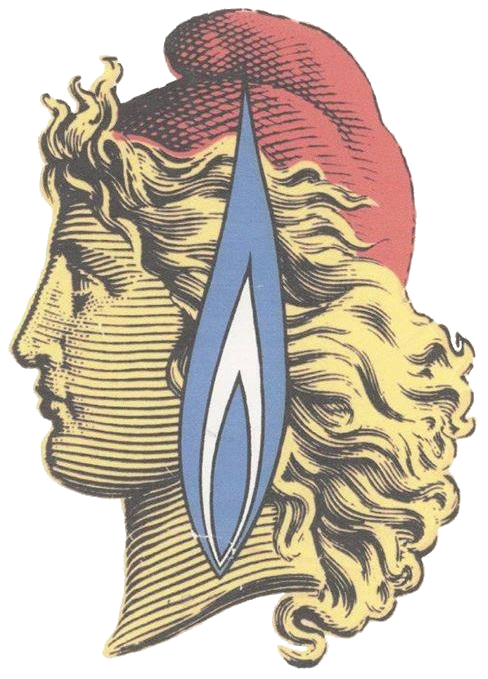
Logotipo tal como apareciera en las facturas del servicio, en 1981. Otrora empresa nacional Gas del Estado.

### Los últimos años delsigloXXcomo estancamiento
La década de 1990 estuvo marcada por el proceso de privatización de la empresa estatal YPF y otras de importancia para el país, a lo que se sumó un profundo proceso de reestructuración del perfil productivo de la ciudad. El comienzo de estos años parecía ser prometedor, la guerra del Golfo estalló en Irak, lo que provocó una subida de las explotaciones y exploraciones petroleras de casi dos años, asimismo en 1991 la ciudad alcanzaba por primera vez en su historia más de cien mil habitantes, llegando a contabilizarse más de 125.000 personas, o sea un incremento de casi treinta mil desde 1980 hasta 1991. La privatización en los años noventa provoca en la ciudad un quiebro de identidad al desaparecer la principal empresa de actividad que la nucleaba y la hizo crecer. Las reformas y privatizaciones llevadas a cabo por el Estado argentino a partir de 1992 tienen un fuerte impacto en la zona, dado que se privatizan YPF, Gas del Estado y Correo Argentino; empresas insignes, que fueron claves para el desarrollo de la zona. En 1992 Comodoro Rivadavia empezó a sumirse en una crisis profunda llegando a ser la ciudad argentina con mayor índice de desocupación 13,9 %, y que luego sería superada por otras ciudades, pero que en los últimos años de los 90 llegaría a rondar el 20 % y en mayo de 2001 el 23,5 % de los habitantes de Comodoro Rivadavia se encontró por debajo de la línea de pobreza. Para 1993 fueron adquiridas 200 hectáreas en el Cerro Arenales ubicado a 4,5 km del centro de Comodoro con la finalidad de implementar un parque eólico. Esto dejó de ser solo un proyecto en 1994 cuando la Sociedad Cooperativa Popular Limitada a través de PECORSA, inauguró el hoy conocido y tan destacado «Parque Ing. Antonio Morán» al lograr instalar allí dos molinos Micon de 250 kW. El origen de su nombre se debió al primer intendente constitucional que tuvo la ciudad petrolera. La producción anual de ambos molinos representaba en ese entonces el 1 % de la energía suministrada por la Cooperativa a los usuarios. Durante los dos años siguientes se mantuvo la expectativa de incrementar el número de molinos al Parque y en el año 1997 el objetivo fue cumplido con la incorporación de ocho nuevos aerogeneradores Micon de 750 kW cada uno. Estos abastecían de energía eléctrica a unos siete mil hogares aproximadamente.

#### El Chenque parte en dos a Comodoro
El 12 de febrero de 1995 se produjo un desplazamiento en el cerro Chenque concentrado sobre una zona de doscientos metros que afecto a un sector de 1000 metros recorrido por la de la ruta Nacional 3. El deslizamiento del cerro equivalió a la fuerza de un terremoto. Sin embargo, la principal consecuencia es que dejó a Comodoro incomunicada entre su casco céntrico y los barrios del sector norte. Al desaparecer ese tramo de la Ruta Nacional 3, quedó incomunicada por la vía terrestre todo el centro-sur de la Patagonia con el resto del país. La situación pudo ser salvada gracias a un camino alternativo conocido como del Mirador pasa por detrás de la vieja antena de Y.P.F y que hoy se conoce como camino del centenario. Como resultado de inmediato la provincia declaró el «Estado de emergencia» y las autoridades municipales, encabezadas por el intendente José Raúl Pierángeli, iniciaron un plan estratégico para normalizar la situación. Entre los principales males que se vivieron estuvieron los cortes de las líneas telefónicas que pasaban por el sector, 3278 casas se habían quedado sin el servicio y el colapso vehicular que sobrevino. Los especialistas concluyeron que las modificaciones humanas sobre el talud original del cerro en sucesivas ocasiones a fin de acondicionar la traza de la ruta 3 se combinaron con una falla natural del terreno, que por sus características arcillosas reacciona con permanentes resquebrajamientos al absorber humedad.

#### El Comodorazo
El 15 de septiembre de 1995, se produjo una de las movilizaciones sociales más importantes que cuenta la historia de la ciudad petrolera: el «Comodorazo», donde unas cuatro mil personas se movilizaron por el centro de la ciudad en rechazo de un aumento de hasta el 100 % en la alícuota del impuesto inmobiliario y del 25 % en la del impuesto automotor, que había sido aprobado por los concejales oficialistas salientes.
Furiosos, cientos de comodorenses movilizados tomaron el Consejo Deliberante, forzaron su reja, entraron y destruyeron parte de él e intentaron agredir a los políticos. Esto forzó de manera casi inmediata el veto de la norma.

#### El puerto y el centenario comodorense
El 12 de octubre de 1996, miles de comodorenses asistieron esperanzados a la inauguración de la obra de culminación del puerto de Comodoro Rivadavia, que resultó posible en definitiva gracias al ingreso de los fondos procedentes por la venta de acciones de YPF, aunque fue entendida como una «reparación histórica» por la mayoría de los ciudadanos.
A pesar de todo el esfuerzo por desarrollar energías renovables y de abastecer a la ciudad, la inversión pública y privada no bastaron y la ciudad, como todo el país sufriría para 2006 a la actualidad un grave crisis energética, ocasionada por la gran producción y consumo desmedido de esos años.
En diciembre de 1998 la situación de Comodoro se agrava, dado que la cotización internacional del petróleo cayó a 11,34 dólares, y las empresas privadas produjeron una expulsión masiva de trabajadores, debido a la falta de rentabilidad de la explotación. Todos los hechos negativos sufridos por Comodoro en estos años reflejados en la falta de diversificación económica e innovación, mala administración, gran desocupación, empobrecimiento general, falta de inversiones públicas y privadas, colapso de instituciones públicas, etc. Culminaron en 2001 cuando el censo nacional realizado en ese año, revela 
que «Comodoro por primera vez en 100 años de historia, creció sólo un poco más del 9 % de 1991 a 2001».
La ciudad sufrió en el último año de esta década la Explosión en Sucursal de Casa Tía en Comodoro Rivadavia de 1999, una de las tragedias más grandes de las que se tenga memoria.

### Los primeros años delsigloXXI

#### Expansión

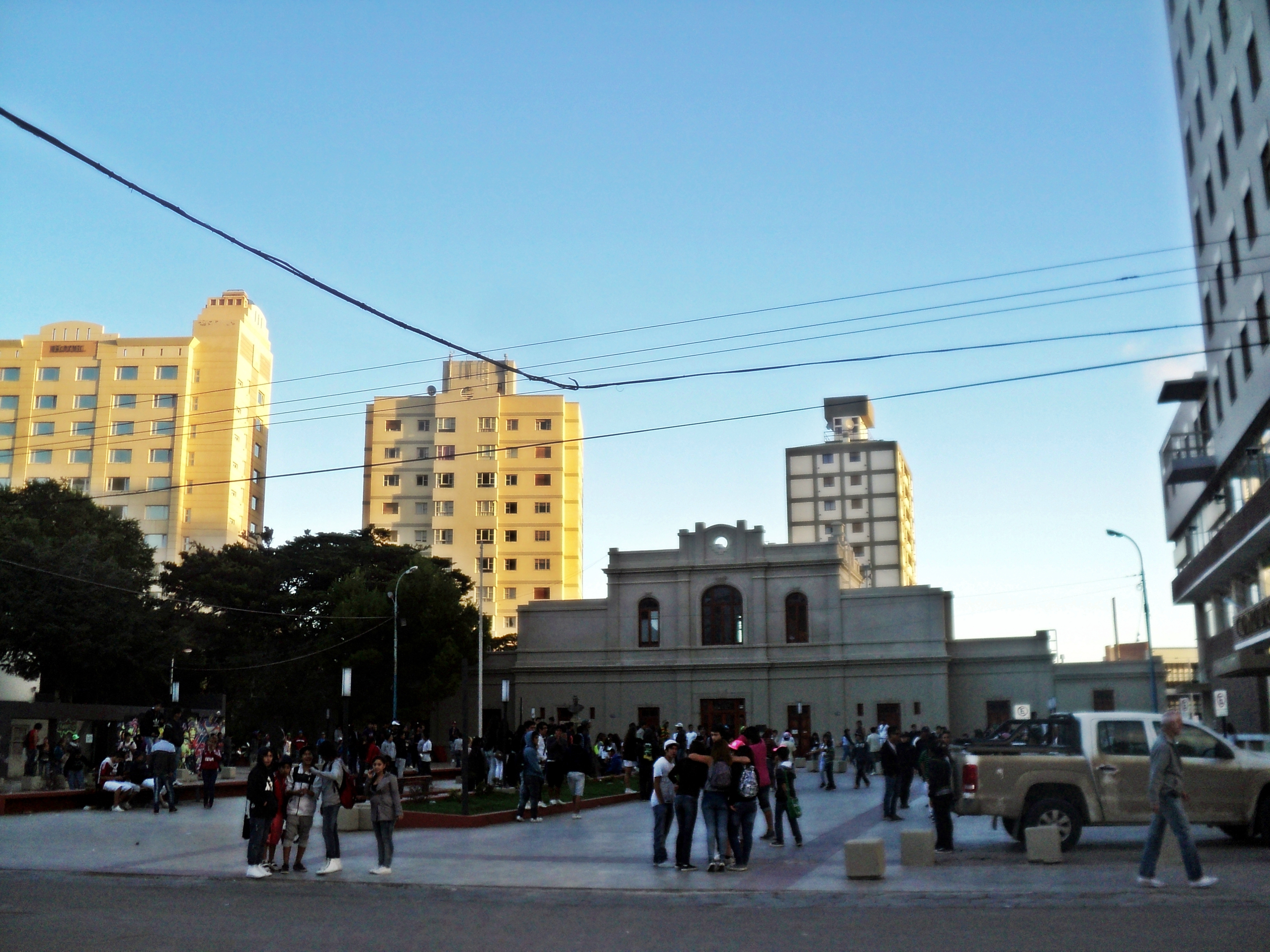
La exestación hoy es un edificio del patrimonio histórico y museo. Su plazoleta, lugar de reunión de la juventud desde su restauración y remodelación.

En los últimos años se fueron gestando reactivaciones: ligadas a los vaivenes del mercado mundial, aparecieron algunos proyectos cuyo objetivo es la superación del monocultivo petrolero: Zona Franca, Corredor Bioceánico, ampliación del puerto y energías renovables. Hoy se vive otro boom petrolero encontrándose gran cantidad de empresas extranjeras que se ocupan de la explotación del crudo, esto generó una paulatina recomposición de la actividad laboral en ese sector. La aludida mejora se inició desde 2002 con la devaluación del peso y continuó en 2003 con las invasiones en Medio Oriente que EE. UU. perpetró, que hicieron subir progresivamente el precio internacional del barril de $25 en 2003 hasta los 147.90 dólares en 2008. Ante este hecho histórico se hizo más rentable la explotación del oro negro en la zona. Y junto con el avance de la actividad petrolera se creó muchas fuentes de trabajo que trajeron aparejadas nuevas olas inmigrantes y migrantes en busca de trabajo y mejores sueldos. 
El boom petrolero trajo aparejado la expansión de la construcción en la ciudad petrolera creciendo en nuevas zonas e incrementando edificaciones en el centro. Durante esos años llegó a ubicarse como la primera ciudad del interior de Argentina en crecimiento de la demanda inmobiliaria. Modernos edificios se levantaron en Comodoro, donde la actividad económica favorece nuevos proyectos. En los últimos años se ha sostenido en el tiempo la construcción de las viviendas del IPV, lo cual ha generado nuevas fuentes de trabajo. Este favorable panorama ha atraído a numerosos trabajadores de otros puntos del país e incluso de países limítrofes como Bolivia y Paraguay.
Tanto el Gobierno nacional como el provincial han destinado un importante presupuesto para la construcción de viviendas sociales, sobre todo en el último año. Esto generó fuentes de empleo y también reactivó la actividad en la ciudad. El 13 de diciembre del mismo año al conmemorarse el centenario del descubrimiento del petróleo, el Estado argentino homenajeó aquel acontecimiento histórico con la impresión de una moneda especial de $2 que lleva el nombre de Comodoro Rivadavia y la imagen del primero de los pozos de extracción inmortalizado.

#### La crisis financiera mundial
Desde fines de 2008 la ciudad y la región fueron afectadas por la crisis financiera, que ocasionó la baja mundial del precio del barril de petróleo, que tras el alza pico de $147.50 pasó a $35.60 dólares. Por otro lado, el turismo se paralizó casi por completo por la Gripe A. A fines de 2009 inició una lenta recuperación con el repunte del precio del barril que llegó a más de $80, situación que se mantuvo hasta 2014. Esto fue gracias a la combinación de la reactivación de las economías, los sucesos de la Primavera Árabe y la crisis diplomática por el programa nuclear de Irán de 2011-2013.
En el último trimestre del año el INDEC lanzó un dato alentador que muestra la recuperación económica: Comodoro registra el índice más bajo de desempleo del país con desocupación del 3,6 % y el de subocupación, del 1,5 %.

#### La década de las inundaciones
Desde 2010 se empezaron a vivir una sucesión de lluvias violentas que afataron a toda la zona de la ciudad. El fenómeno climático azoto a Comodoro en distintos años en 2010, 2011, 2013, 2014, 2016 y 2017.

##### Alud de 2010
A fines de febrero de 2010 la ciudad industrial vivió la primera de las inundaciones modernas significativas. El hecho se desató con una tormenta eléctrica que descargó 42 milímetros de agua en 26 horas, la mitad de esa cantidad cayó en 3 horas, provocando una rápida anegación. La cantidad de lluvia terminó siendo casi la mitad de lo que llueve en todo un año.
El fenómeno ocasionó una avalancha de lodo arcilloso y agua que descendió de los cerros aledaños. El saldo fue 3 personas fallecidas. El alud ocasionó daños a distintos barrios, inundó cloacas, destrozó calles y vehículos. Defensa Civil realizó unas 600 intervenciones, junto a personal militar y policial del Centro de Operaciones de Emergencia Municipal (COEM). Los damnificados fueron más de 60 familias, permanecieron alojados en gimnasios de la ciudad. Las consecuencias más severas fueron los destrozos del talud del cerro Lindor y la ladera del cerro Chenque que fue debilitada.
Los barrios General Mosconi y Laprida fueron los más afectados. El primero vio sepultados a dos de sus símbolos la comisaría y la unión vecinal. El fenómeno se desató sin ningún tipo de alerta previa y la emergencia solo se declaró cuando ya habían caído las precipitaciones. Luego del desastre tuvieron que ser generados los diseños de obras de contingencia como muros de contención en Laprida, los pluviales de la avenida Quintana en kilómetro 3 y la gran aterrazamiento del Chenque.

##### Inundación de 2011
El 13 de abril de 2011 entre las 3 a. m. y las 9 a. m. cayeron 43,2 mm de agua. A pesar de no significar tanta magnitud de agua los pluviales de la ciudad tampoco dieron abasto. Se vieron anegamientos y avance del barro. Los barrios altos dentro de los más afectados, el ingreso al Hospital Alvear fue cortado, algunas viviendas inundadas en la zona norte de la ciudad y anegamiento total en el barrio 1008 viviendas. Los cortes de luz fueron constantes. Por todas estas circunstancias fue suspendiendo paulatinamente la actividad escolar y también el transporte público. Los evacuados sumaron 10. Desde ese incidente el municipio insiste en la necesidad de culminación de obras en los colectores máximos norte y sur, inconclusos en 2017 aún.

##### Inundación de 2014
El 14 de enero de 2014 cayeron precipitaciones de 100 milímetros sobre la ciudad que causaron estragos en diferentes sectores del ejido. Las consecuencias fueron calles convertidas en ríos que arrasaron viviendas y autos. La correntada tomó mayor fuerza cuando bajó del cerro Chenque a toda velocidad. La tormenta dejó el saldo material de 50 viviendas dañadas, totalmente derrumbadas y dos completamente arrastradas por el agua. Varios vehículos quedaron presos de las corrientes que dejaron a 30 automovilistas debieron ser rescatados. También hubo un apagón que afectó a la mayoría de los barrios de la zona norteen. En tanto, 70 comodorenses debieron ser evacuados ante el riesgo en sus hogares y 5 lesionados en total.

##### Inundación de 2016
El primer día de 2016 por la tarde se vivió una leve inundación. Esta fue la más pequeña de todas las anegaciones con apenas 14 milímetros que fueron suficientes para que 10 familias necesitaran asistencia. 
Las precipitaciones se extendieron durante una hora y media, y tras los primeros 50 minutos ya había varias calles anegadas. Se debió organizar cuadrillas municipales para dar asistencia en numerosos barrios. Los más afectados fueron Abel Amaya, 1008 Viviendas, Argimiro Moure, San Cayetano. En tanto colapsaron las avenidas Roca y La Nación.

##### Inundación de 2017
Fue el evento más grande de inundación que sufrió la ciudad. La catástrofe climática acaeció con 400 mm caídos con una distribución variable y espaciada con epicentro entre el 20 y 30 de marzo, precipitando 232 milímetros en 24 horas y sumando la diferencia, de casi 170 milímetros, entre el 1 y 2 de abril. Por último, se le sumó con un paréntesis hasta el reinicio de las lluvias entre el 6 y 8 de abril de 2017. Como resultado, parte de la ciudad sufrió un alud de 500.000 metros cúbicos de barro, que llevó meses terminar de extraer; 3.000 personas evacuadas; 2.000 viviendas afectadas, de las cuales 150 se destruyeron totalmente y una muerte. Además, se registraron gran cantidad de vehículos destruidos y las toneladas de barro afectaron en mayor medida a los barrios Juan XXIII y parte del Pueyrredón, por estar alrededor del canal de avenida Roca que sufrió un descomunal colapso. 
Una vez acaecida la tragedia, se inició un operativo de emergencia para reparar los daños. Sin embargo, salieron a luz estafas que involucraron a miembros municipales que pagaron sobrecostos comprobados a contratistas y empresas. De este modo, fueron condenados 2 subsecretarios, 4 inspectores municipales, 4 empresarios por los graves hechos de corrupción.
Además, se reveló que los puntos a mejorar urgentemente para evitar nuevas contingencias climáticas son: 
Canal av. Roca: ampliación del necesaria para ampliar el caudal de agua que traslada continuamente. El municipio solo amplio los cruces del canal con las distintas calles que atraviesa, pero la obra no se terminó. También se necesitaría una red de desagües complementarios. 
Cuenta Mosconi: redes de desagües pluviales y reservorios. Obra nunca licitada 
Zona Laprida: desagües pluviales varios. Obra nunca licitada 
Zona sur: diversos reservorios nombrados 1, 2 y 5. No se ejecutó nada. 
Colector pluvial av. Chile: contempla  red de desagües complementarios y colector principal de descarga al mar. Obra licitada en 2022, adjudicada por 2.000 millones de pesos y anunciada en 2023. Se pagó un anticipo de 200 millones de pesos, pero nunca se inició. 

##### Inundación de 2022
Del 19 al 21 de septiembre de 2022, un nuevo temporal cayó con 169 milímetros en 48 horas, registrando una nueva gran inundación  que afectó sobre todo a los barrios Abel Amaya, 30 de Octubre, Pueyrredón y otros cercanos de avenida Chile donde se centró el colapso de los canales evacuadores que no pudieron responder ante la grana cantidad de lodo y agua. Asimismo, la gran masa de agua terminó anegando la vital ruta Nacional 3, tornándola intransitable la altura de ‘El Patagón’, entre otros. Como resultado, se concluyó que fue la segunda tormenta en magnitud de los últimos 30 años y  que fenómenos de este tipo serían habituales cada 5 años con el nuevo clima surgido.

##### Inundaciones de 2025
El 22 de marzo la ciudad vivió un nuevo fenómeno climático con la descarga desde las 8:30 de 15 mm de lluvias en dos horas y la combinación de marea alta extraordinaria que en conjunto anegaron amplios sectores. Se supo que la solución para evitar nuevos anegamientos requeriría $40.000 millones de pesos. La obra se ejecutaría en el cruce del canal evacuador de avenida Roca y La Nación con una nueva descarga al mar y replantearía el pluvial de avenida Chile que se muestra superado en cada temporal. Los daños registrados en el temporal ocasionaron se interrumpió el transporte público y 70 familias fueron asistidas. Mientras que los puntos principales más afectados fueron:
- Zona Norte
  - General Mosconi: avenida Fray Luis Beltrán, Don Bosco (frente al colegio Dean Funes) y la avenida Petrolero San Lorenzo y Gregorio Mayo (a metros del museo del Petróleo).
  - Saavedra y Manantial Rosales: camino Saavedra-Manantial Rosales en zona norte y camino alternativo Roque González (interrumpido por algunas horas).
- Zona Sur
  - Barrio Industrial: algunos sector desde la avenida Estados Unidos hasta Roca.
  - Barrio Pueyrredón: sector avenida La Nación hasta canal evacuador de avenida Roca.
  - Barrio Centro: desde avenida Tiburón hasta sectores del Centro Cívico por acumulación de marea y lluvias.
  - Barrio San Cayetano: sector de avenida O’ Donnell.
  - Barrio Abel Amaya: sector avenida Congreso y la calle Juana Azurduy.

El 30 de marzo, justo cuando se cumplieron 8 años del mayor desastre climático sufrido, la ciudad vivió otra nueva inundación. Durante ese día cayeron 39,3 mm entre las 5 y 9 de la mañana. La repentina y gran acumulación de agua volvió a complicar todos los puntos que fueron anegados en el anterior temporal del 22 de marzo. Asimismo, otros puntos nuevos se vieron inundados: Próspero Palazzo (sector cantera), General Mosconi (sector aledaño a La Anónima ), rotonda camino Roque González hasta la entrada del barrio Saavedra, ex barrio Radio Estación, barrio Juan XXIII, barrio 30 de octubre - Pueyrredón (sectores cercanos a la avenida Chile y a la ruta nacional), barrio Laprida y zonas de barrio km 17.

#### Crisis petrolera
Desde mediados de 2014 se viene produciendo una caída acentuada del precio del barril petrolero. Los motivos para la baja fueron el crecimiento en la producción de Estados Unidos y la baja en la demanda de Europa y China, grandes consumidores de petróleo.
En enero de 2016 comenzaron fuertes movilizaciones en la ciudad de parte de trabajadores petroleros y sus familias debido a la crítica situación que atraviesa el sector petrolero ante la falta de respuestas del gobierno nacional y ante la ola de despidos en dicho sector r. Para 2017 la desocupación producto de la crisis nacional y petrolera dejó al aglomerado de Comodoro con 4000 despidos entre sectores petroleros y construcción duplicando la desocupación hasta alcanzar el 5.3 %.
Ante la prolongada caída de la actividad, que generó 1440 despidos en 2017, el gobierno nacional firmó un acuerdo con las empresas y el gremio para mejorar la productividad petrolera en Chubut. El Estado puso, a través Repro, un subsidio al salario de los trabajadores en crisis de hasta $ 22.000 por mes por seis meses para hasta 1800 trabajadores. En tanto, las empresas se comprometieron a sostener la actividad y el sindicato a flexibilizar sus condiciones laborales, especialmente las "horas taxi", que se pagan por prestar funciones, pero sin ejercer ninguna actividad.
La crisis trajo la reducción de los ingresos procedentes de las regalías petroleras. La ciudad perdió 170 millones de pesos en 2015, y 175 millones menos proyectado para 2016.
La crisis continuó recrudeciendo y en ese mismo periodo abandonaron la ciudad reconocidas prestadoras como Schlumberger, Baker Halliburton y Tecpetrol. Sin embargo, la empresa más significativa que anunció en 2025 su retiro fue YPF poniendo en venta sus últimas posiciones en la zona en su esfuerzo por centrarse en el no convencional de Vaca Muerta.
Los motivos de la caída de la actividad petrolera se deben a indicadores negativos de la cuenca San Jorge tienen causas propias, vinculados a la madurez de sus yacimientos y la decisión de operadoras como YPF o de retirarse para concentrarse en Vaca Muerta, altos costos en dólares que hacen a los yacimientos argentinos hasta un 50% que uno en Estados Unidos y un costos operacional del a cuenta mayor al de otros puntos del país donde se tiene diferencias del 30% en costos de servicios petroleros contra yacimientos ubicados en Mendoza.
Como resultado de la crisis, en enero de este año, el total de la producción de petróleo en Chubut fue un 5,5% inferior a al mismo mes de 2024, con 229.500 barriles menos. Si la comparación se lleva contra enero de 2019, la caída se multiplica por 3 y alcanza un 15%, lo que significa más de 687.000 barriles perdidos. 

## Geografía

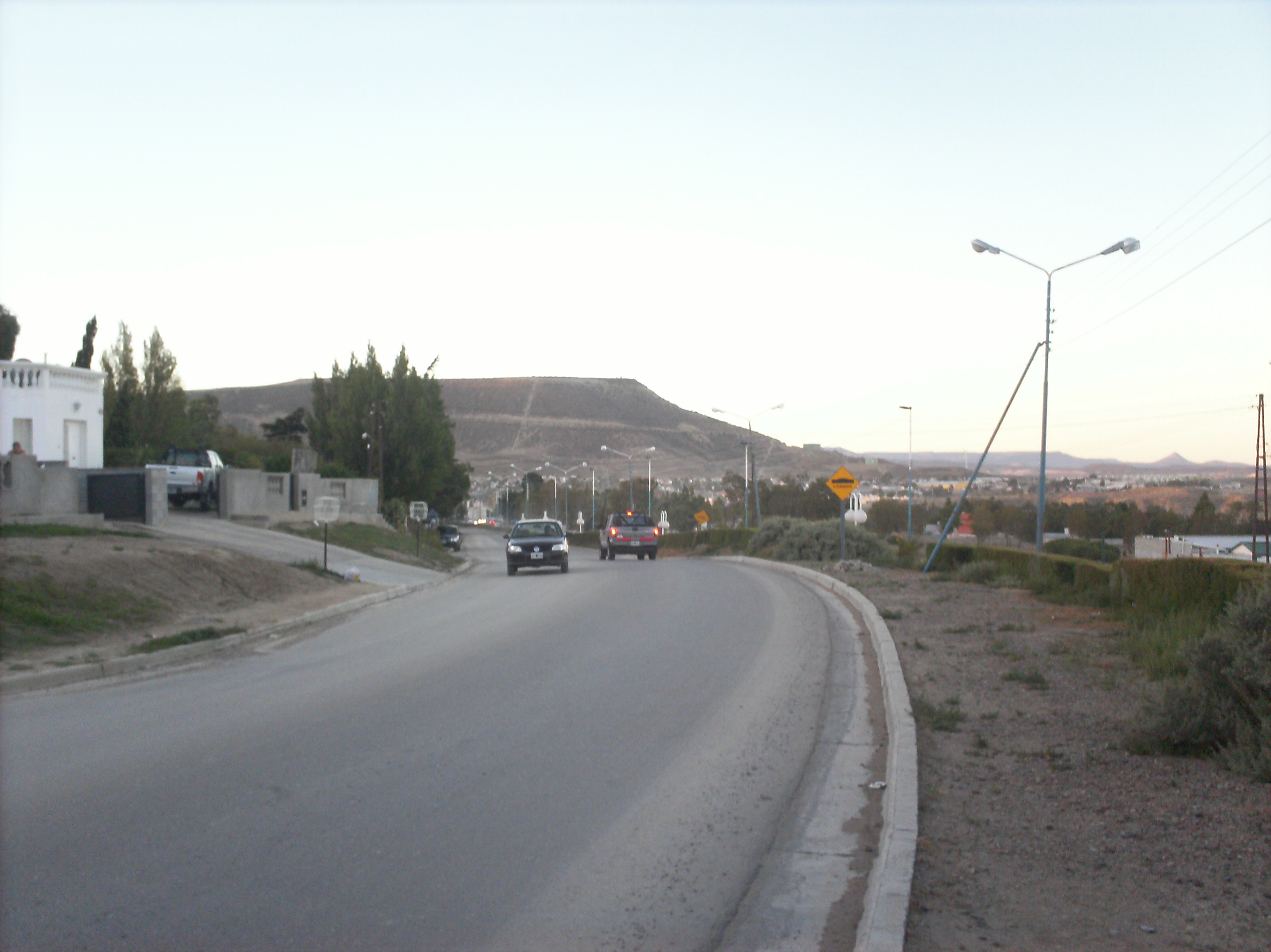
Una de las calles principales de General Mosconi y el Cerro Hermitte de fondo, cortando el desarrollo urbano de este barrio.

La ciudad de Comodoro es famosa por su singular geografía, siendo una de las únicas ciudades del país ubicada al pie de un cerro y a orillas del mar. Se emplaza en la zona central de Cuenca San Jorge, que corresponde a un área de deposición marina, sector donde se encuentran abundantes restos fósiles marinos y en completa irregularidad de terreno, hallándose lomas de distintas prolongaciones, bajos, cañadones, llanuras y cerros por doquier. Todo esto da desniveles típicos de la ciudad y sus alrededores, siendo tan comunes que algunos barrios toman denominaciones como La Loma, Cerro Solo, Sismográfica.
La capital del petróleo se erige en la meseta patagónica en el plano inferior entre Pampa Salamanca al norte, Pampa del Castillo al oeste y Meseta Espinosa al sur. Es una zona geográfica muy accidentada destacándose el área céntrica que se encuentra al pie del Cerro Chenque cuya altura alcanza los 212 m s. n. m.; desde allí la vista panorámica es deslumbrante. sin embargo, esta meseta parte en dos a la ciudad separando zona sur de zona norte.

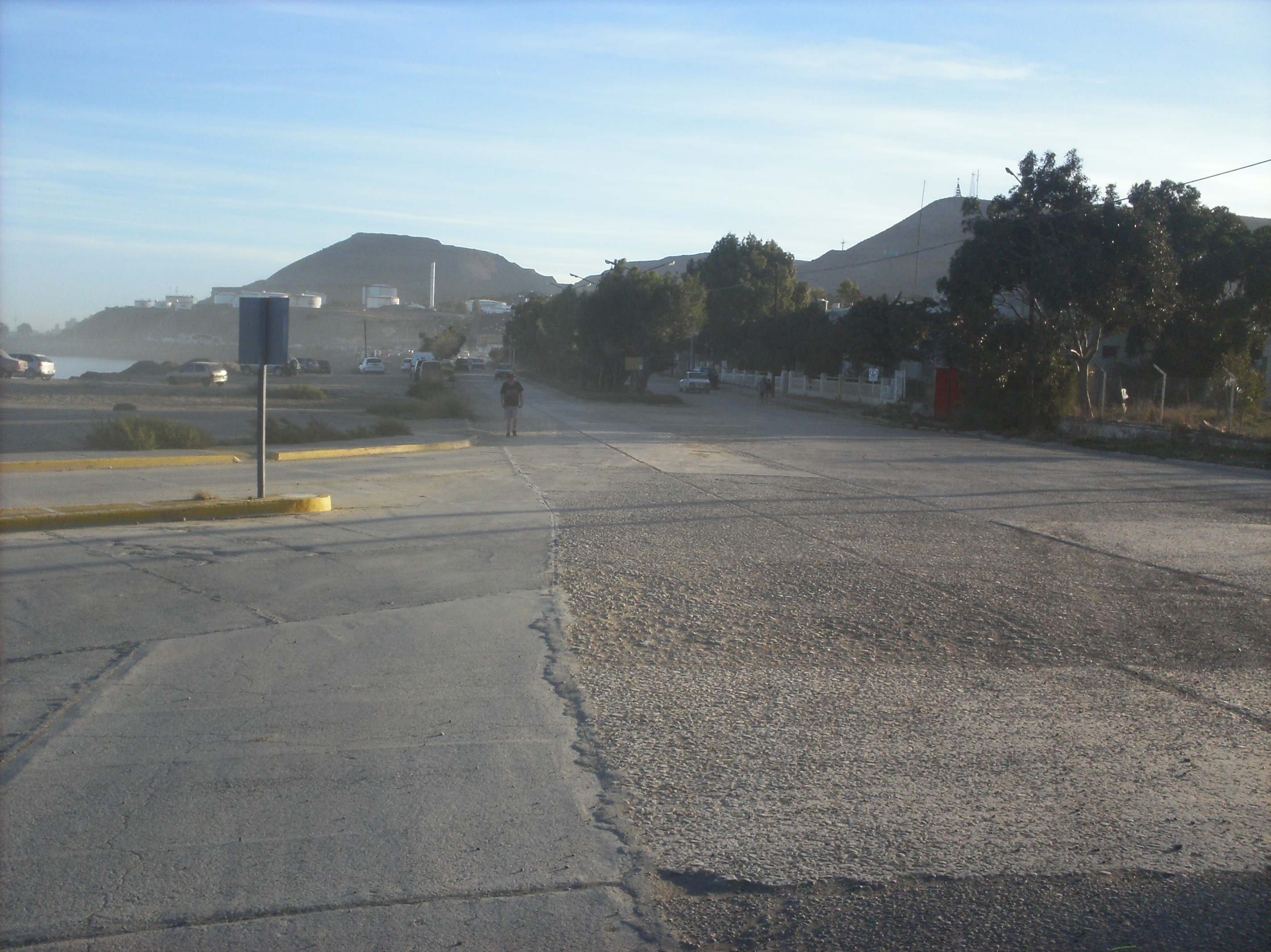
Vista panorámica del Chenque y el cerro Viteau, ambos cortando al aglomerado.

Asimismo, también complica el desarrollo urbano ya que el centro queda jaqueado entre el mar y el cerro. La meseta se prolonga impidiendo el avance al oeste del aglomerado, pero con el nombre de cerro Arenales de más de 400 m s. n. m., ahí se alza el parque eólico local. Al norte, pasando Caleta Córdova se divisa el Pico Salamanca un cerro de 576 m s. n. m., cuya perfecta silueta cónica es su principal característica y es uno de los símbolos comodorenses.
Otros cerros importantes son Punta Piedras, formación que además de ser meseta, es acantilado y separa los barrios Stella Maris e Industrial de Rada Tilly impidiendo su unificación. El Viteau situado al frente del Chenque y del cual está separado por el cañadón "Infiernillo". Es de contextura muy similar al Chenque, pero de varios metros más y menos erosión eólica-pluvial. El cerro Hermitte vuelve a dividir la ciudad, esta vez separa a "kilómetro 3" de Güemes y Castelli.
Por último. el Lindor de 60 metros de altura que afecta la zona sur, separando el barrio la loma del barrio Centro Cívico, estando hoy esta meseta poblada de casas.

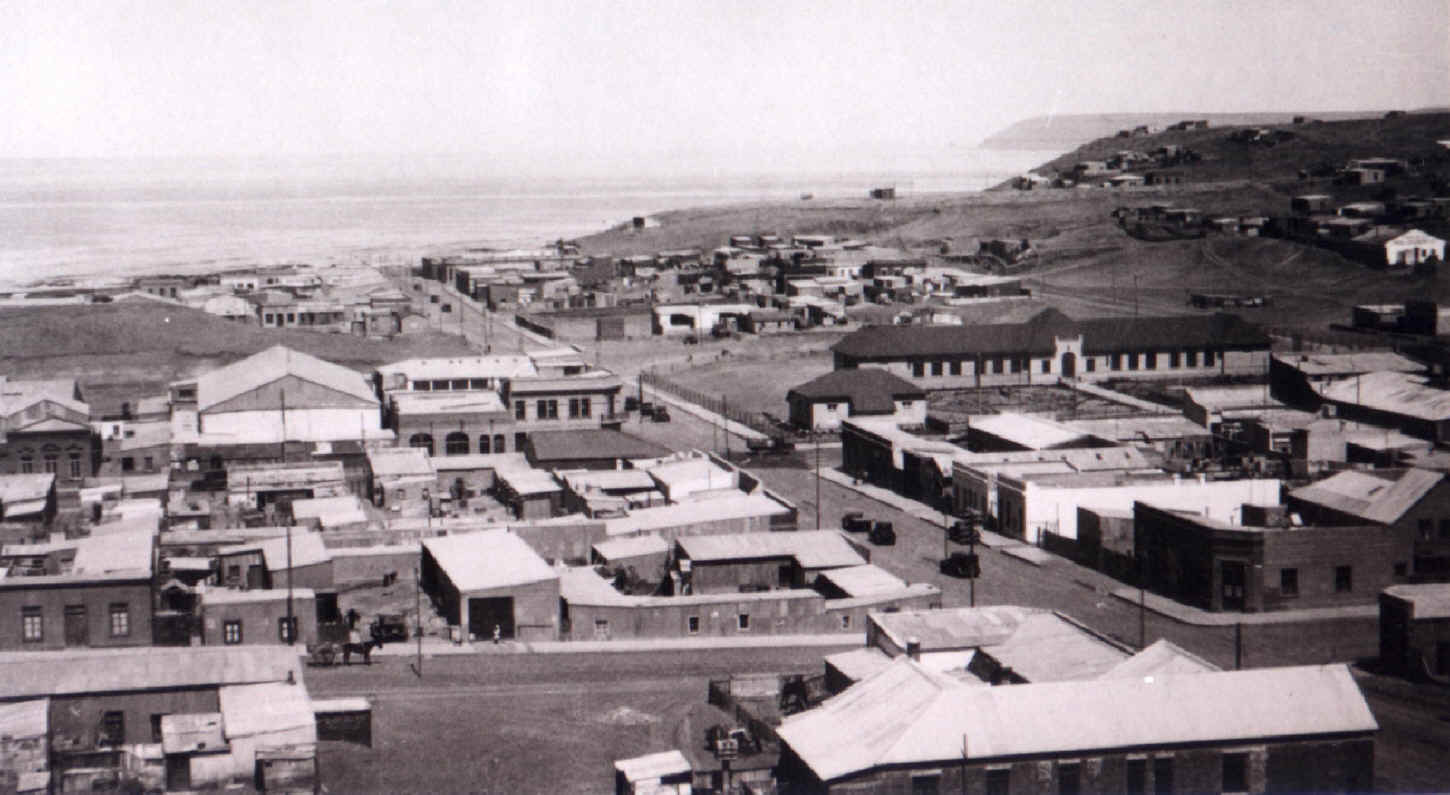
El casco céntrico de Comodoro con el cerro Chenque Chico interrumpiendo la urbanización. Esta loma ocupaba el espacio del Comando, justo en frente del bulevar que sería ocupado luego por la catedral.

La costa es de perfil accidentado, con más de 40 km, combina playas de arenas finas con las de canto rodado, protegidas por acantilados que llegan a tener alturas de hasta 60 metros que caen a pique sobre las mismas. Abundan radas, bahías y caletas, que en baja mar descubren amplias restingas. Estos accidentes influyeron en la denominación de algunos barrios como Caleta Córdova, Caleta Olivares, Restinga Alí.

## Urbanismo

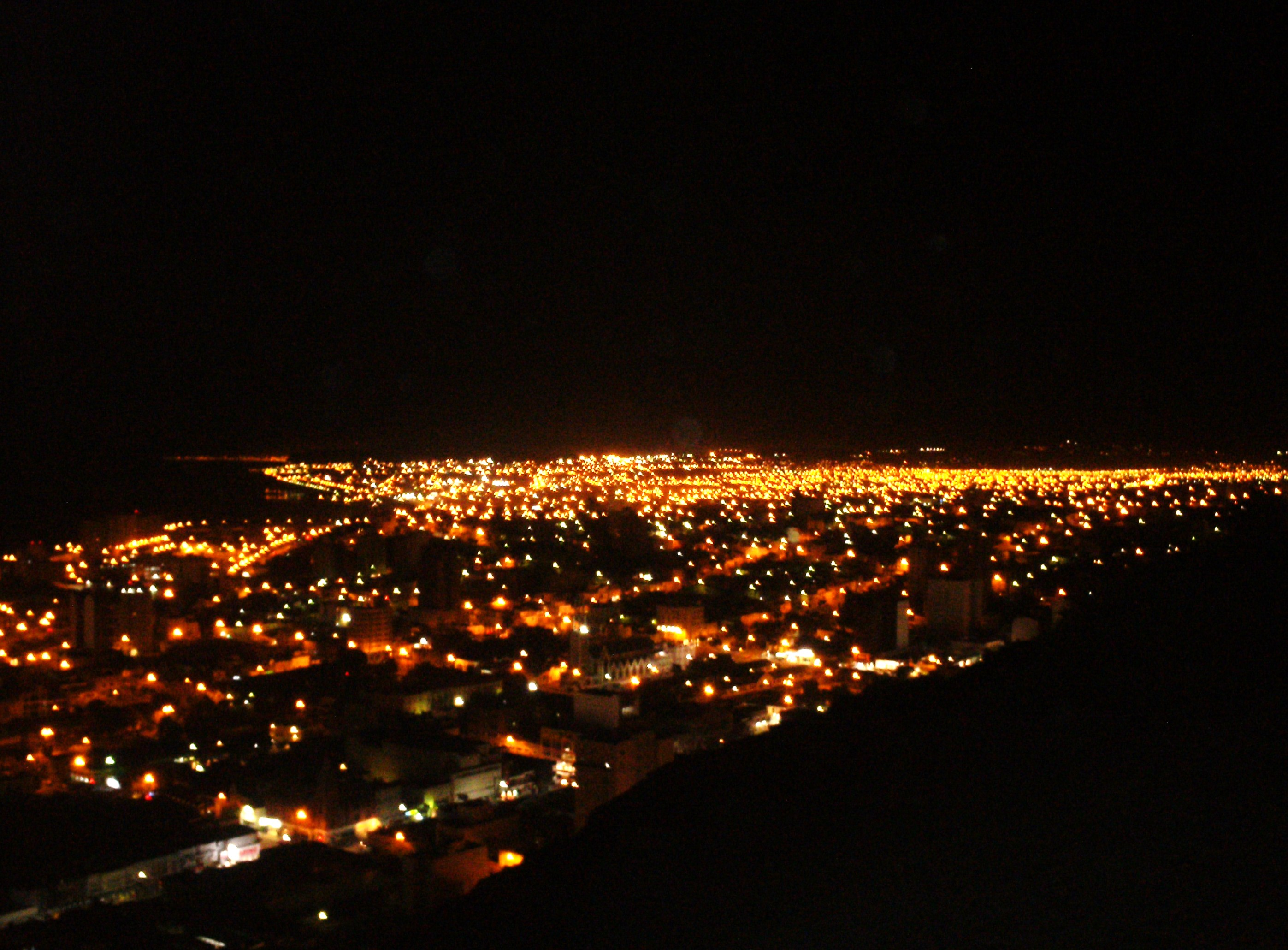
Vista panorámica de la «zona sur» hasta Rada, en horas nocturnas desde el mirador del cerro Chenque, clásica postal comodorense.

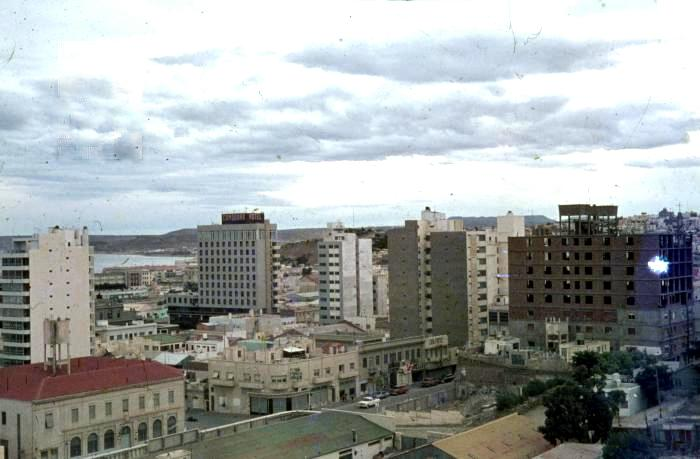
El panorama urbano del centro de la ciudad modificado rotundamente en los 60 con la llegada de las torres de altura

Comodoro Rivadavia no es una ciudad construida con base en el diseño colonial tradicional. En cambio, es una ciudad productiva del siglo XX marcada por el proceso de modernización del país que quiere romper con un mundo colonial; naciendo un puerto agroexportador. En su diseño original fueron pensadas 100 manzanas en el momento de la fundación. Sin embargo, esto terminó chocando con la realidad geográfica cuando los ingenieros al plantar la grilla de 10x10 se encuentran con el cerro y el mar. Además de no concordar con lo planificado por la estrechez del espacio, esto echó por tierra el intento de planificación el centro cívico en lo que hoy es San Martín y Alsina, y que dentro de la cuadrícula era el lugar perfecto y a la vez imposible por la extensa pendiente que se halla en el lugar. La primera de las construcciones de la ciudad data de 1900 y se asentó sobre la entrada del barrio centro a los pies del cerro Chente. Se trata de un pequeño galpón de chapa planificado para guardar materiales por Francisco Pietrobelli. Las primeras construcciones de la ciudad siguieron este modelo.
El diseño original de la ciudad fue completamente cambiado por la geografía imperante y por el descubrimiento del petróleo en 1907. En sus inicios su planificación quedó insuficiente con el gran crecimiento de su población. Gracias al periodo de capital que tuvo entre 1944-1955, fue provista por la gobernación militar de una planificación integral que llevó a cabo una importante inversión en obra pública, tanto en Comodoro Rivadavia como en toda la región que abarcó. En Comodoro el carácter de las mismas fue monumental y se vio plasmada en el colegio Perito Moreno, la Biblioteca y Museo (fue sede de la Gobernación Militar y actualmente se lo conoce como Tribunales), el edificio de la Cámara de Apelaciones del Poder Judicial (hoy ESETP N.º 749), el Hospital Regional, el Hotel de Turismo (Hoy sede de diferentes organismos como el poder judicial federal), el Hogar Escuela (hoy Liceo Militar), el Mercado Regional (hoy Concejo Deliberante), la Casa de Baños Públicos (hoy Museo Regional Antonio Garcés), entre otros. Pero el gran legado de la gobernación militar fue la transformación del casco céntrico, gracias a que se ganó tierras al mar, en la construcción del centro cívico. Gracias a estas obras se modificó la fisonomía de Comodoro Rivadavia al otorgarle importancia institucional y un desarrollo que no había tenido. Mientras el casco fundacional se vio transformado por completo, al norte del cerro Chenque las localidades-campamentos petroleros y otros siguieron desarrollándose con dinámicas propias del sistema productivo petrolero-ferroviario.
Otro periodo de expansión y transformación del casco urbano fue el periodo del boom petrolero que vivió la ciudad en el lapso de 1958-1963. Los flujos de capital internacionales que arribaron hicieron funcionar al máximo la extracción petrolera. Como resultado, casi cuadruplicando la población, se levantaron improvisadamente por la urgencia numerosos barrios, se inició y terminó el gigantesco acueducto Sarmiento-Comodoro Rivadavia y se inició la construcción de las primeras edificaciones de altura de la Patagonia, las cuales fueron vistas por los residentes como rascacielos.
Actualmente Comodoro Rivadavia presenta un núcleo central, denominado «Área Central», al Sur del Cerro Chenque, que aglutina gran cantidad de barrios, donde se concentra la mayor parte de la población; esta zona de la ciudad es denominada «zona sur». En el último censo tuvo 103 795 pobladores de un total de 137 061, lo que equivalió a un 75,72 %. 
Existen una serie de núcleos urbanos dispersos al norte del ejido que han sido originalmente campamentos petroleros, localizados a lo largo de los cañadones que se forman entre las mesetas que bajan desde el oeste hacia el mar, denominada «zona norte», esta reunió en 2001 poco menos del 25 %. El censo 2010 arrojó 173 300 habitantes. 
Comodoro tiene uno de los ejidos urbanos más grandes de la Patagonia y unos de los mayores en Argentina, donde se alternan lomas, depresiones, cañadones, accidentes costeros, cerros y lagunas. Con una dimensión de 548,2 kilómetros cuadrados, equivalente a casi 126 mil canchas de fútbol. Sin embargo, no todo ese suelo es apto para poder construir. Las zonas urbanas, incluyendo calles y rutas, suman 2572 hectáreas. El suelo de la ciudad está condicionado por las instalaciones petroleras y perforaciones, eje económico de la cuenca del golfo San Jorge. La zona norte, donde la mayoría de los barrios nacieron como campamentos petroleros, es la más comprometida debido a que allí se concentran muchas operaciones hidrocarburíferas y a través de la Resolución 5/96 los pozos petroleros deben estar ubicados a 100 metros del ejido urbano (área con construcciones de carácter permanente y uso cotidiano). Hoy, tras más de 100 años de explotación petrolera hay un total de 6000 pozos, de los que 3700 están inactivos. Muchos fueron abandonados con técnicas antiguas y se detectaron surgencias de petróleo y gas, con alto riesgo para el ambiente y un gran costo económico para su sellado. Este gran número de pozos abandonados o en producción delimitó la extensión urbana de la ciudad que adaptó sus formas a los espacios libres entre campamentos petroleros. Como consecuencia, dentro del ejido urbano comodorense existen manchones de tierra sin poder urbanizarse entre barrios que ni siquiera pueden tender servicios básicos ante el riesgo latente.
En la actualidad en Comodoro existe una alta demanda por terrenos para construir, el Código de Planeamiento tiene un plano de zonificación en el que se establece dónde se puede construir en altura. Los espacios donde pueden realizarse infraestructuras más elevadas son el centro y los frentes de las principales avenidas. El concepto se basa en que la construcción no genere problemas de sombra o estacionamiento y la vez satisfacer a la demanda inmobiliaria que vivió la ciudad.
Gracias al trabajo de Juan Manuel Feeney, Comodoro pudo tener a inicios de los ochenta su primer pulmón verde el Cordón Forestal. La propuesta ofrecía terrenos de grandes dimensiones para casas quintas a cambio de embellecerlos con árboles y plantas. La iniciativa fue un éxito y la ciudad pudo cambiar su aspecto desértico con base en una planificación forestal.
Los espacios verdes públicos suman 700 mil metros cuadrados. Pese a que resulta difícil cuantificar la superficie parquizada de las viviendas particulares, las empresas abocadas a este trabajo aseguraron que hubo un notorio crecimiento en los últimos cinco años. La gente está más interesada en tener su jardín. 
En Zona Sur, sin contar el Cordón Forestal, son 471 los espacios parquizados y abarcan unos 338 229,21 m². Su mantenimiento corresponde al Municipio sobre poco más de 260 mil metros cuadrados, y suman algo más de 77 mil los que corresponden a la empresa Clear, concesionaria del servicio de higiene urbana. La superficie parquizada en zona norte de la ciudad: sin contar el Parque Saavedra ni el Chalet Huergo, posee un total de 141 “espacios verdes”, que suman 360 529,40 m²; y unos 224 mil metros cuadrados constituyen los espacios que mantiene el Municipio, y 133 mil los que mantiene Clear.
Un recorrido por sus playas muestras antiguos derrames de petróleo, oleoductos, caños abandonados, material del ferrocarril en los barrancos y en las playas, un basural a metros del mar, plataformas petroleras, basuras y afluentes cloacales que suelen ser vertidos en el mejor de los casos con tratamiento primario. Esto permite asegurar que el mar se convirtió para Comodoro en su patio trasero.

### Arquitectura urbana
Varias construcciones se levantan en Comodoro, sobre todo en el Bo. Centro de característica edifica; estas construcciones se asientan sobre antiguas casas del viejo Comodoro. Las torres de la ciudad son las más altas de la provincia y de la Patagonia Austral.

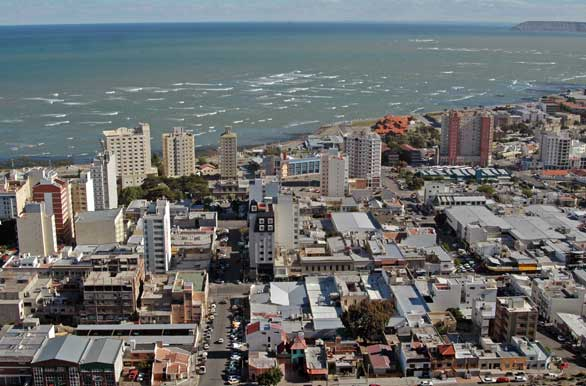
Las edificaciones en Comodoro se han ido acrecentando a partir del año 2003

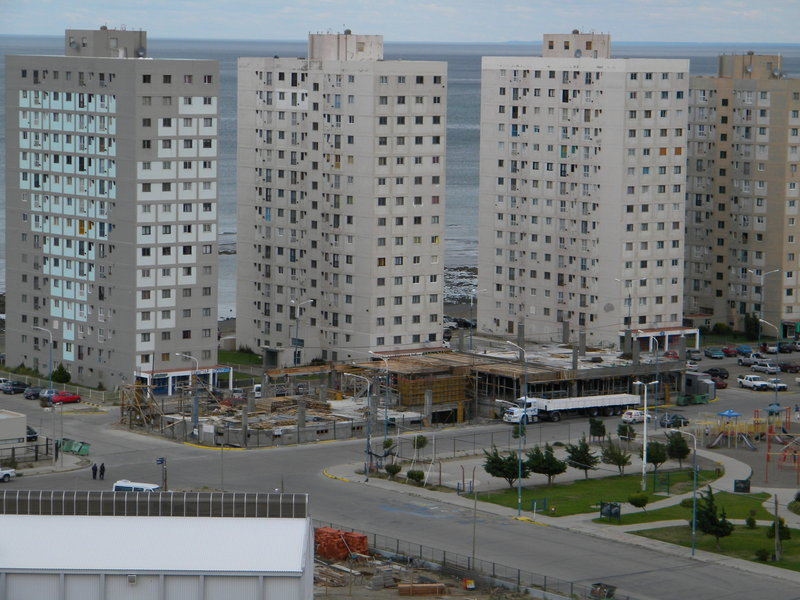
Complejo Las Torres,

| Edificios                                   | Pisos + PB | Punto alto (m) |
| ------------------------------------------- | ---------- | -------------- |
| Espacio Dorrego                             | 17         |                |
| Los Álamos II                               | 16         | 66             |
| Catedral de San Juan Bosco                  | 4          | 57             |
| Grey Fox                                    | 15         | 55             |
| Torraca IX                                  | 14         | 52             |
| Torre 1                                     | 15         | 48             |
| Comodoro Hotel                              | 12         | 46             |
| Torre 4                                     | 14         | 45             |
| Torre 5                                     | 14         | 45             |
| Torre 6                                     | 14         | 45             |
| Torraca V                                   | 12         | 44             |
| Petrel I                                    | 12         | 42             |
| Petrel II                                   | 12         | 42             |
| Edificio Banco Nación                       | 13         |                |
| Edificio Lucania Palazzo Hotel              | 13         |                |
| Torraca VI                                  | 12         |                |
| Vekar III                                   | 12         |                |
| Los Álamos I                                | 10         |                |
| Siglo XXI                                   | 9          | 35             |
| Edificio Pérez Companc (Comodoro Rivadavia) | 9          |                |
| Cirse                                       | 8          |                |
| Chalet Huergo                               | 2          |                |
| Cine Teatro Español                         | 2          |                |

## Acceso y transportes

### Automotor
La ciudad cuenta con una extensa red de carreteras principales, secundarias y terciarias, las rutas que circular por el ejido municipal son:

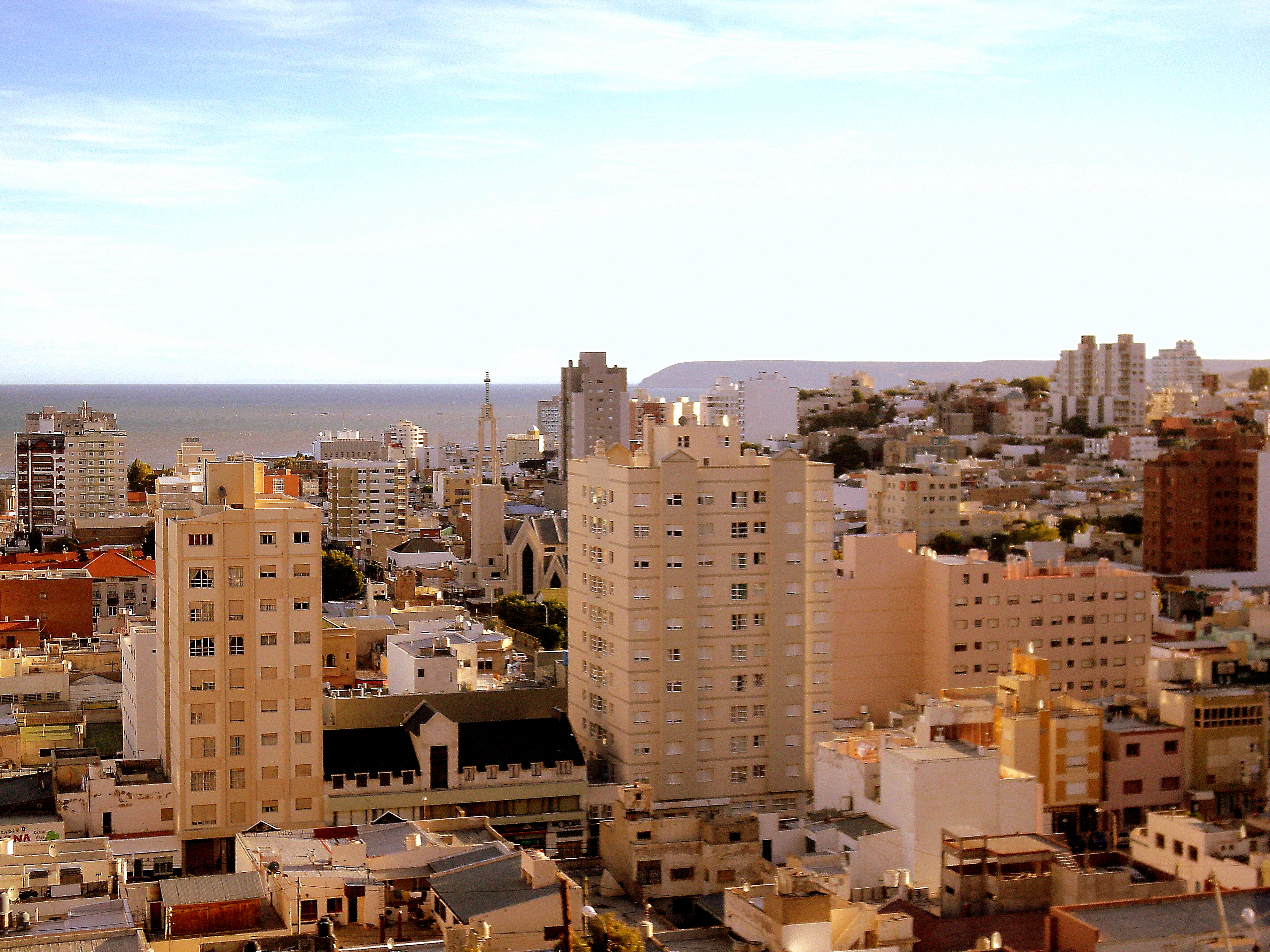
Parte del microcentro comodorense que muestra a la catedral rodeada de edificación de altura. Nótese que se eleva con facilidad sobre varios de ellas y sólo es sobrepasada por Los Álamos II de 15 pisos, la torre más alta de la ciudad hasta la fecha.

- Autovía Comodoro Rivadavia-Caleta Olivia
- Ruta Nacional 3
- Ruta Provincial 25 de Mayo
- Ruta Nacional 26
- Ruta Provincial 1
- Ruta Provincial 36
- Ruta Provincial 37
- Ruta Provincial 39
- Ruta Provincial 54
- Camino alternativo Pte. Perón

#### Colectivos
Anexo: Líneas de colectivos de Comodoro Rivadavia

### Ferrocarril
Hasta 1978 la ciudad contó con el Ferrocarril Comodoro Rivadavia a Colonia Sarmiento. Fue el medio de enlace y abastecimiento con el valle de Sarmiento. Además, contó con ramales suburbanos a:
- Ramal a Punta Piedras
- Ramal a Astra
- Ramal a COMFERPET

### Portuario
En cuanto al transporte marítimo cuenta con dos puertos importantes en cada extremo de su ejido
- Puerto Antonio Moran
- Puerto Caleta Córdova

### Aéreo
En cuanto al transporte aéreo se cuenta con dos puntos importantes en cada extremo de su ejido
- Aeropuerto Internacional General Mosconi
- Aeroclub Comodoro Rivadavia

## Clima

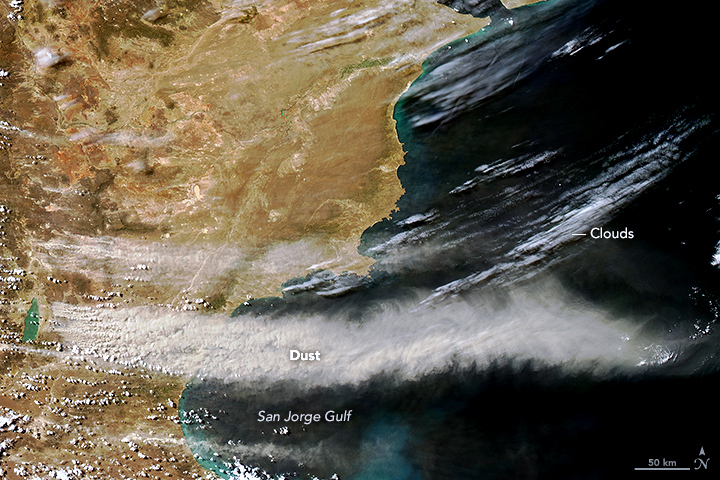
Imagen que permite ver la gran extensión de la nube de polvo desde el lago hasta el mar argentino y quedando azotada la zona de Comodoro

El clima de Comodoro Rivadavia se enmarca en el árido patagónico, con precipitaciones anuales normales escasas, el viento predominante es el cuadrante oeste con una velocidad media de 42 km/h con ráfagas violentas y persistentes. En lo que respecta a las precipitaciones son escasas durante todo el año, sobre todo en verano. Las temperaturas son variantes, pero bien definidas en el año se aprecian inviernos frescos y más lluviosos y un verano seco y cálido. La temperatura media anual es de 13,1 °C y la humedad relativa promedio anual es de 51 %
Es remarcable, que la Estación Meteorológica local posee datos de termometría del aire, a 15 dm del suelo, desde 1931, ininterrumpidamente, sin acceso a la "mancha de calor" urbana, clásica de otras estaciones invadidas por la isla de calor de la urbanización.
En verano de 2011-2012, una de las temperaturas máximas llegó a los 40,2 °C, manteniéndose a lo largo del día, siendo el primer lugar del país con mayor temperatura ese mismo día. La mínima en invierno llegó a los -20,1 °C en el mes de julio durante una ola de frío que azotó a gran parte del país.
La zona viene padeciendo una intensa sequía desde hace varios años. Desde el 12 de mayo de 2013 las intensas nubes de polvos que se despiertan en el lago, pasa por el aglomerado de Comodoro Rivadavia y culminan en el Golfo San Jorge llamaron la atención de la NASA. En tanto, por medio de su satélite Aqua, se pudo captar al cercano lago Colhué Huapi agonizante casi seco. De este modo, la agencia espacial tildó su análisis al lago de muy poco profundo al punto de desaparecer en un paisaje beige y marrón. Por último, se brindó una serie de datos como el aumento de la deposición de polvo en la Península Antártica correlativo a la introducción de ovejas en la Patagonia alrededor de 1935 y el beneficio nutricional que genera a las aguas marinas el polvo.

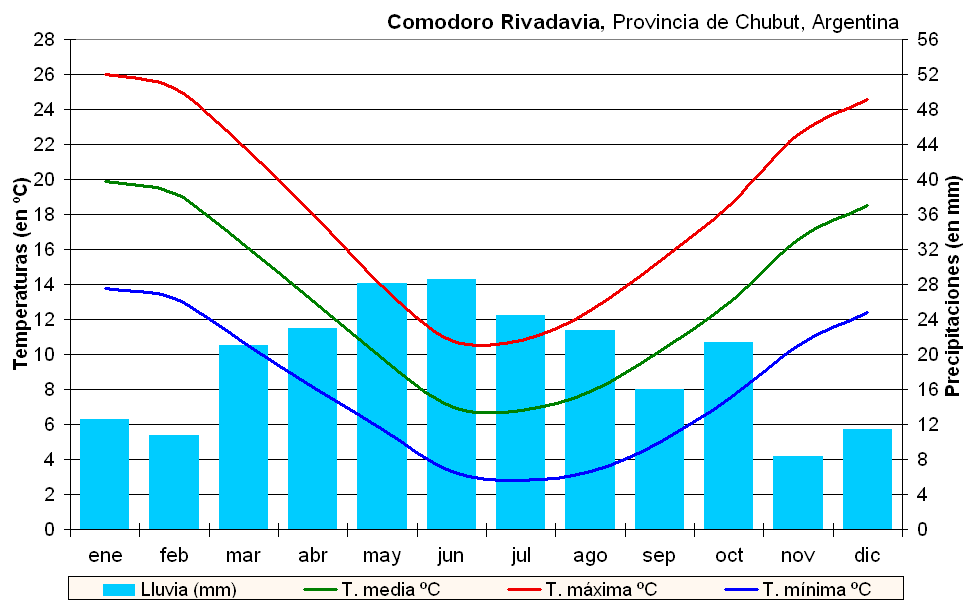
Climograma de Comodoro Rivadavia

| Parámetros climáticos promedio de Comodoro Rivadavia Aero, 1991-2020 | Parámetros climáticos promedio de Comodoro Rivadavia Aero, 1991-2020 | Parámetros climáticos promedio de Comodoro Rivadavia Aero, 1991-2020 | Parámetros climáticos promedio de Comodoro Rivadavia Aero, 1991-2020 | Parámetros climáticos promedio de Comodoro Rivadavia Aero, 1991-2020 | Parámetros climáticos promedio de Comodoro Rivadavia Aero, 1991-2020 | Parámetros climáticos promedio de Comodoro Rivadavia Aero, 1991-2020 | Parámetros climáticos promedio de Comodoro Rivadavia Aero, 1991-2020 | Parámetros climáticos promedio de Comodoro Rivadavia Aero, 1991-2020 | Parámetros climáticos promedio de Comodoro Rivadavia Aero, 1991-2020 | Parámetros climáticos promedio de Comodoro Rivadavia Aero, 1991-2020 | Parámetros climáticos promedio de Comodoro Rivadavia Aero, 1991-2020 | Parámetros climáticos promedio de Comodoro Rivadavia Aero, 1991-2020 | Parámetros climáticos promedio de Comodoro Rivadavia Aero, 1991-2020 |
| Mes                                                                  | Ene.                                                                 | Feb.                                                                 | Mar.                                                                 | Abr.                                                                 | May.                                                                 | Jun.                                                                 | Jul.                                                                 | Ago.                                                                 | Sep.                                                                 | Oct.                                                                 | Nov.                                                                 | Dic.                                                                 | Anual                                                                |
| -------------------------------------------------------------------- | -------------------------------------------------------------------- | -------------------------------------------------------------------- | -------------------------------------------------------------------- | -------------------------------------------------------------------- | -------------------------------------------------------------------- | -------------------------------------------------------------------- | -------------------------------------------------------------------- | -------------------------------------------------------------------- | -------------------------------------------------------------------- | -------------------------------------------------------------------- | -------------------------------------------------------------------- | -------------------------------------------------------------------- | -------------------------------------------------------------------- |
| Temp. máx. abs. (°C)                                                 | 40.2                                                                 | 40.2                                                                 | 39.2                                                                 | 31.6                                                                 | 26.3                                                                 | 22.6                                                                 | 21.8                                                                 | 23.6                                                                 | 29.7                                                                 | 31.3                                                                 | 35.2                                                                 | 38.6                                                                 | 40.2                                                                 |
| Temp. máx. media (°C)                                                | 26.3                                                                 | 25.1                                                                 | 22.7                                                                 | 18.8                                                                 | 14.61                                                                | 11.3                                                                 | 11.0                                                                 | 13.1                                                                 | 15.6                                                                 | 18.9                                                                 | 22.2                                                                 | 24.7                                                                 | 18.7                                                                 |
| Temp. media (°C)                                                     | 19.8                                                                 | 18.8                                                                 | 16.5                                                                 | 13.3                                                                 | 10.0                                                                 | 7.3                                                                  | 6.7                                                                  | 8.2                                                                  | 10.2                                                                 | 13.1                                                                 | 15.9                                                                 | 18.3                                                                 | 13.2                                                                 |
| Temp. mín. media (°C)                                                | 13.5                                                                 | 12.8                                                                 | 11.0                                                                 | 8.5                                                                  | 5.7                                                                  | 3.3                                                                  | 2.7                                                                  | 3.9                                                                  | 5.2                                                                  | 7.4                                                                  | 9.9                                                                  | 12.2                                                                 | 8.0                                                                  |
| Temp. mín. abs. (°C)                                                 | 3.9                                                                  | 2.6                                                                  | 0.3                                                                  | -1.1                                                                 | -4.0                                                                 | -6.7                                                                 | -20.1                                                                | -5.1                                                                 | -5.1                                                                 | -1.5                                                                 | 0.5                                                                  | 2.6                                                                  | -20.1                                                                |
| Precipitación total (mm)                                             | 10.7                                                                 | 17.3                                                                 | 27.7                                                                 | 31.8                                                                 | 33.5                                                                 | 37.2                                                                 | 21.4                                                                 | 19.3                                                                 | 19.8                                                                 | 12.6                                                                 | 14.3                                                                 | 12.5                                                                 | 258.0                                                                |
| Días de precipitaciones (≥ 0.1 mm)                                   | 2.7                                                                  | 3.9                                                                  | 4.6                                                                  | 4.2                                                                  | 6.1                                                                  | 6.3                                                                  | 5.9                                                                  | 6.1                                                                  | 6.5                                                                  | 4.7                                                                  | 4.2                                                                  | 3.8                                                                  | 58.8                                                                 |
| Horas de sol                                                         | 241.8                                                                | 218.4                                                                | 182.9                                                                | 147.0                                                                | 127.1                                                                | 114.0                                                                | 114.7                                                                | 136.4                                                                | 150.0                                                                | 195.3                                                                | 234.0                                                                | 235.6                                                                | 2097.2                                                               |
| Humedad relativa (%)                                                 | 39.0                                                                 | 44.8                                                                 | 48.4                                                                 | 51.0                                                                 | 57.8                                                                 | 59.0                                                                 | 57.9                                                                 | 54.3                                                                 | 51.8                                                                 | 46.3                                                                 | 41.9                                                                 | 39.8                                                                 | 49.3                                                                 |
| Fuente: Servicio Meteorológico Nacional                              |                                                                      |                                                                      |                                                                      |                                                                      |                                                                      |                                                                      |                                                                      |                                                                      |                                                                      |                                                                      |                                                                      |                                                                      |                                                                      |

## Situación ambiental
El área "Campamento Central" eje histórico de la explotación petrolera de YPF; que involucra muchos barrios de Zona Norte y en menor medida a Zona Sur, se halla profundamente afectada por la existencia de alrededor de 2.000 pozos, en su mayoría inactivos y correspondientes a sólo a esta compañía. Los mismos representan un importante pasivo ambiental fruto de ausencia de políticas reguladoras hasta la década de 1990. Actualmente, su saneamiento implicaría una inversión de 200.000 dólares por pozo que la empresa petrolera esquiva en pagar. A esto se debe sumar los ductos se abandonados, tanques en desuso y el necesario rastreo de material radiactivo que se manejó por la zona. Otras estimaciones ponen en el orden de los cuatro y cinco mil pozos petroleros dentro del ejido urbano de Comodoro Rivadavia, incluyendo piletas de perforación e instalaciones asociadas. Si bien existen pozos sellados, no todos cuentan con los radios de seguridad contemplados por las últimas normativas. Esto hace que Comodoro sea uno de los pocos en el mundo de una ciudad creciendo sobre un yacimiento que en muchos casos tiene pozos mal sellados.

En tanto, de sus playas que se desarrollan a lo largo de 55 kilómetros de costa, solo 2 (Costanera y Caleta Córdova) son aptas para bañarse; mientras que el resto están profundamente contaminadas por vertientes cloacales que terminan en sus aguas. Esto hace que no sea apta para que los comodorense se bañen, o siquiera se mojen parcialmente el cuerpo. La grave situación es comportadita por los barrios Restinga Alí, km 8, km 5, km 4, restos de micro barrios General Mosconi y el barrio de la zona sur Stella Maris. La solución sería ejecutar un tratamiento primario de efluente s y conducirlos 1.500 metros aguas adentro del mar, para el vertido con un grado ínfimo de contaminación. Los emisarios y plantas más prioritarios deberían emplazarse en km 8 y otro en Stella Maris. Sin embargo, se requieren 300 millones de dólares Nación debería financiar las obras. 

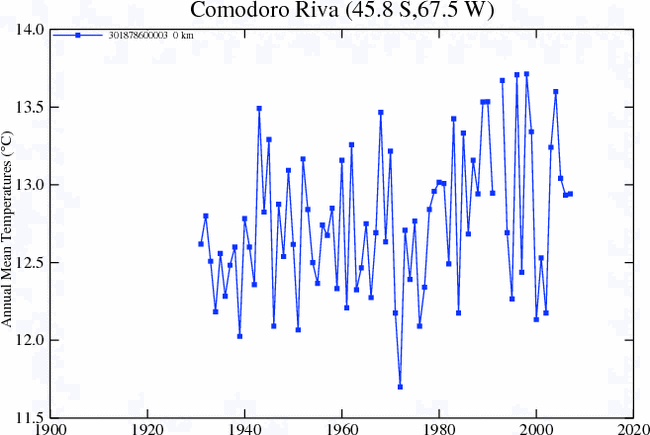
Tº diaria promedio del aire en casilla meteorológica, de 1931 a 2007; en NASA

## Economía

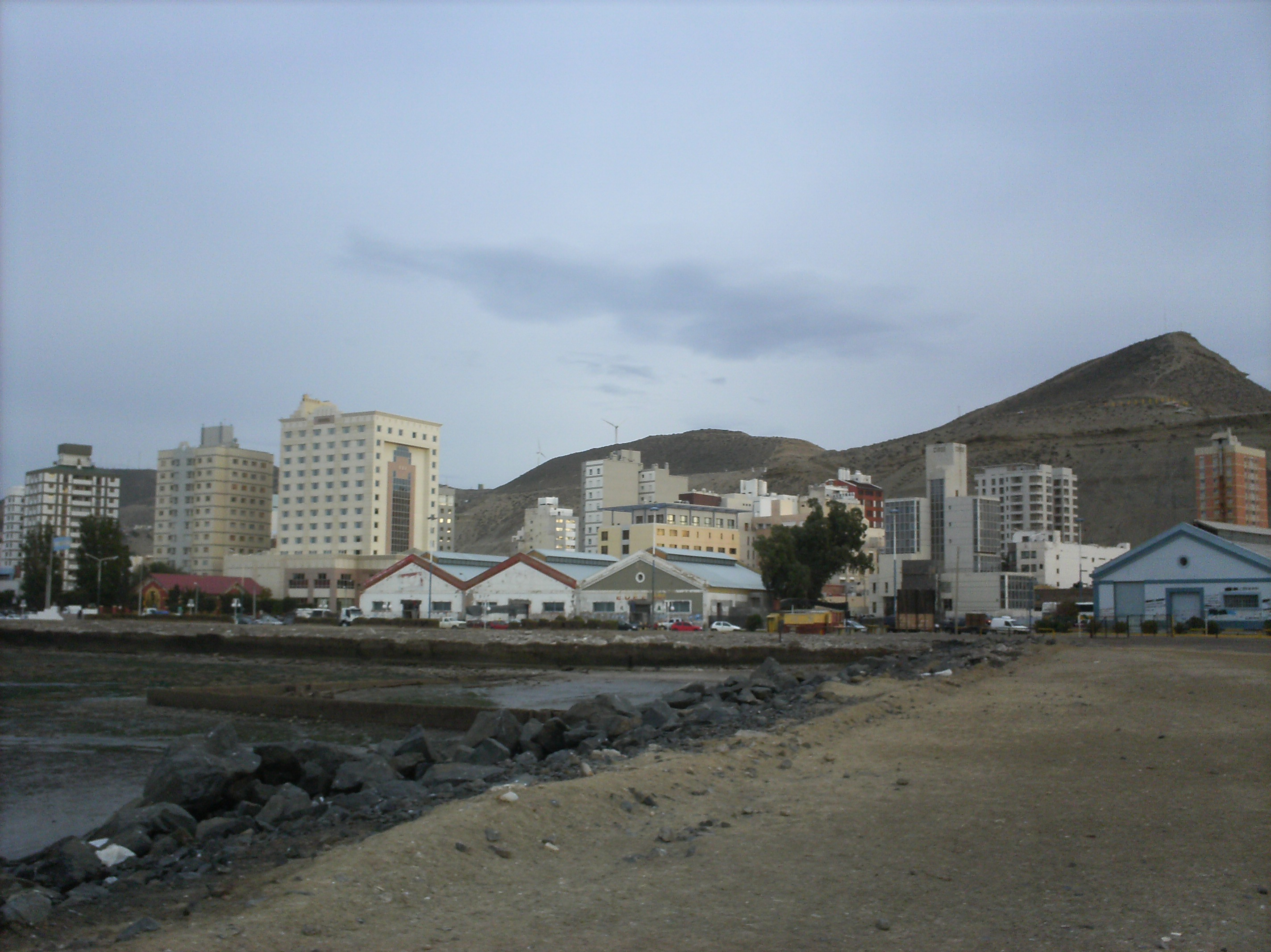
Comodoro Rivadavia ostenta un paisaje único en Argentina, dado que su centro urbano se adorna de mar y un cerro, paisaje irrepetible en la costa argentina.

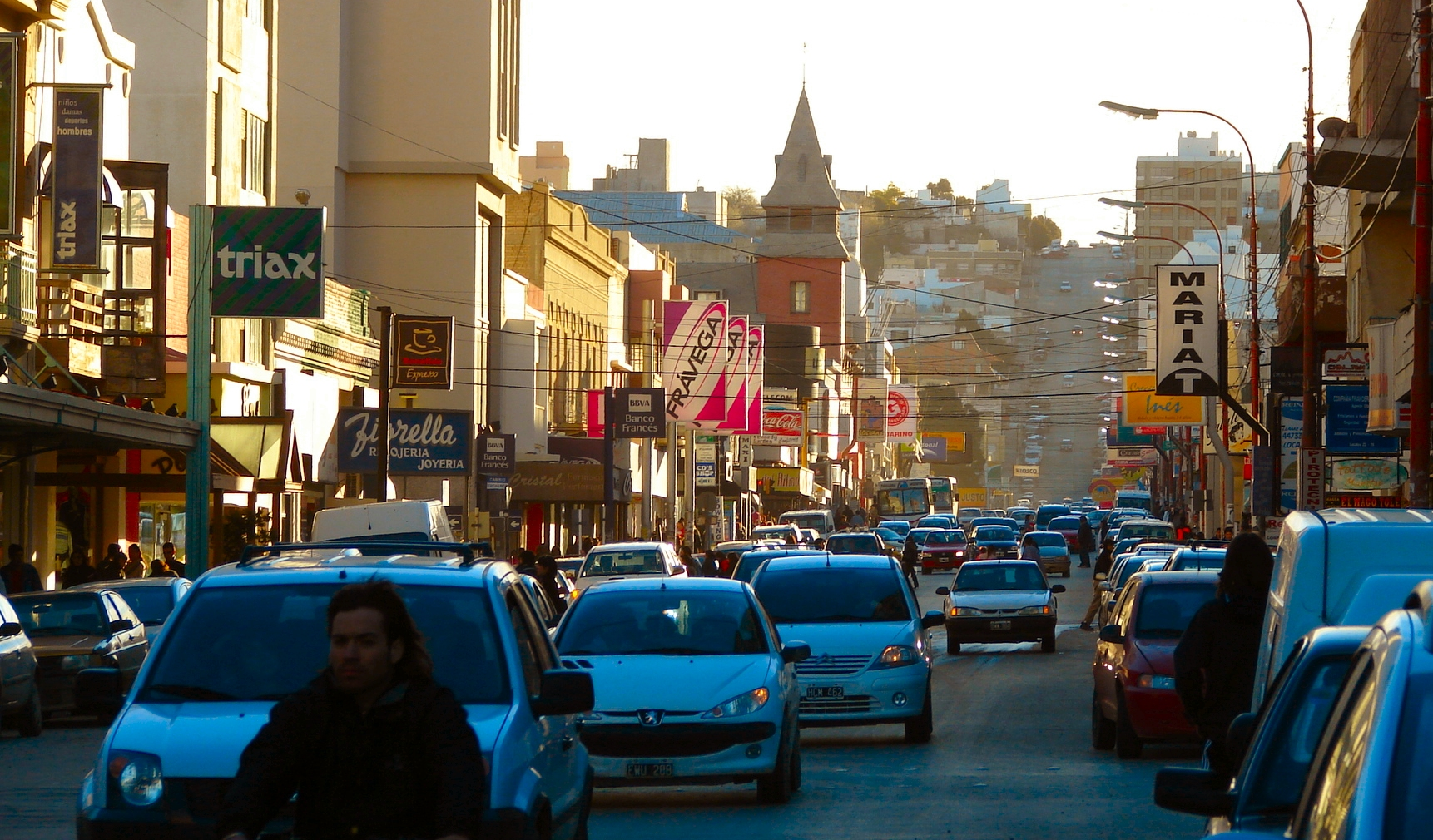
Intensa actividad comercial y vehicular en el microcentro de la ciudad.

A principios de su existencia el pueblo se dedicaba a bajas actividades portuarias, pesca y las actividades rurales, entre ellas la más notable la ganadería ovina. Con el descubrimiento del oro negro, la baja internacional del precio de la lana y la desertificación por sobre pastoreo. La realidad económica cambiaría por completo abocándose exclusivamente al oro negro, no diversificándose, proceso que se agravó, con el pasar de los años y se profundizando en la década de 1990.
Hoy en día la actividad comercial e industrial de la ciudad es la de mayor envergadura en la región patagónica, lo que en parte se logró con una mediana diversificación económica, desarrollándose el turismo, la pesca y emprendimientos locales, entre otros. Las actividades de la urbe petrolera giran en torno a los siguientes recursos:
- Combustibles fósiles: explotación y exportación de petróleo, gas y derivados
- Energías renovables: donde se incluyen fabricación de molinos eólicos, biodiésel a base de algas y desarrollo experimental de hidrógeno.
- Industria química: fabricación de productos de este origen y tratamiento con productos químicos de laboratorios para petroleras y otras empresas.
- Industria de la construcción: se fabrican algunos elementos como cerámicas, cemento(petroquímica), blocks y se desarrolla la talúrgica. Asimismo están existen importantes constructoras y empresas dedicadas al rubro. La empresa emblema de la ciudad es PCR.
- Puerto: la pesca y las distintas exportaciones por medio de su puerto, ubican a Comodoro en lugar estratégico.
- Turismo: Comodoro dispone de atractivos singulares y al mismo tiempo se complementa con destino de localidades cercanas como Sarmiento y Rada Tilly.

### Posición económica en Argentina

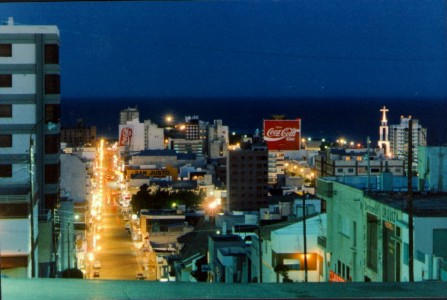
Comodoro de noche fines de los años 90 aproximadamente.

En 2008 tuvo el reconocimiento de estar entre los distritos «más prósperos». El estudio realizado por la consultora económica Abeceb sobre un muestreo de 198 municipios argentinos, Comodoro Rivadavia ocupa el undécimo lugar dentro de los 20 primeros municipios, en términos de dinamismo y actividad económica. Los indicadores que se toman para realizar la evaluación de actividad económica y elaborar el ranking de municipios se basan en la cantidad de sucursales bancarias en cada localidad, número de cajeros automáticos, préstamos por habitantes, depósitos bancarios y patentamientos de automotores. Del análisis de estos indicadores se pueden inferir tendencias y ritmos de consumo, fortalezas y debilidades de un municipio para encarar estrategias comerciales o proyectos de inversión; solidez del sistema financiero local, orientación de políticas públicas, etcétera.
Desde 2010 es una de las cuatro ciudades con menor nivel de pobreza de Argentina, con un porcentaje de 4,4. Además, que tiene una de las menores tasas de desempleo.

### Personas ocupadas según el sector
- Sector Primario: 5840
- Sector Secundario: 8755
- Sector Terciario: 30.357[78]

### Actividades más desarrolladas

#### Petróleo
Comodoro es Capital Nacional del Petróleo por ser el primer lugar donde se descubre petróleo en el territorio nacional en 1907 y además por su importante producción del hidrocarburo.
La ciudad llegó a producir en 1951 el 75% de la producción petrolera nacional.
Los yacimientos de explotación petrolera están ubicados en los alrededores de la cuenca del Golfo San Jorge y abastecen un importante porcentaje del consumo nacional. Comodoro Rivadavia posee una de las cuencas petrolíferas más importantes de Sudamérica con una producción diaria de 1 000 000 de barriles de petróleo y 6 000 000 de m³ de gas. El área petrolera cuenta con un personal de 7000 trabajadores. Desde 2007 hasta 2009 se llevaron a cabo exploraciones en las aguas marinas próximas en búsqueda del oro negro. La primera etapa exploratoria implicó 52 días de trabajo ininterrumpidos para realizar los estudios en un área de 1700 kilómetros cuadrados, de los cuales unos 600 pertenecen a Chubut y el resto, a Santa Cruz. La empresa Panamerican Energy estima que para 2011 podrían estar perforando en el mar del Golfo San Jorge.
La producción de hidrocarburos en Comodoro Rivadavia llegó a representar el 41 % de la producción de la Cuenca del Golfo San Jorge, que a su vez alcanza el 31,5 % del total de producción del país.
Pese a su gran historia petrolera Comodoro carece de una destilería para su producción. La última destilería perteneció a Astrasur S.A. La compañía se consolidó en 1971 y mantendría su producción. Lamentablemente, en el año 1982 sufrió un grave incendio que la destruyó parcialmente, lo que junto a la obsolescencia de sus instalaciones, determinó su final. En los restantes años de la década de 1980 fue desguazada y vendida como chatarra. Desde su fin la primera ciudad petrolera argentina no tiene instalaciones semejantes para procesar su petróleo. En 2015 las promesas políticas peronistas avizoraban una refinería biprovincial que no se terminó concretando.

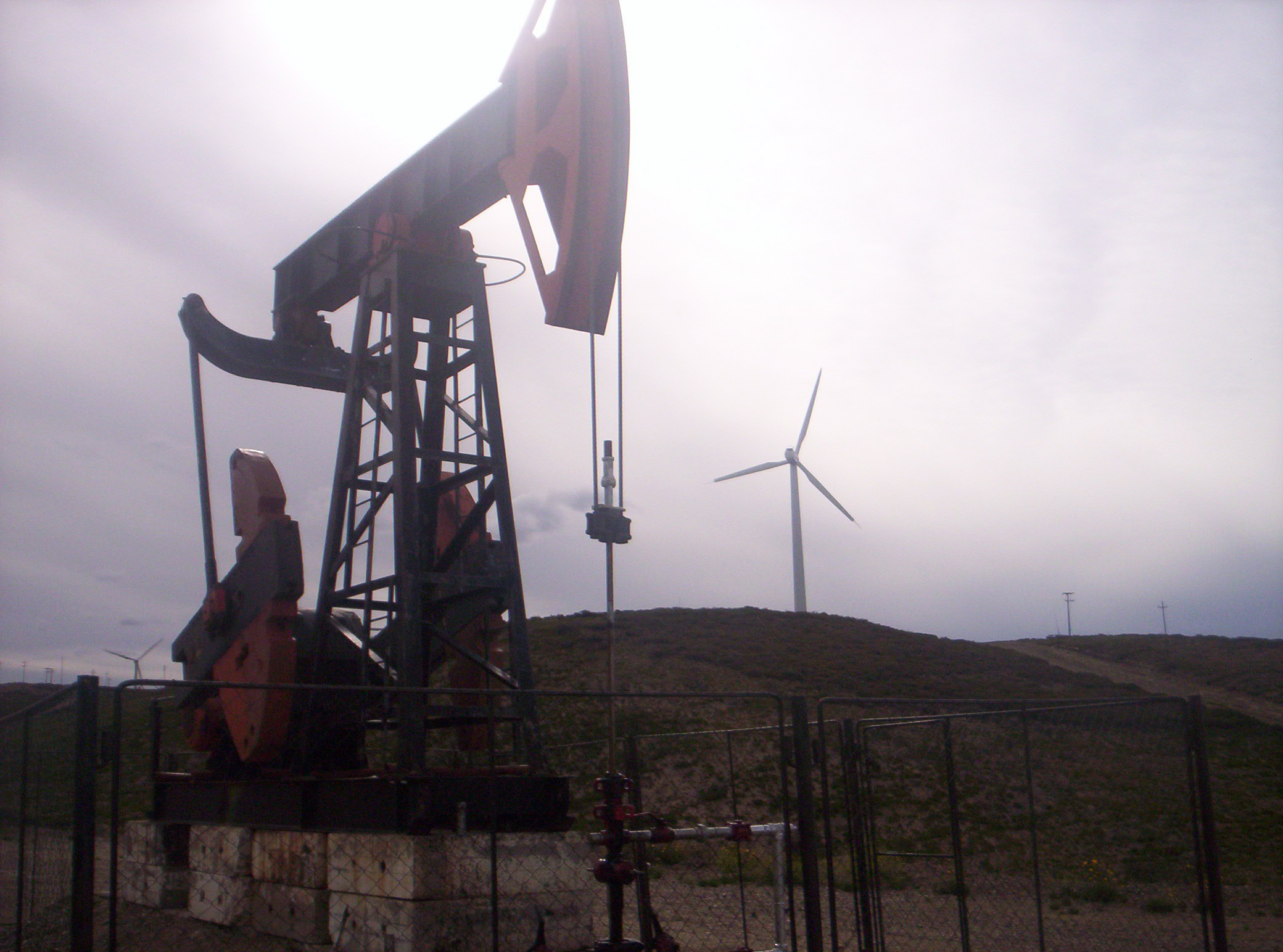
El parque eólico un balancín de petróleo con un molino eólico de fondo, ambos iconos de la energía comodorense.

#### Energías renovables
Comodoro Rivadavia apostó al desarrollo de energías limpias y renovables para la protección del medio ambiente. La ciudad posee un parque metalmecánico de alta calidad procedente de su tradición petrolera. En los últimos años se amplió el parque eólico y comenzaron las producciones de biodiésel con algas, gracias a su Centro de Energías ubicado en "kilómetro 4".
El inicio de la energía eólica en Comodoro Rivadavia tuvo su puntapié inicial en 1982. En ese año se realizó un convenio de operación por parte de la Sociedad Cooperativa Popular Limitada, a instancias de la Comisión Nacional de Investigaciones Especiales para la instalación de un convertidor eólico, prototipo marca Dornier de eje vertical de 20 kW cuya operación se efectuó en el Aeropuerto Internacional General Enrique Mosconi de la ciudad. A partir de este proyecto, la posibilidad de producir energía a través del viento en el sur argentino generó interés y una concreta posibilidad de expansión. En 1993 fueron adquiridas 200 hectáreas en el Cerro Arenales ubicado a 4,5 km del centro de Comodoro con la finalidad de implementar un Parque Eólico. Esto dejó de ser solo un proyecto en 1994 cuando la Sociedad Cooperativa Popular Limitada a través de PECORSA, inauguró el hoy conocido y tan destacado “Parque Ing. Antonio Morán” al lograr instalar allí dos molinos Micon de 250 kW. El origen de su nombre se debió al primer intendente constitucional que tuvo la ciudad petrolera. La producción anual de ambos molinos representaba en ese entonces el 1 % de la energía suministrada por la Cooperativa a los usuarios. Durante los dos años siguientes se mantuvo la expectativa de incrementar el número de molinos al Parque y en el año 1997 el objetivo fue cumplido con la incorporación de ocho nuevos aerogeneradores Micon de 750 kW cada uno. Estos abastecían de energía eléctrica a unos 7000 hogares aproximadamente. En 2001 se inició una tercera etapa con 16 nuevos molinos de origen español Gamesa) de 660 kW. El 26 de febrero de 2005 surge el proyecto “Vientos de la Patagonia I”. En el Chubut y el Ministerio de Planificación Federal firmaron ese día la “Carta de Intención para el Desarrollo de un Plan Estratégico Nacional de Energía Eólica”, considerando la participación del Centro Regional de Energía Eólica (CREE) dependiente de Chubut como Unidad Coordinadora Tecnológica. El plan apunta a generar un Mapa Eólico Nacional e impulsar el desarrollo de la industria eólica en el país, a través de la instalación de 300 MW en parques que se distribuirían en distintos puntos del territorio. El plan se adecuó así a los preceptos de la ley 26.190 que, promulgada en 2007, establece que el 8 % de la matriz energética de la Argentina debe ser provista por alternativas renovables en el año 2015. El 5 de octubre de 2005 desde Comodoro se lanzó el Llamado Internacional de Declaración de Interés de Fabricantes de Generadores Eólicos. Veintiuna empresas multinacionales habían sido invitadas a responder a la convocatoria: “Vestas Argentina S.A., Enercon, Mitsubishi, Siemens, Energía Hidroeléctrica de Navarra, Made Tecnologías Renovables S.A., Nordex, Ecotecnia, Impsa Wind, Invap Ingeniería A.A., Grupo M Torres, Suzlon Energy Ltd., Fuhrländer Ag, General Electric, Repower, Gamesa, Mita-Teknik A/S, Argenoil S.A., Liberty Circle Investments, Abo Wind Energías Renovables S.R.L”.
En 2018 se dio la última incorporación con la inauguración del parque eólico El Tordillo construido por YPF Luz, el mismo aporta 50 megavatios al sistema.
- Fabricación de los primeros molinos eólicos del país: la fabricación del primer molino argentino construido en esta ciudad fue por NRG Patagonia SA, una firma constituida por empresarios de la cuenca del Golfo San Jorge, e IMPSA, perteneciente al grupo Pescarmona. Estas emplazan sus molinos eólicos en inmediaciones de “El Tordillo”, al oeste del ejido de Comodoro Rivadavia. IMPSA ya tiene allí su aerogenerador montado. Asimismo, NRG Patagonia SA ha logrado, en julio de 2012, la homologación de su NRG 1500. Una vez que ambos molinos estén en la línea de largada, se medirá su rendimiento durante los 180 días siguientes con el objetivo de evaluar cuántas torres levantará cada una de las firmas en el parque de 60 megas previsto para esta zona. El aerogenerador de IMPSA ya está en funcionamiento. Se denomina IWP – 70 y tiene una potencia de 1,5 MW. Posee 3 palas y el diámetro de barrido de las mismas es de 70 metros. La altura al eje de giro de la máquina es de 71,8 metros.[83] Por su parte el aerogenerador de NRG Patagonia se trata de un NRG 1500 Clase I “S” de una potencia de 1,5 MW para los imperantes vientos de la Patagonia.[84]
- Impacto: es una energía limpia y renovable para 19.500 hogares aproximadamente, es decir el 17 % de la energía que se distribuye en Comodoro Rivadavia. La proyección a nivel mundial de este tipo de energías es sin dudas prometedora. Ante la caída acelerada de las reservas de petróleo y gas, la búsqueda de energías alternativas se incrementa año a año, con un crecimiento anual del 32 por ciento de producción eólica de energía. La tasa de crecimiento de este tipo de tecnología sólo se compara con la telefonía celular o la industria asociada al desarrollo de Internet.

Para entender el potencial y capacidad de la ciudad con la energía eólica se debe efectuar la comparación de las velocidades de los vientos en Comodoro Rivadavia y Dinamarca: en Comodoro, se registran 8.5 m/s de promedio anual, con picos de 12 m/s en invierno. Mientras que en Dinamarca el valor es ligeramente inferior: 7.5 m/s de promedio anual. Esto es posible porque según la NASA, la Patagonia detenta los vientos más constantes del planeta. En cuanto a lo que son las horas de generación, Comodoro tiene 6.000 horas/año de producción eólica efectiva, mientras que Dinamarca tiene un valor inferior: 4.500 horas/año. Por otro lado, respecto a la capacidad instalada, Comodoro tiene 150 MW (megavatios), con solo tres parques eólicos activos, mientras que Dinamarca supera a la ciudad petrolera con creces, con un valor de 7.000 megavatios. Comodoro hoy tiene solo el 20% de la matriz energética local como renovable y Dinamarca el 50% de su electricidad con molinos. Como resultante, en Comodoro Rivadavia, la energía eólica emplea a 200 personas, frente a los 15.000 puestos de trabajo que genera la industria petrolera. En contrapartida, en Dinamarca, el sector eólico brinda empleo a 33.000 personas. Como conclusión, si hubiera voluntad política y empresarial se podría abastecer  al 40% del país con la generación potencial de la energía eólica comodorense.
- Hidrógeno: Es un combustible no contaminante y renovable en desarrollo. La planta Experimental de generación de hidrógeno y oxígeno que la empresa Hychico S.A —integrante del grupo Capsa Capex—, montó en cercanías de Diadema Argentina, un emprendimiento que cuenta con características técnicas que permiten mostrarla al mundo, debido a que existen de tres a cinco similares a nivel internacional.

A escala industrial produce alrededor de 60 m³/h de Hidrógeno y 60 m³/h de Oxígeno por medio de electrólisis del agua y genera energía eléctrica con un motogenerador alimentado por el H2 producido al que se agrega gas natural, o gas con alto contenido de CO2. La energía eléctrica se utiliza en el yacimiento de CAPSA y el oxígeno es comprimido y comercializado por la empresa Air Liquide S.A. A futuro, el proyecto se integrará con una granja eólica que será instalada en las proximidades de la planta, con lo cual se completará el ciclo renovable de energía alternativa. La planta tiene una superficie aproximada de 1000 m² y está conformada por unidades de tratamiento del agua para el proceso de generación de hidrógeno y oxígeno; transformación de energía; unidades de purificación de Hidrógeno y oxígeno y almacenaje de ambos gases.

#### Ganadería ovina
Se lleva a cabo desde la fundación de la ciudad. Desde 1937 la Sociedad rural de Comodoro Rivadavia comanda esta importante actividad en Zona Sur de Chubut y Zona Norte de Santa Cruz. Entre las funciones que mantiene se hallan:
- problemáticas ambientales y económicas del campo regional
- organismo negociador y lobista
- organización de eventos expositores
- información de los valores de la actividad rural
- escuela de oficios rurales

La producción de lana es vendida en el mercado local y la carne también. En los últimos años ganó terreno en el consumo patagónico, como también a nivel nacional, el corderito patagónico al promocionarse en distintos ámbitos, hoy sin dudas es la comida representativa de la región tanto en Argentina como Chile. La producción de derivados de la oveja, es tan insigne para la zona, que el escudo de la ciudad le rinde homenaje.
En 2011 comenzó a tratarse un plan de manejo provincial, apuntado a crear un sistema de producción de aprovechamiento de carne de guanaco por faena en frigorífico y establecimiento de posibilidades de comercialización de esta carneo. Se trata de carnes sin contraindicaciones sanitarias y que pueden tener determinados nichos de mercado. Esto sería un alivio ante la problemática de la población de guanacos en la Patagonia Sur que no tiene hoy un registro oficial, pero estimaciones extraoficiales dan cuenta de que la cantidad no debe ser inferior al millón de animales, considerando que hace algunos años la estimación sólo para la provincia de Santa Cruz era de 600.000 animales. Lo que hace que compitan con la oveja por las escasas fuentes de alimento y agua. En la lana de esta especie, no aparece opción viable, ya que la suma de costos para este sistema hace casi imposible el cierre de la ecuación económica.

#### Pesca, puerto e industrias relacionadas

##### Pesca

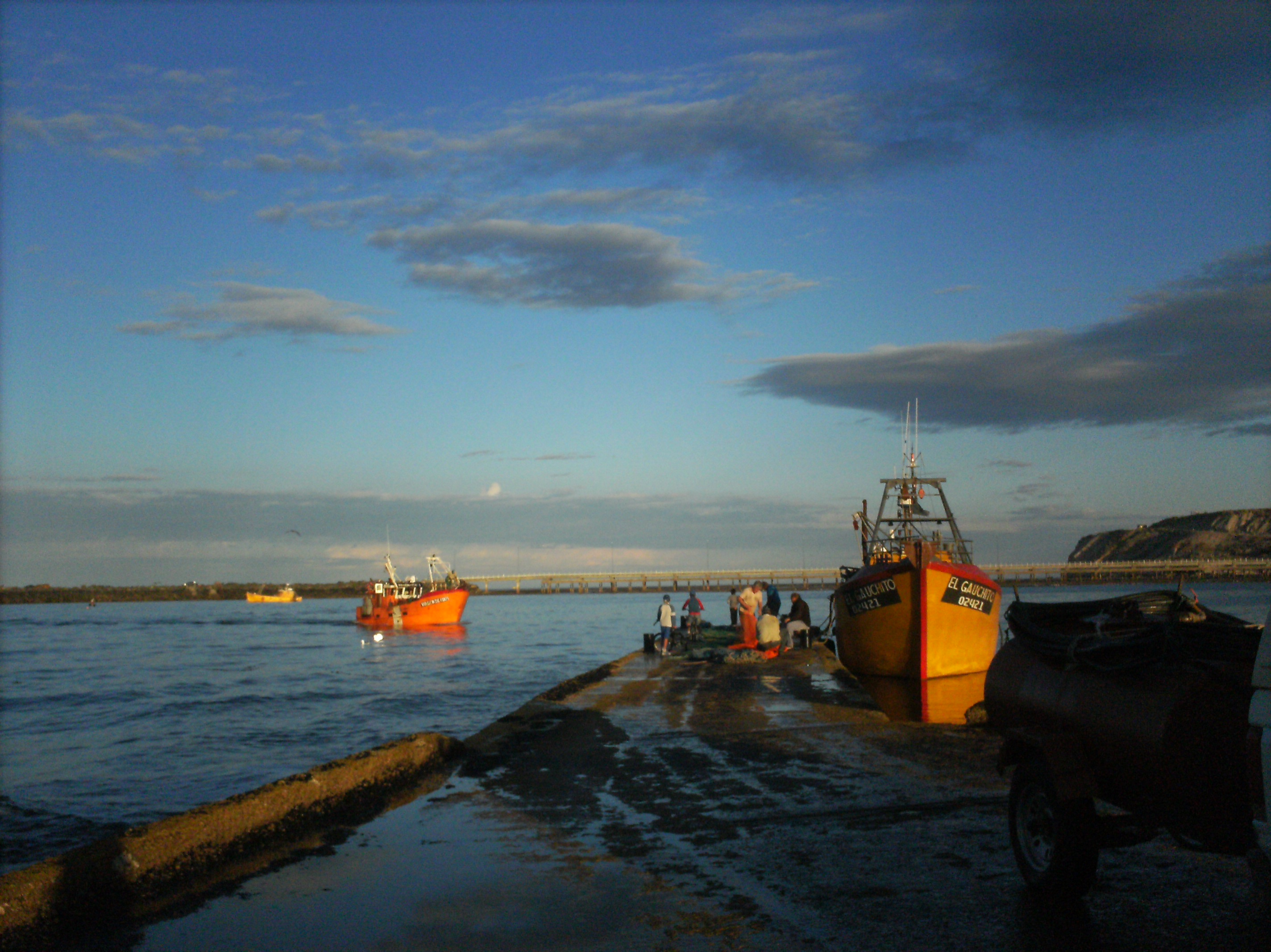
El puerto de baja mar de Caleta Córdova en plena pesca.

La ciudad cuenta con una importante flota pesquera y una zona franca con infraestructura industrial para procesar las capturas. El puerto de Comodoro es un pintoresco lugar diseñado para recibir buques de gran calado y albergar una importante cantidad de lobos marinos y variadas especies de aves. Comodoro es centro de captura de langostinos y centollas de apreciada calidad, tanto en el mercado nacional como en internacional.
El puerto, ubicado en la zona central de la ciudad, en el extremo de la Punta Borja. Diseñado para atender buques de hasta 180 m de eslora, es destinado a satisfacer las demandas del tráfico de mercaderías generales, de la pesca de altura y en mediano plazo reparaciones navales. La actividad pesquera de su puerto es sumamente importante siendo centro de captura de langostino y centollas. La pesca de altura y especialmente de costa son dos actividades muy comunes en el área.
Las estadísticas de descargas del puerto también reflejan esa menor actividad. Si bien se registró 49.670 toneladas de pescado fresco, más otras 2624 toneladas de pescado congelado, en 2008 esa cifra cayó a 29.171 toneladas de pescado fresco.
El propio comportamiento del Estado nacional a la hora de liquidar los reintegros de exportación, con demoras de exagerado plazo pero sin posibilidad de compensar acreencias del sector empresario (por ejemplo, las cargas sociales) fue empeorando una ecuación que no admitía otro resultado que el ahogo financiero. A esto hay que sumarle la pesca ilegal, la baja de exportaciones, el alto costo de personal, la venta a Mar del Plata de parte de la flota, etc.

##### Puertos
A principios de 2009 se aprobó su aplicación con una inversión de 30 millones de pesos, el remodelado puerto incluye la extensión de 72 metros de muelle de ultramar y 84 metros de muelle pesquero, además de un nuevo espacio para la Prefectura Naval que permitirá la presencia permanente de un barco guardacostas para patrullar el golfo San Jorge. En etapas previas se pavimentaron 11.500 metros cuadrados y se construyó una nueva plazoleta de contenedores y cargas generales, con el objetivo de garantizar la total actividad de la terminal portuaria.
- Puerto Antonio Morán

ubicado en los 45°52′ de latitud sur y 67°28′ de longitud oeste sobre el Golfo San Jorge en la ciudad de Comodoro Rivadavia. Su ubicación privilegiada lo separa solo 2 km del parque industrial de la ciudad y 20 km del Aeropuerto Internacional General Enrique Mosconi.

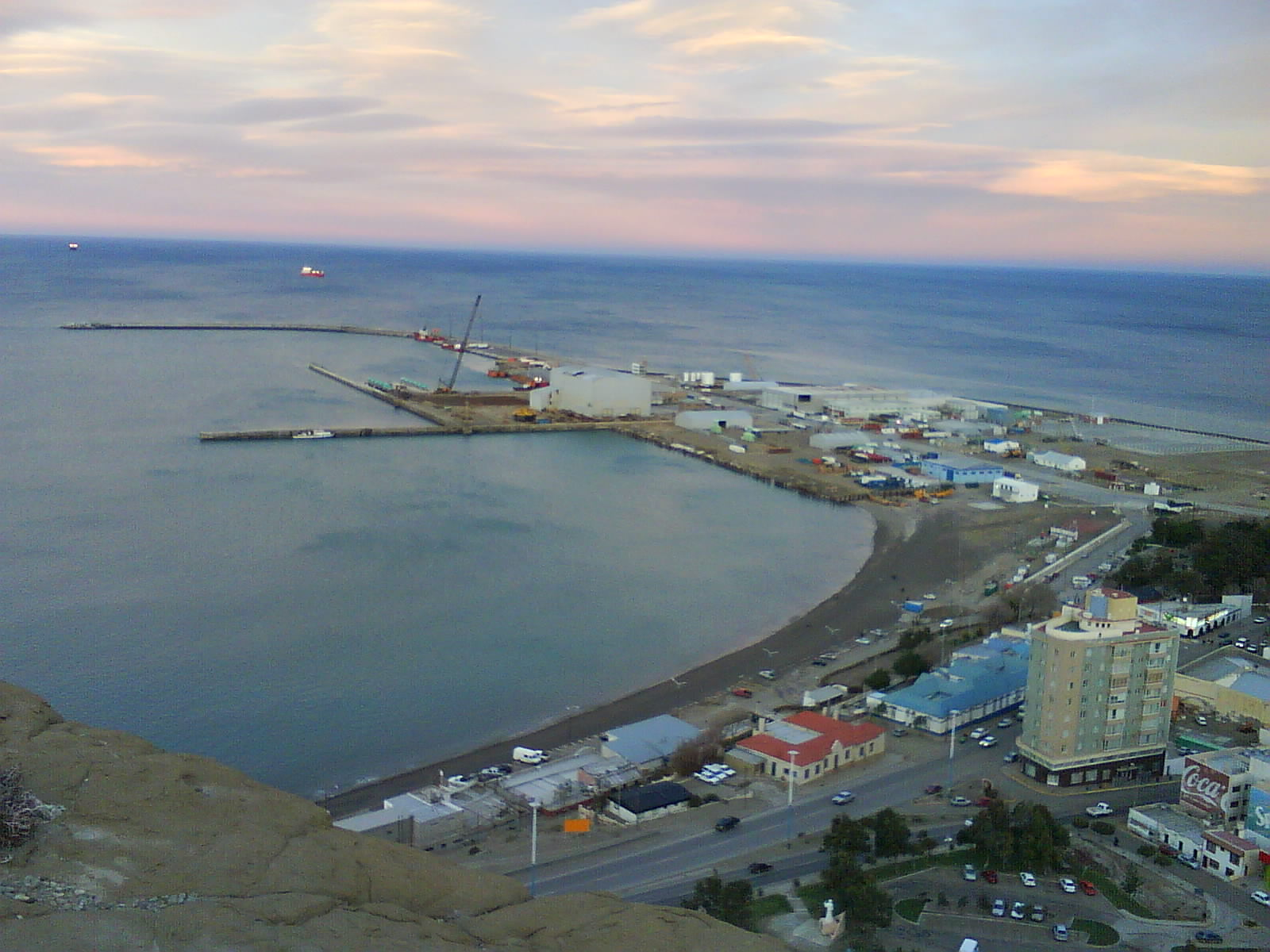
Vista aérea del puerto principal desde el Chenque. También se observa, cercano al puerto, el histórico edificio Pérez Companc

Se accede a él por la Ruta Nacional N.º 3 y por la Ruta Provincial N.º 26; la primera lo conecta con el litoral marítimo argentino y la segunda con la zona cordillerana y Chile por medio del llamado Corredor Bioceánico. Protegido por un espigón de 300 metros de longitud, recibe la operatoria de buques pesqueros, poteros, mineraleros y de carga general. Cuenta con una terminal para carga y descarga de petróleo y subproductos, propiedad de YPF, servicios de astillero y zona franca. Posee un muelle de ultramar de 216 metros de longitud y 10 metros de calado y un muelle pesquero de 108 metros de longitud y 5 metros de calado, ambos con operatoria de 24 horas diarias durante los 365 días del año. Entre sus variados servicios ofrece provisión de combustible, agua potable, energía eléctrica, grúas, sistemas contra incendios y depósitos, entre otros. Para fines del 2011 se concretó la última etapa de ampliación, donde se puso a nivel de los grandes puertos y se podrá habilitar al turismo.
El sistema portuario de Comodoro Rivadavia también incluye la siguiente infraestructura:
- Puerto de Caleta Córdova: incluye 2 estructuras, la primera es un muelle pesquero inconcluso, Para 2010 se concretó la ampliación y reparación del muelle que estaba inconcluso desde los años 1980 con un presupuesto de 13800000$. El largo quedó en 47,7 metros y el ancho se llevó a 18,15 metros,[93] ubicado en los 45°45′ de latitud sur y 67°21′ de longitud oeste, destinado a la descarga pesquera y amarre de barcos pequeños. También, existe otro operable únicamente en bajamar, destinado la pesca artesanal costera. Ambos son destinados al turismos. Este último se encuentra ubicado al sudeste de la Caleta y posee con un calado de entre 2 y 3 metros.
- Puerto Caleta Olivares: está ubicado a 44°48′ de latitud sur y 65°43′ de longitud oeste y cuenta con un muelle de 57 metros de largo y una profundidad máxima de 5 metros destinado a la carga de crudo.[94]

#### Oferta turística

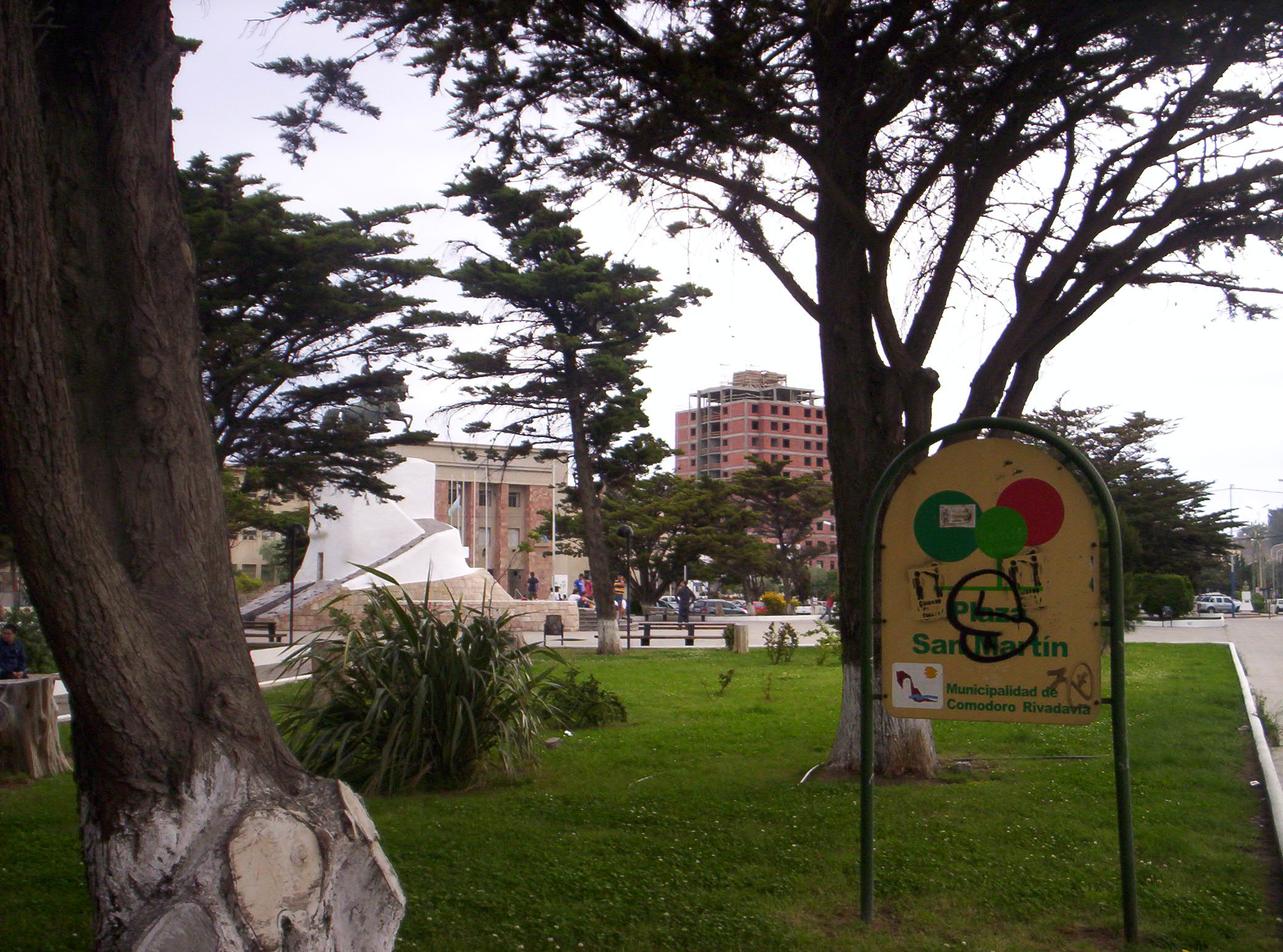
La plaza San Martín en el centro comodorense, de fondo el monumento al libertador, el colegio Perito Moreno y una torre Petrel aún en construcción.

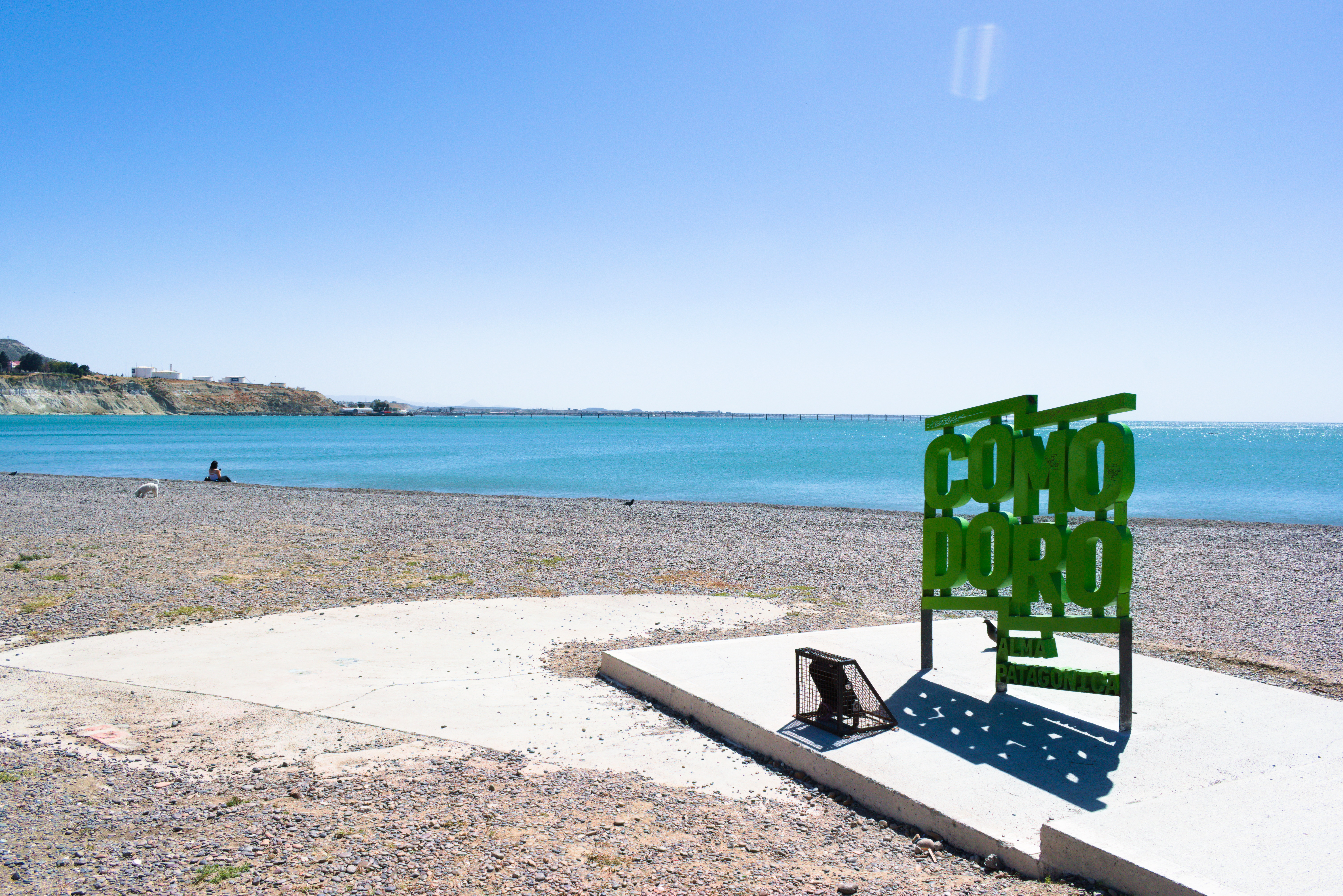
Cartel turístico en la playa de Comodoro Rivadavia

El aglomerado goza de una excelente infraestructura hotelera y gastronómica, además de lugares de esparcimiento y recreación: numerosas confiterías bailables, cines, teatro y casino, los comercios, los paseos culturales y los diferentes edificios históricos que expresan toda una tradición de progreso. Los museos, eventos y fiestas de la ciudad representan una importante muestra cultural, arqueológica, paleontológica y de la economía industrial de la ciudad. La capital nacional del petróleo es la puerta de entrada hacia el Corredor Bioceánico y en los últimos años se viene convirtiendo en una ciudad abocada a eventos turísticos y deportivos. El centro urbano tiene infraestructuras para recibir al turismo como la terminal de ómnibus Gral. Ángel Solari y el Aeropuerto Internacional General Enrique Mosconi.

### Actividades secundarias
Otras actividades últimamente tuvieron gran auge por factores diversos como aumento de producción de petróleo, educación terciaria, de oficios y universitaria, etc. Entre las más famosas y desarrolladas están: fabricación de productos químicos, hormigón elaborado, salinera, fabricación de viviendas industriales, astillero, cemento a cargo de una de las pocas cementeras argentinas, Petroquímica Comodoro Rivadavia, metalúrgicas, frigoríficos, talleres industriales y fundiciones, industria textil, fabricación de bloques y ladrillos cerámicos, industria alimentaria de productos regionales.
La industria textil estuvo presente en la ciudad cuando se asentó la Guilford desde 1957 hasta 2016 cuando entró en proceso de quiebra. La fábrica tenía producción de lycra, algodón, poliéster; telas que se enviaban a Buenos Aires donde se confeccionaba ropa. Para ello, se valía de dos plantas comodorenses: una ubicada en lo que es actualmente barrio industrial y otra en la zona de Km 8. En su época de oro, la textil llegó a producir más de 500 toneladas de tela por mes. Entre su principal hito se encuentra producir las telas para la camiseta de la selección argentina de fútbol en 1999. Sin embargo, como resultado de su crisis la fábrica fue vaciada y espera remate definitivo de su propiedad ubicada junto a Petroquímica para poder pagarles a sus acreedores.

### Zona franca
Posee tres anexos bien definidos para la eficiente provisión de sus servicios: uno de 3 ha en el Puerto de Comodoro Rivadavia, otro de 33 ha en el Aeropuerto Internacional General Enrique Mosconi y un tercer anexo industrial de 55 ha en proximidades de Parque Industrial. La mayor parte de las industrias radicadas se dedican a la actividad petrolera y pesquera aunque se destacan también la presencia de frigoríficos, industrias mecanometalúrgicas y de materiales de construcción. Cuenta con servicios aduaneros, de transporte, informático en red y de emergencias médicas y, entre las amplias prestaciones que brinda, se pueden destacar además el almacenaje, fraccionamiento, re envasado y distribución de mercaderías, asesoramiento logístico y seguridad las 24 horas del día.

### Corredor Bioceánico

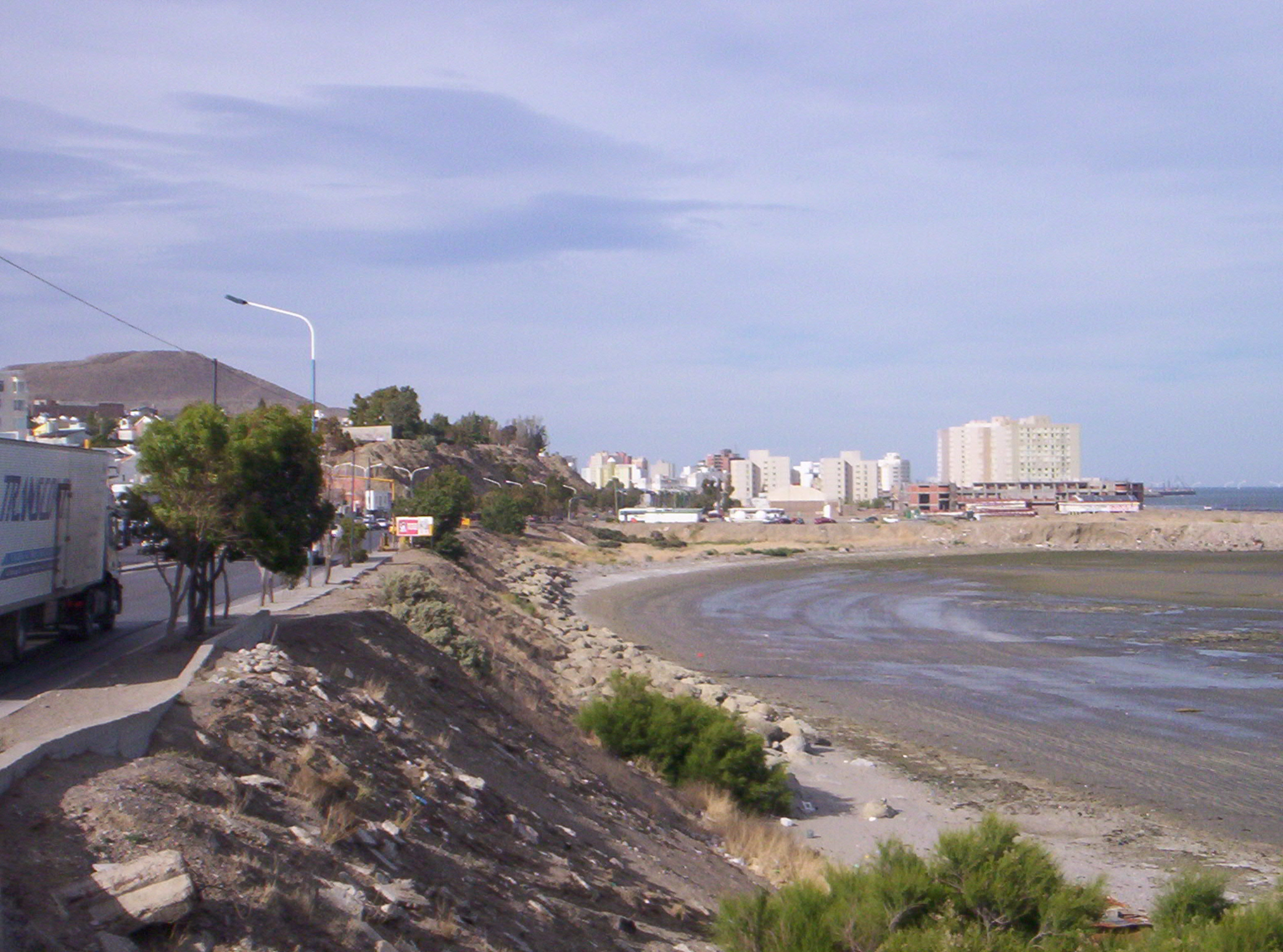
Vista parcial del centro comodorense. La misma se corresponde antes del inicio de los trabajos que hoy permitieron ganar terreno al mar.

Comodoro Rivadavia, sobre el Océano Atlántico y la localidad de Puerto Chacabuco (XI Región de Aisén, República de Chile), sobre el Océano Pacífico, están interconectadas por un trayecto terrestre de solo 530 km. El Corredor Bioceánico como proyecto de integración económica regional, propone utilizar esta vía para movilizar el transporte de cargas entre ambos océanos como alternativa al transporte marítimo realizado por el Estrecho de Magallanes o Cabo de Hornos.
Con su implementación se superan las limitaciones impuestas por las condiciones meteorológicas y disminuiría el riesgo y los mayores gastos asociados a este tipo de navegación. Del mismo modo, se pretende ofrecer este paso mixto alternativo para abaratar los costos de fondeo y esperas asociados a la utilización de Canal de Panamá como vía interoceánica. El trayecto que recorre se encuentra asfaltado en un 80 %, restando pavimentar 142 kilómetros del lado argentino en el tramo que une al Paso Huemules con la Río Mayo. Desde Comodoro Rivadavia se accede por la Ruta Nacional N.º 26 continuando hasta el empalme con la Ruta Provincial N.º 22 hacia Río Mayo; a partir de allí se toma la Ruta Provincial N.º 40 hasta el acople con la Ruta Provincial N.º 55 que arriba al Paso Internacional.
Entre las numerosas condiciones que avalan su viabilidad se destacan las características geográficas del Paso Fronterizo Huemules (a 500 metros sobre el nivel de mar), transitable todo el año sin las dificultades que en invierno afectan a otros pasos a mayor altitud. En cuanto a la infraestructura portuaria instalada sobre los océanos Atlántico y Pacífico, tanto el Puerto de Comodoro Rivadavia como Puerto Chacabuco cuentan con similares características operativas en cuanto a calados, frentes de atraques y la existencia de Zonas Francas, depósitos fiscales y playas de contenedores, entre otros.
A pesar de su estratégico uso el corredor aun cuenta con dos tramos de ripio sobre ruta nacional 260. De este modo, la conexión con chile se ve complicada por 107 kilómetros, divididos en tres secciones de las cuales una sola se licitó y los trabajos se interrumpieron. La pavimentación del camino permitiría unir los puertos de Comodoro Rivadavia y Chacabuco y generaría oportunidades para desarrollar la región. Sin embargo, las diversas gestiones de los diferentes gobiernos peronistas y radicales desde 1996 no pudieron concretar el asfalto completo del corredor pese a existir un compromiso internacional entre Argentina y Chile. El último intento fue en 2021 con la obra que pretendía la pavimentación de la primera etapa. Sin embargo, sólo se concluyó el 50 % de los 23 kilómetros.

### Turismo
Durante últimos años, Comodoro Rivadavia apostó a la diversificación económica a través del turismo, como una de las actividades superadoras a la histórica dependencia del petróleo. En este sentido, se trabajó para posicionar a la ciudad como puerta de entrada al Parque Interjurisdiccional Marino Costero Patagonia Austral y a la Ruta Azul de la Patagonia Argentina. Asimismo, la principal actividad turística que se llegó a concretar fue dejar a la ciudad como destino sede para ferias, congresos y exposiciones. Para llevar a cabo los eventos la ciudad cuenta con estadios, un predio ferial y un centro cultural; todos construidos en años recientes.

#### Infraestructura de eventos
- C.E.P.Tur. (Centro de Exposición y Promoción Turística): Construido entre 1932 y 1935, funcionó como usina hasta 1970. Fue totalmente recuperada después de más de 20 años de abandono. Su función era proveer energía a las instalaciones portuarias. Actualmente, funciona como centro de Exposiciones y Promoción Turística.

Se ubica en Hipólito Yrigoyen y Mariano Moreno, en el edificio de la ex Usina Portuaria. Integra el llamado museo Ferroportuario, el cual comprende una serie de edificios de gran importancia histórica-cultural para la ciudad de Comodoro Rivadavia. En el mismo, durante una visita guiada, apreciará la belleza de un edificio completamente reciclado para la actividad turística, el cual conserva, dentro de su muestra histórica, parte de la maquinaria utilizada a mediados de 1930.
- Predio ferial: Su idealización apareció en 1998, pero el 11 de diciembre de 2010 se concretó tras una inversión de 40 millones de pesos. Con 4500 metros cuadrados cubiertos, una capacidad para más de 6 mil personas, un escenario de 20 metros y estacionamiento para más de 1000 vehículos, es uno de los centros de exposiciones más importantes del país.[103]

#### Lugares de interés
Estos son los lugares de interés de la ciudad y alrededores:
Plaza Soberanía: conocida como el «Jardín del Puerto» este espacio se comienza a forestar en 1923. En 1968 por ley nacional se desafecta las tierras ocupadas por el ferrocarril, pasando como área recreativa a la traza urbana y se lo denomina a Parque Soberanía Nacional.

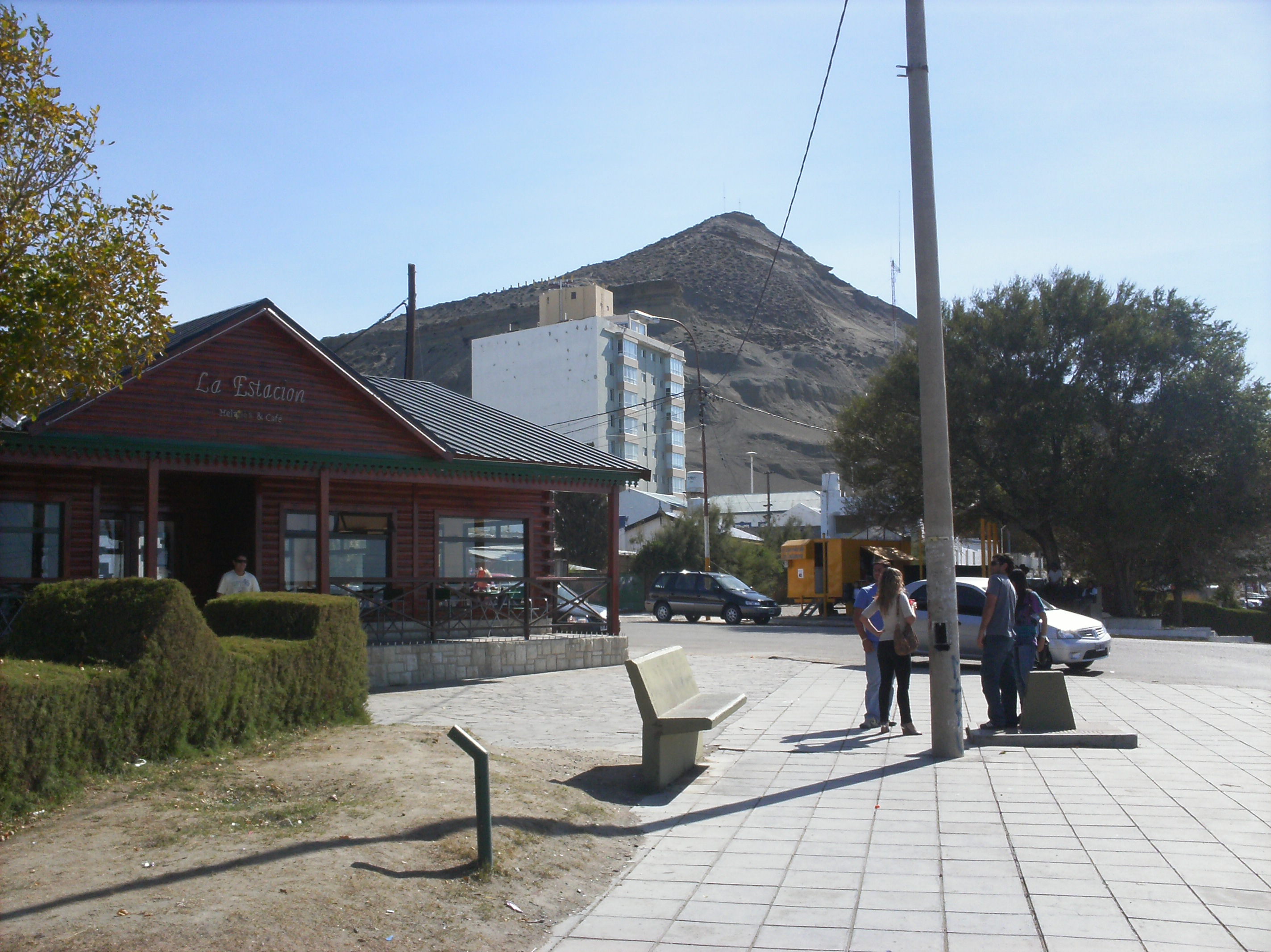
La plaza Soberanía con la imponente imagen frontal del Chenque.

En 1984 se le designa el nombre de plaza de la Soberanía en honor a la gesta de Malvinas. Con motivo del Centenario de la ciudad, conmemorado el 23 de febrero de 2001, se llamó a concurso para elegir el monumento representativo de los 100 años. Resultó ganador del concurso el artista plástico José Luis Muñón. La obra se encuentra en la Plaza Soberanía y simboliza el corazón de Comodoro en metal.
Circuito Histórico Ferroportuario: el circuito comprende un conjunto de construcciones ferroportuaria ubicadas en el centro urbano. Comienza en la Ex Usina del Puerto de Comodoro Rivadavia, que actualmente es el Ceptur (Centro de Exposiciones y Promoción Turística). Este espacio fue declarado como bien histórico nacional y patrimonio provincial. El circuito continúa en instalaciones históricas referentes al puerto, por ejemplo los galpones del puerto, la vivienda del personal encargado en 1932, tanques de agua, casa de bomba, y talleres del puerto. El circuito también comprende visitas a la exestación del Ferrocarril de Comodoro Rivadavia ubicada en la avenida Rivadavia y 9 de Julio; la cual posibilitaba la comunicación entre Sarmiento y Comodoro Rivadavia, facilitando el desarrollo económico y social de la zona y el puerto de la ciudad con una moderna infraestructura para la época. Hoy la estación devino en el museo Ferroportuario.

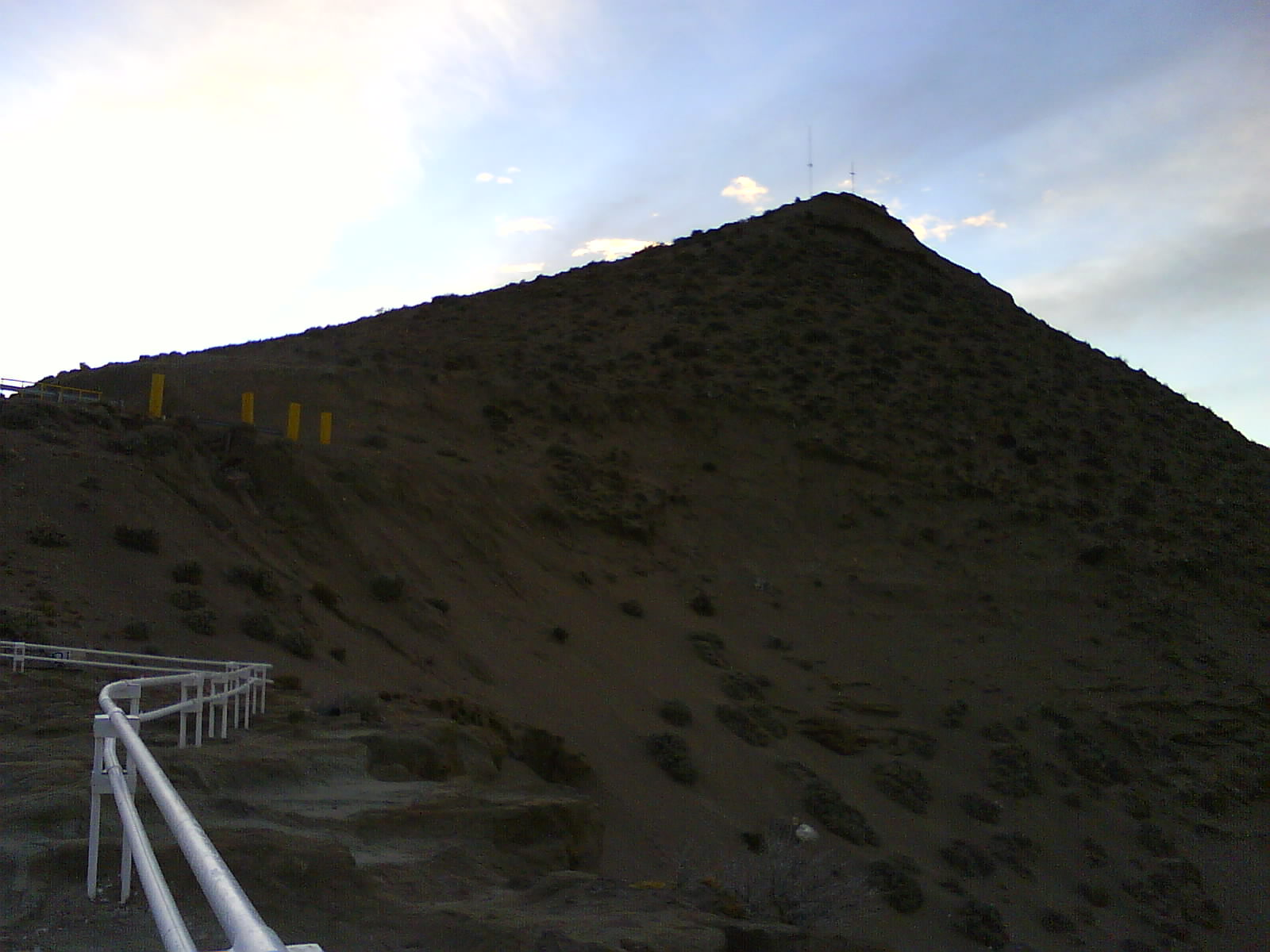
Desde lo alto del mirador se observa la cima del localmente famoso Chenque.

Mirador del Cerro Chenque: con sus 212 m s. n. m. de altura flanquea la entrada al casco céntrico de la ciudad por el sector norte de ésta; ofrece una vista panorámica de la zona céntrica, toda la zona sur y las mesetas, hacia el norte el Pico Salamanca, el Puerto de Comodoro Rivadavia y todo el mar en su esplendor. El Cerro Chenque está compuesto por materiales sedimentarios intercalados con bancos de ostreras milenarias. Es un recurso natural y simbólico de Comodoro Rivadavia. El cerro se eleva dominando la zona central de la ciudad y se constituye junto al petróleo, en uno de los rasgos distintivos de la ciudad.

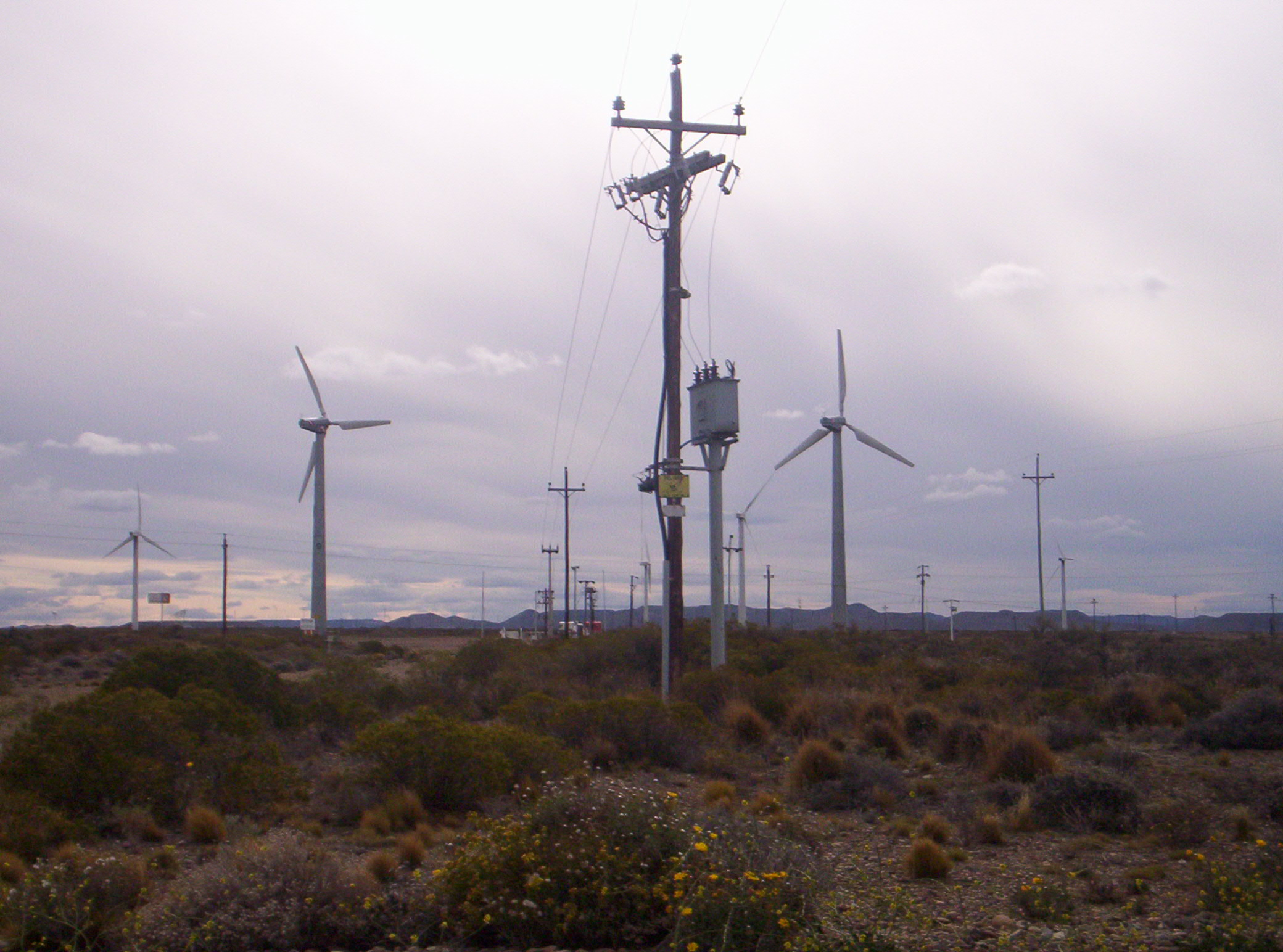
Desde lo alto del cerro arenales se aprecia parte del parque eólico.

Parque eólico Antonio Morán: en 1994 se inauguró, el origen de su nombre se debió al primer intendente constitucional que tuvo la ciudad petrolera. Actualmente, está fuera de servicio y contó con 26 aerogeneradores en total, lo que volvió uno de los más grande de Sudamérica.
Sus molinos tienen 45 m de altura, distribuidos en distintos sectores de la ciudad:
- Cerro Arenal: es la principal área del parque eólico, dado que cuenta con 18 aerogeneradores. Es donde nació el parque y donde se concentran la mayor cantidad de aerogeneradores. Posee bellos miradores y gran accesibilidad desde el camino alternativo Roque González.
- Cerro Chenque: 2 molinos.
- Cerro Viteau: 5 molinos.
- Intercambiador "kilómetro 4": un molino próximo a la RN 3, ubicado en un espacio verde, denominado plaza del viento.

El Farallón: la geografía atípica de la Patagonia no es la excepción en Comodoro, estando rodeada de numerosos accidentes geográficos, tanto por la costa como por las cercanías terrestres, siendo afectada por la meseta patagónica.
En la costa la profunda erosión marina creó cuevas y con el tiempo algunas quebraron profundamente al cerro que penetra las aguas, sin embargo el cerro demostró ser un hueso duro de roer y terminó siendo un espléndido farallón que es único en la zona. En la tierra se divisan distintas lomas y elevaciones, las más notorias son el Pico Salamanca por su exuberante silueta cónica y la Pampa Salamanca. Ambas al norte de la localidad. Por último hay cerros muy bajos y abundantes caletas por doquier en una geografía tan variada como bella.

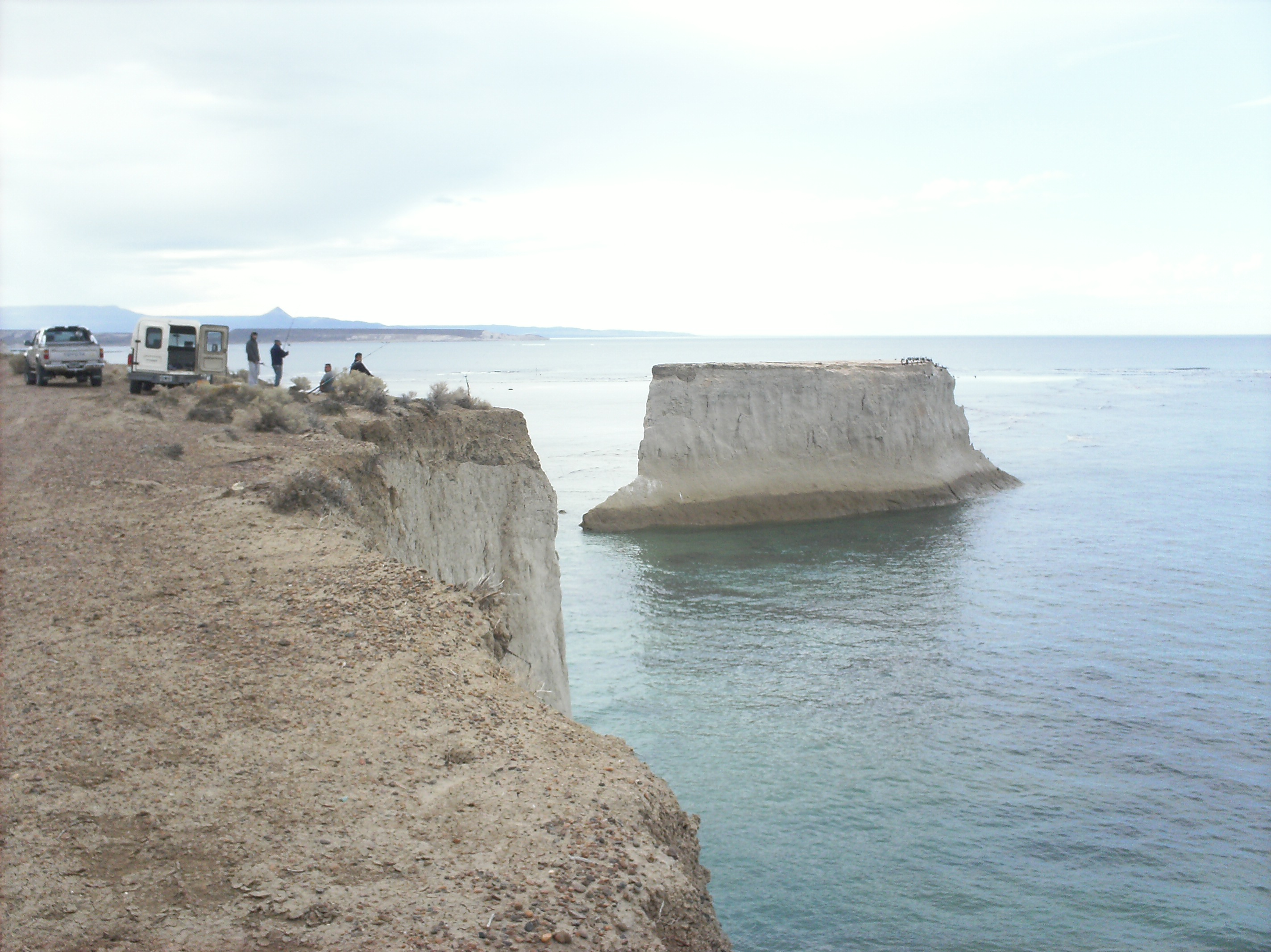
El farallón de Comodoro, en la costa cercana al faro San Jorge, accidente costero único en la zona. Nótese de fondo el Pico Salamanca y numerosas mesetas lindantes.

Parque Interjurisdiccional Marino Costero Patagonia Austral: ubicado al norte del Golfo San Jorge en cercanías de Comodoro Rivadavia, el Parque Interjurisdiccional Marítimo Costero es el primero de su tipo en todo el país y su creación fue aprobada en diciembre del año 2008 por el Congreso de la Nación a instancias de una iniciativa impulsada por el gobernador Mario Das Neves que en su momento suscribió un acuerdo con el expresidente de la Nación, Néstor Kirchner, el cual luego la actual mandataria, Cristina Fernández de Kirchner, remitió para su tratamiento al Parlamento argentino. El Parque tiene una superficie de más de 100 kilómetros y abarca 42 islas incluyendo el lecho y subsuelo marino de gran riqueza ecológica. Además, alberga 40 especies de distintas de aves y es único en su condición porque para visitarlo es necesario introducirse en el Mar Argentino. La zona de Rocas Coloradas, se ubica en este parque, es famosa por su belleza y por estar al pie del Pico Salamanca, signo indiscutible comodorense. Se puede recorrer por un circuito de vehículos 4x4, cuatriciclos o autos y recorridos a pie guiados por el paseo costero formaron parte de esta iniciativa.
Caleta Córdova está muy próxima al faro San Jorge y es la puerta de entrada a Rocas Coloradas, que hoy en día integra el parque costero, con lo que la localidad busca desarrollar el turismo, más que el petróleo y la pesca.
Caleta Córdova: Este barrio tan lejano, que nació siendo un pueblo pesquero hoy ofrece un turismo típico de gran atractivo para Comodoro. Es la puerta de acceso para playas blancas, caminatas y recorridos al pico Salamanca y tardes de pesca en su muelle, especialmente pejerreyes. Además, en su muelle y playas abundan; según la época del año, lobos marinos de un pelo y elefantes marinos. También, está a la vista la actividad pesquera tanto industrial como artesanal.

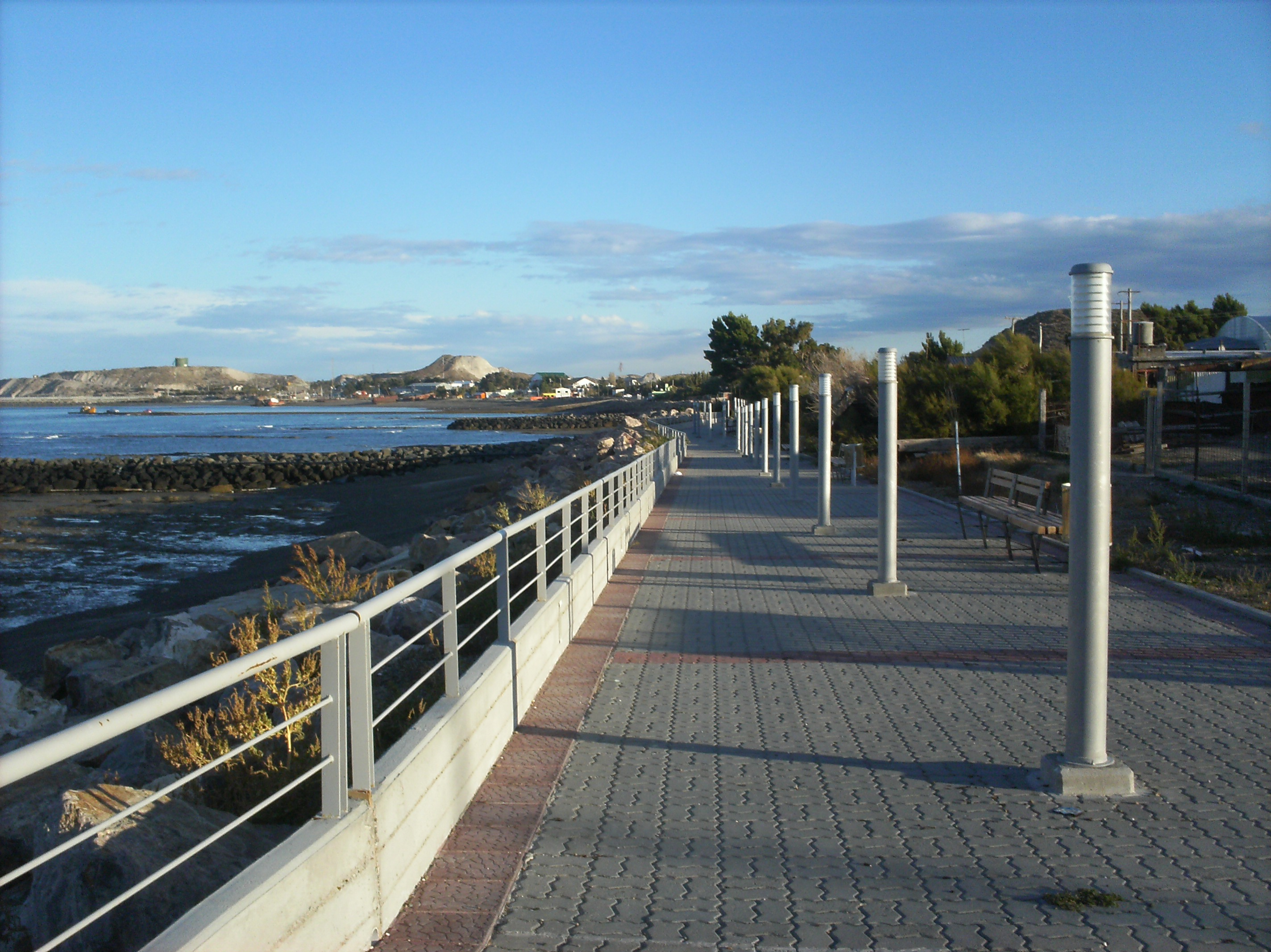
El nuevo paseo del barrio portuario en dirección al muelle pesquero. Obsérvese la iluminación.

Caleta es uno de los barrios más turísticos de Comodoro, en sus tardes y noches de feriados y de fines de semanas se puede disfrutar de eventos artísticos, ferias y restaurantes. El desarrollo de la actividad turística llevó que entre 2009 y 2010 se construyera un paseo costero, único en la capital petrolera.
Faro San Jorge: puesto en servicio en 1925, posee una torre prismática de hormigón de 27 m. Es una esplendorosa obra arquitectónica, rodeada de paisaje natural, próximo a la costa se observan bellas playas y el farallón del faro, situado a pocos metros de este. Las cercanas Caleta Olivares y Caleta Córdova completan el recorrido. El faro abre sus puertas para quienes desean subir a su mirador y disfrutar de los paisajes que brinda hacia el mar, farallón y hacia la ciudad.

##### Museos de Comodoro Rivadavia

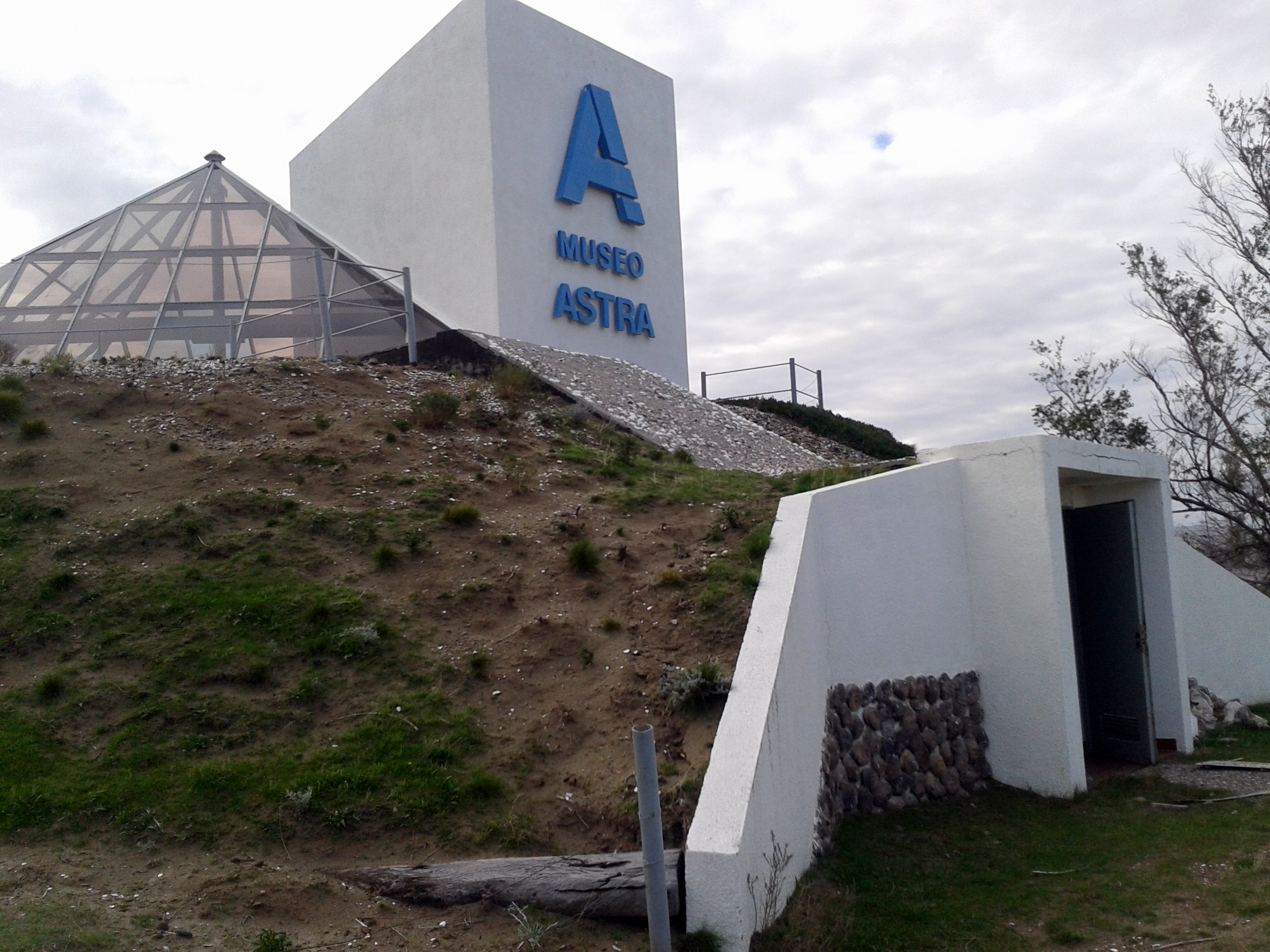
El museo Astra, hoy abandonado sobre la ruta

Muchos de los museos son patrimonios de la ciudad, como el de la exestación del F.F.C.C (hoy Patrimonio Histórico), el Museo Nacional del Petróleo (Patrimonio Histórico) y el Chalet Huergo (Patrimonio Histórico).
- Museo Histórico Militar Fortín Chacabuco de "kilómetro 11": muestra de armamentos de las campañas y expediciones libertadoras, uniformes y documentos, narran la historia del regimiento de infantería Mecanizada 8. Allí también, los monumentos al General O'Higgins, a los caídos en la Gesta de Malvinas]y al soldado Falucho.
- Museo Ferroportuario: ubicado sobre el microcentro funciona en la exestación del F.F.C.C, más precisamente en la planta alta de la exestación de trenes se emplaza este museo. Dispone de 6 salas de exposición, imágenes digitales, cuadros y objetos patrimoniales. Reserva un área destinada al archivo histórico portuario, con el fin de catalogación, clasificación y disposición de sus fondos documentales. Fue declarado de interés histórico nacional por la ley N.º 24798 en 1997 y tiene protección de en torno a través del proyecto museo Ferroportuario, que contiene sitios importantes a preservar como la torre de agua, casa de bomba, usina, taller, plataforma de giro de locomotoras, galpones de almacenamiento y plazoletas lindantes. Sitios que guardan la historia local.
- Museo Paleontológico Astra: a 20 km al norte del centro de Comodoro y ubicado en frente de la localidad de Astra, sobre Ruta Nac. N.º 3. Alberga una muestra interior paleontológica de invertebrados y vertebrados; y en el exterior equipos y herramientas utilizadas en la actividad petrolera, en los años 1917, por la empresa Astra.

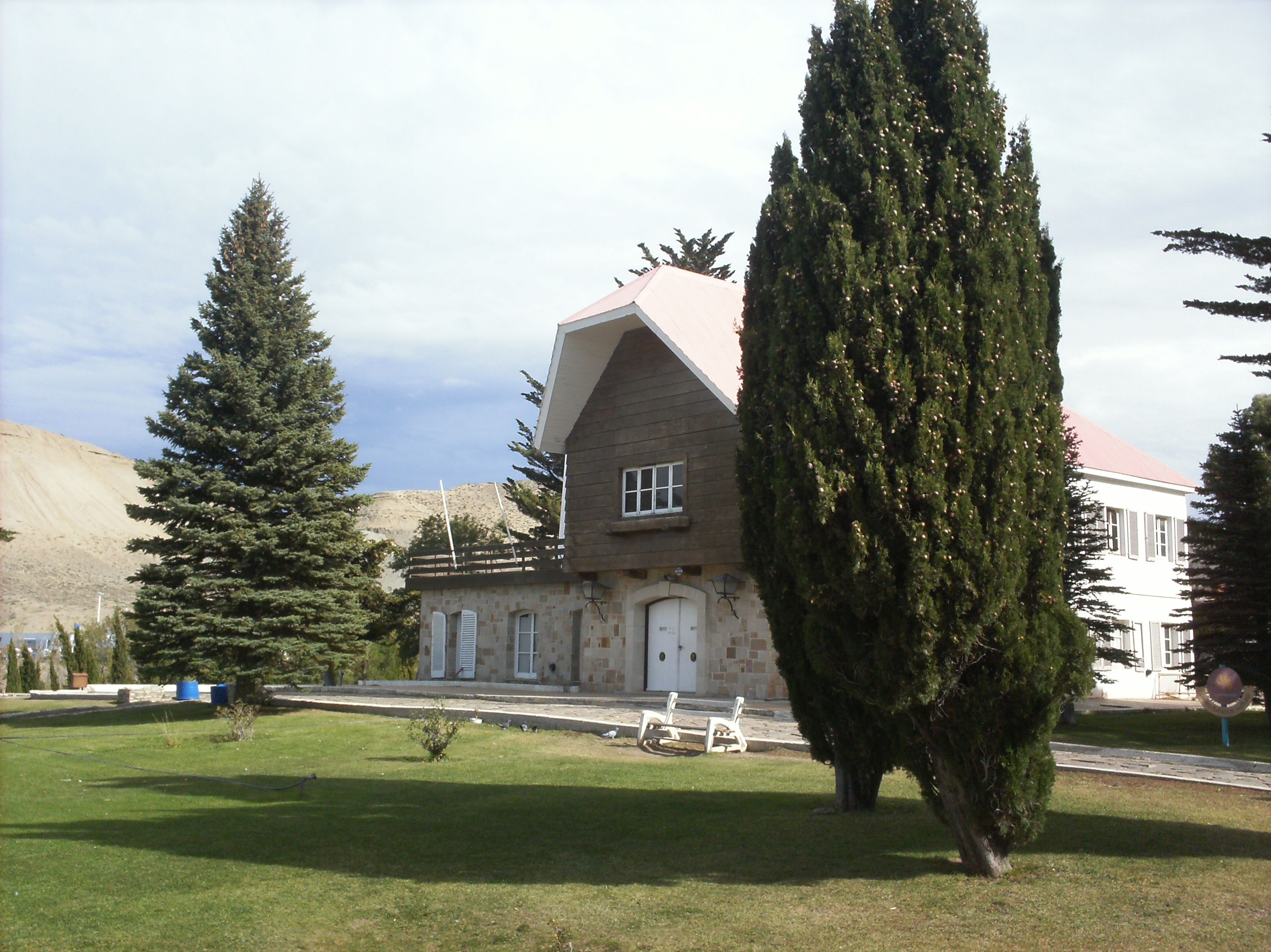
El antiguo edificio del Chalet Huergo, en kilómetro 3.

- Chalet Huergo: situado entre los barrios centro y kilómetro 3. Es una construcción que data de 1919 y fuera modernizada en 1941. Fue centro de huéspedes, de recepciones y lugar de residencia temporaria de importantes personalidades desde 1920 hasta la década de 1960. Testigo del esplendor político y petrolero que vivió esta zona; hospedó embajadores, periodistas, políticos y autoridades vinculadas con la ex empresa estatal YPF, entre ellos el general Mosconi. Pasó a la municipalidad en 1995 y en 2003 fue abierto al público. Asimismo por la ordenanza 8830/07, el edificio y su entorno fueron declarados patrimonio histórico comodorense.

Actualmente, es un paseo turístico-cultural, centro de exposiciones, parque temático en sus jardines que brindan un parque de 5 hectáreas, con un mirador emplazado en el acantilado del talud del Cerro Chenque. Contiene un museo que exhibe salas con mobiliario original, objetos y fotografías referentes al edificio, YPF y su historia. También cuenta con un área de investigación y archivo digital de imágenes, a fin de recuperar la historia de la ciudad.
- Museo Nacional del Petróleo: considerado un Museo de Sitio, construido por YPF, en 1987 en pleno centro del "Barrio kilómetro 3", en torno al histórico Pozo N.º 2, del 13 de diciembre de 1907. Se exhiben en su interior las fases del origen del Universo, aspectos geológicos y paleontológicos, documentación histórica de la empresa estatal y las etapas desde exploración, hasta la comercialización del petróleo. En sus jardines, valiosas piezas, tales como maquinarias, equipo y herramientas, de principios del siglo XX. Es considerado uno de los tras más grandes del mundo, en lo referente a su contenido, junto al de Rusia y Estados Unidos. Está administrado por la Universidad Nacional de la Patagonia San Juan Bosco.
- Museo Regional Patagónico Profesor Antonio Garcés: ubicado en el centro, sobre avenida Rivadavia de Comodoro Rivadavia, en el edificio que antiguamente fueran los baños públicos de la ciudad. Posee el prestigio de ser el primero de los museos patagónicos, al ser fundado en 1948 por el visionario Profesor Antonio Garcés. Brinda información sobre geología, paleontología, arqueología, flora y fauna patagónica, culturas originarias, instrumentos autóctonos y primeros pobladores.
- Archivo histórico Municipal: Acervo Municipal que resguarda documentación de valor histórico. Dispone de expedientes municipales desde 1905, registro de defunciones, disposiciones y resoluciones municipales desde 1914, bibliografía sobre la historia de Comodoro de investigadores locales, revistas de ediciones patagónicas de carácter históricos y fotografías desde 1920.

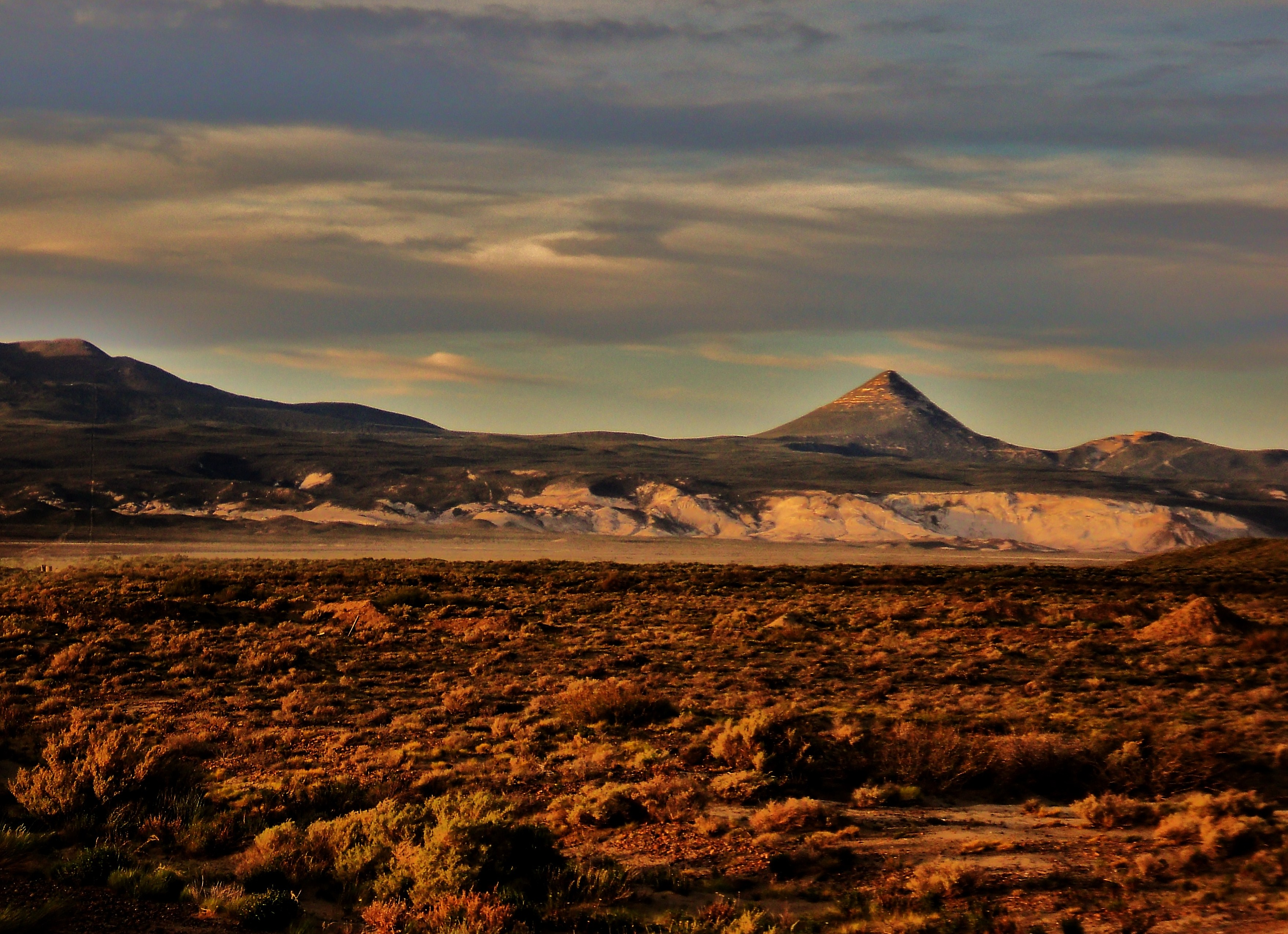
El Pico Salamanca en las inmediaciones de la ciudad, al frente del pico la Pampa Salamanca.

##### Playas
- Playa Costanera: se caracteriza por ser de canto rodado y sectores reducidos arenosos. En verano se utiliza como balneario. La existencia del puerto como resguardo al oleaje del mar posibilita la práctica de deportes náuticos durante todo el año. Posee acantilados que rondan los 60 metros de altura, que le dan una peculiar belleza. Próximo a la costa se encuentran buques atracados, restaurantes y un club náutico.
- Playa kilómetro 3: se distingue por ser de canto rodado en su totalidad y por tener fuerte oleaje y mareas altas. Goza de Actividades balnearias, náuticas y pesca.
- Playa kilómetro 4: a escasa distancia de la ciudad universitaria y de la playa de kilómetro 3, se aprecia una playa muy tranquila. Es una zona de acantilados bajos y canto rodado. Se utiliza para la pesca y la recolección de moluscos.
- Restinga Alí: se encuentra ubicada en cercanías a la localidad de Restinga Alí. Es una playa accidentada, rodeada de acantilados medianos de arcillas blancas y de cerros que penetran el mar, tal es el caso de Punta Novales. La playa suele ser visitada por familias enteras que recolectan carnadas y frutos del mar. Presenta arena fina y algo de canto rodados.
- Caleta Córdova: está en proceso de recuperación debido a que fue dañada por el derrame petrolero del 26 de diciembre de 2007, causado por el buque Presidente Illia, en la monoboya de Caleta Córdova.[109] Posee playas de canto rodado muy fino, casi arena, fauna silvestre y poca urbanización.

#### Fiestas y eventos importantes

##### Aniversario de fundación de Comodoro Rivadavia

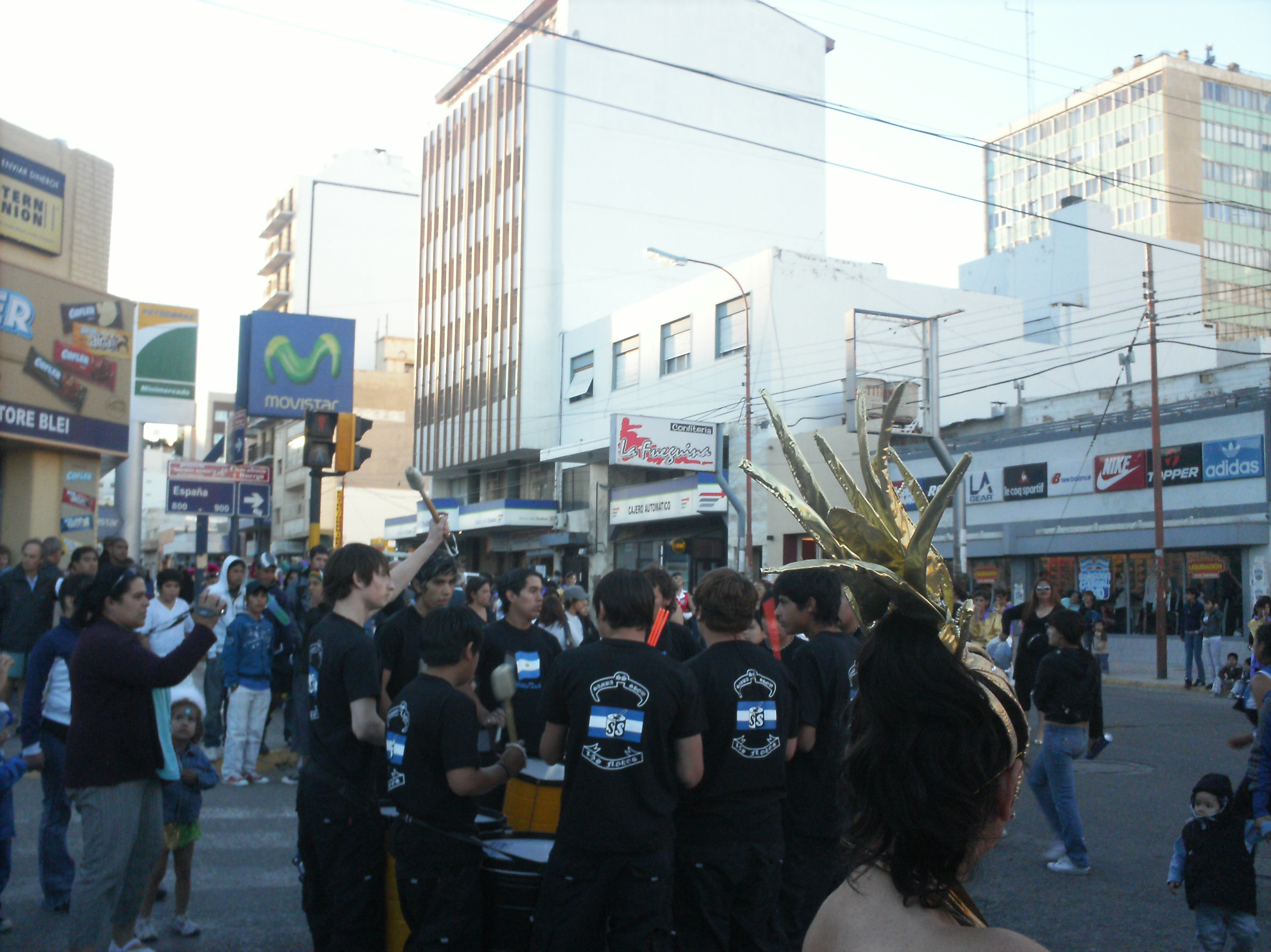
El carnaval que festeja el cumpleaños de la Capital del Petróleo. En inmediaciones el edificio Centro Catamarqueño de 7 pisos, el edificio con piel de vidrio Typac de 11 y, más atrás, el edificio la Muñeca con 9 pisos de altura.

Importante evento que se lleva a cabo para conmemorar aquel 23 de febrero de 1901 en que se fundó la ciudad; se realizan eventos musicales con importantes bandas, murgas, actos públicos y la visita de personalidades reconocidas del ámbito de la música, deportes, política, etc. La fiesta del aniversario número 109 del año 2010 fue parcialmente cancelada por el alud que afectó a la ciudad. Desde principios de este nuevo siglo, Comodoro Rivadavia revive la Fiesta del Carnaval, retomando una costumbre que la ciudad había perdido hacia fines de 1950.

##### Feria del Libro de Comodoro Rivadavia
Cuenta con 13 ediciones en la ciudad, es decir se realiza sin interrupciones desde 1995. En 2009 la 14.ª presentación tuvo que suspenderse por crisis económica, que llegó a suspender también la Feria del Libro Infantil y Juvenil de Buenos Aires. los costos que ocasionó la problemática mundial de la Gripe A en cuanto a días no dictados de clases. Además no se tuvo el apoyo de las editoriales para la presencia de autores nacionales y por si fuera poco se suma la falta de espacio adecuado para albergar una actividad que se divide en la necesidad de tres espacios, un lugar para los stands, otro cerrado para las presentaciones de libros y conferencias y uno más para el escenario, donde se suceden diferentes actividades artísticas. Lugar carente para comodoro hasta terminar el predio ferial. La feria realiza, entre otros eventos:
- Presentación de escritores nacionales y locales.
- Oferta de libros locales.
- Oferta de libros naciones de todo tipo.
- Eventos musicales.
- Puesta en escena de obras teatrales e infantiles.
- Concursos literarios entre distintas escuelas y aficionados.[111]

##### Fiesta Nacional del Descubrimiento del Petróleo

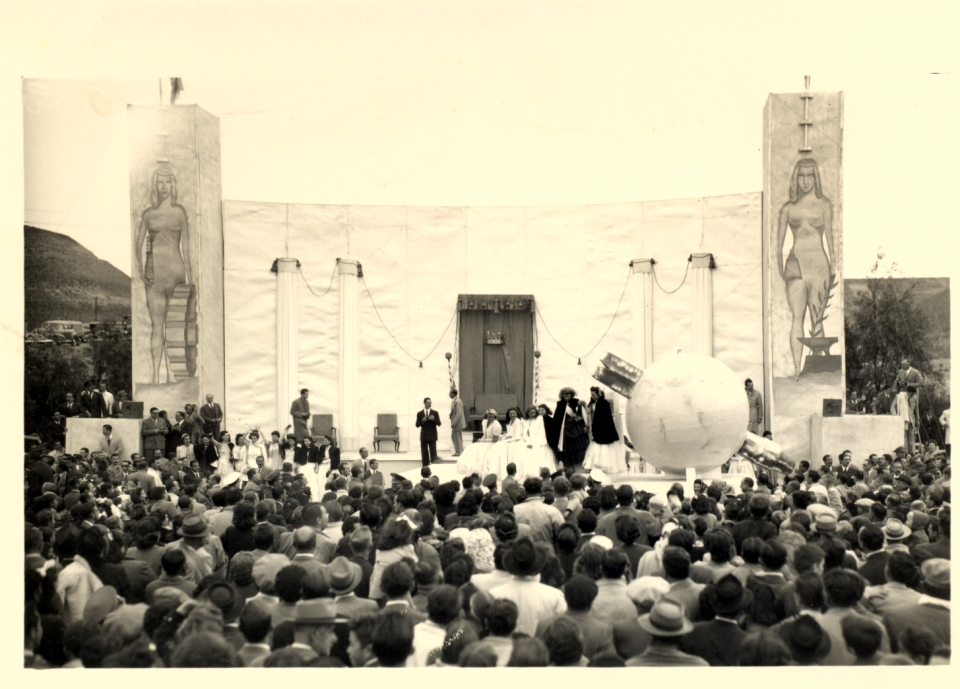
Primer escenario de la Fiesta Nacional del Petróleo, Comodoro Rivadavia

También conocida como Fiesta Nacional del Petróleo, es un evento que se realiza el 13 de diciembre. Su objetivo es recordar el descubrimiento en 1907 del petróleo en Argentina, en el entonces pequeño pueblo. El evento citaba a las más bellas para la elección de la «Reina Nacional del Petróleo», actos políticos y culturales. La fiesta inició como una competencia entre las varias petroleras que había. Competían extrayendo petróleo, con los clubes de fútbol que había en cada una de esas comunidades y a partir de 1947, con la competencia de sus mujeres. La gran fiesta comodorense comenzaba con sus preparativos a partir de diciembre y la organización general estaba a cargo de la petrolera estatal YPF. Los clubes de los campamentos petroleros organizaban bailes y allí se sumaban las jóvenes y entre todos los concurrentes se elegía a quienes querían que fueran sus representantes. Una vez elegidas, las actividades continuaban hasta el mes de diciembre con bailes en los diferentes cines de las empresas, donde se presentaba a las candidatas. Cuando llegaba el día de la gran final se realizaba una misa frente al Club Huergo; todas las carrozas con sus candidatas desfilaban y luego en el estadio de YPF se realizaba la ceremonia de coronación.
En tanto, la fiesta sufrió importantes cambios entre 1947 y la mitad la década del 60. En un principio para las mujeres participar de esta ceremonia era acceder al espacio público, también tenía una vinculación fuerte con la asociación que se representaba, ya fuera étnica o club y esto generaba un gran valor comunitario. Sin embargo, a partir de 1965 y hasta 1970 aproximadamente, las candidatas en ocasiones eran estudiantes universitarias y representaban a los centros estudiantiles, cerrando así un ciclo de sus vidas. Finalmente, en la década del 70 y a partir del Proceso de Reorganización Nacional se perdió todo sentido comunitario y las presentaciones eran individuales, por lo que desapareció así la pertenencia identitaria de antaño.
En 2007 al cumplirse 100 años del descubrimiento del hidrocarburo, la presidenta Cristina Fernández hizo mención especial para Comodoro y acuñó una moneda de $2, muy usada en la región.
El último llamado a inscripción se realizó en 2019 en la página de la municipalidad. Algunos requisitos fueron: ser argentina, estatura mínima de 1.65 m, edad de 16 a 21 años, ser soltera y sin hijos, estudiante regular o secundario finalizado, no haber sido Reina Nacional, disponibilidad horaria y certificado de buena salud.
El golpe de gracia que hizo perder a la fiesta su espíritu vino en 2020 cuando el municipio se sumó a la campaña nacional “Ciudades sin reinas” con el argumento que este tipo de concursos basados en la belleza física, generaban estereotipos y discriminación.

##### Fiesta de las Colectividades

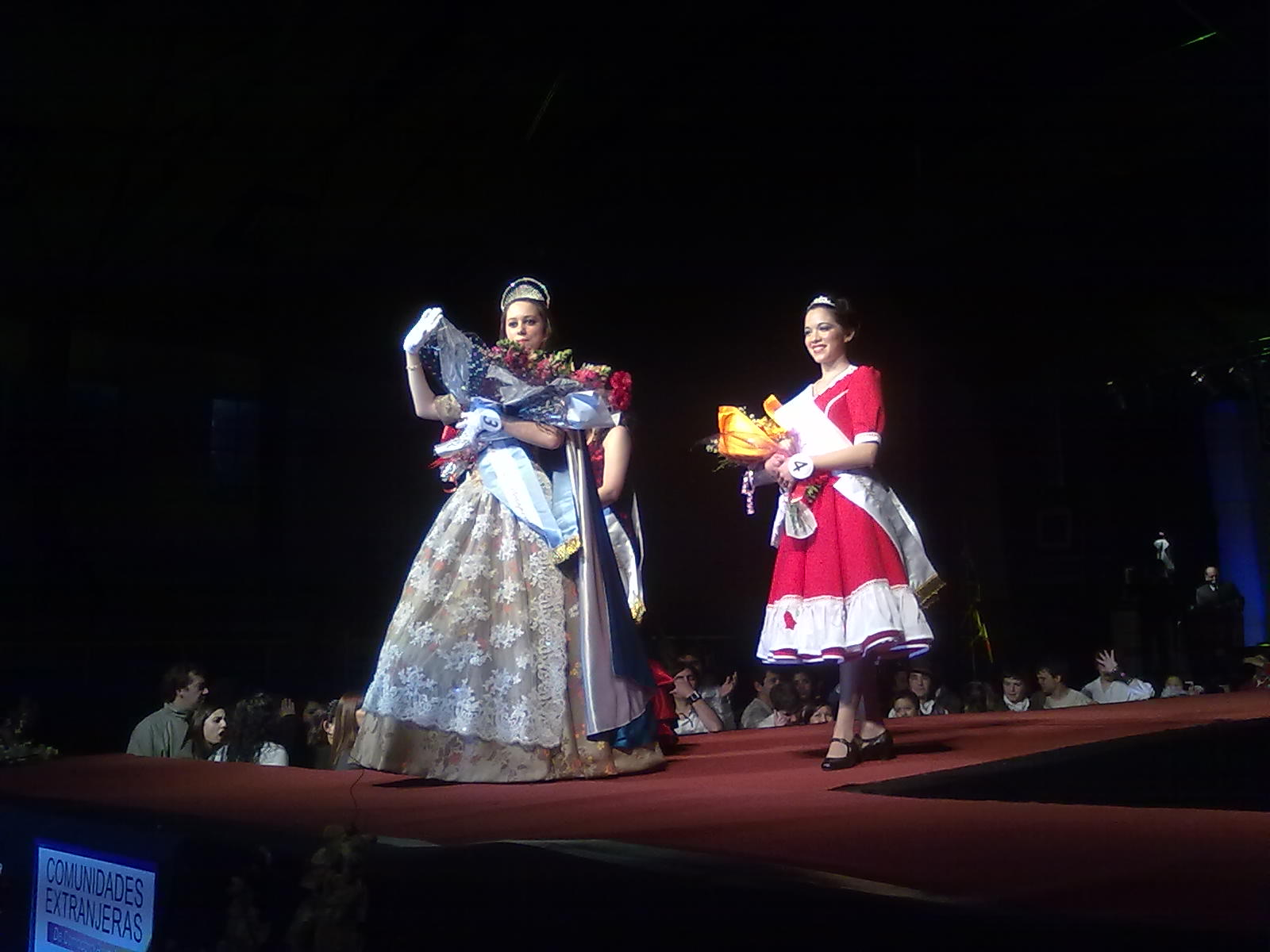
La elección de la reina nacional de las comunidades extranjeras tras coronar a la reina y princesas de 2010.

Organizada por la Federación de Comunidades Extranjeras, se celebrada desde fines de agosto hasta el 16 de septiembre, es hoy un verdadero reconocimiento al arraigo de aquellos pioneros y un agasajo anual al ensamble cultural que las distintas corrientes migratorias consiguieron. Engloba una serie de fiestas y eventos artísticos como bailes exóticos, obras teatrales; cocina típica extranjera, una completa feria de productos artesanales exóticos y locales de elaboración propia. La prevalencia y la fuerza del evento a lo largo de la historia hizo que en 2004 el Senado argentino declare de interés nacional a la feria. Además, esto fue ratificado en 2013 cuando el Congreso de la Nación Argentina declaró a Comodoro Rivadavia "Capital Nacional de las Colectividades Extranjeras". En 2009 se realizó su edición número XXII, con la participación de 21 asociaciones de inmigrantes: Asociación Española, la Asociación de Irlando-Escoceses, Croatas, Sudafricanos, Búlgaros, Griegos, Exsoviéticos, Casa de Andalucía, Bolivianos, Alemanes, Vascos, Brasileños, Chilenos, Italianos, Paraguayos, Centro Gallego, Portugueses, Árabes, Polacos, Checos y Eslovacos y Asturianos.
El evento engloba una serie de fiestas entre las que se destacan:
- Reina Nacional de las Colectividades: En 2009 pasó de reina provincial al reconocimiento nacional. En la fiesta se exhiben las reinas y princesas de las colectividades elegidas y despedida de la reina y princesas del año pasado, en una fiesta popular celebrada el 28 de agosto en el Club Huergo, o días similares de fin de mes.
- Fiesta de la Alegría: en el mismo lugar, en Noche de Gala, se da la fiesta de presentación de los cuerpos de danzas de cada colectividad. Presentándose el Coro de Comunidades Extranjeras.
- Festival Infantil: El domingo en el gimnasio del Club Huergo se realiza con la actuación de los grupos de danzas infantiles de las distintas asociaciones. Esta vez, la temática es el carnaval de los niños.[118]
- Conmemoración del día del inmigrante: el viernes 4 Día del Inmigrante, se realiza el acto conmemorativo en el Chalet Huergo, donde los comodorenses y radatilenses se reúnen a homenajear a sus antepasados.
- Desfile de las colectividades: el sábado siguiente se concreta el desfile en las calles céntricas de la ciudad y que termina en la Plaza de las Naciones, donde las colectividades muestran el anticipo de la feria de colectividades, sus miembros y tradiciones.[119]
- Fiesta central de las colectividades: en los tres días que dura la fiesta, participan aproximadamente más 15.000 personas, entre los que se destaca la gran cantidad de adolescentes y familias completas que llegan al inmenso salón del liceo militar los 11, 12 y 13 de septiembre.[120]

##### Exposición anual rural
Realizada por la Sociedad Rural de Comodoro Rivadavia cuenta con 73 exposiciones concretadas y es una cita convocante para quienes se avocan a la cría equina, ovina, bovina de la región. Se realiza en el predio de la entidad rural y es la única exposición ovina que trae a un jurado desde Australia para evaluar las mejores calidades. Este importante evento entrega el premio «San Isidro Labrador», distinción todos los años al peón, técnico y productor rural.

## Deportes

### Atletismo
La Federación de Atletismo del Chubut nació en Comodoro Rivadavia en 1945. En 2009 el valle de Chubut, se apoderó de esta institución comodorense, pasando su sede principal a Rawson ese mismo año. Como reacción ante el despojo y el vacío que quedaba se funda al poco tiempo la Asociación de Atletismo del Sur Chubut, erigida donde estaba la anterior institución y con sede en esta localidad. En la ciudad se desarrollan importantes eventos atléticos, entre ellos, la reconocida maratón de Crónica, el evento atlético más importante del sur. Otros de las competencias destacadas son los juegos evita y el Gran Prix de Atletismo Camino a Crónica, triatlones, maratón Comodoro-Rada Tilly y duatlones.

### Judo
Tiene un importante peso en Comodoro, dada que se encuentran muchos clubes sumidos a su enseñanza y los gimnasios municipales desarrollan esta disciplina que cobró importancia desde la clasificación obtenida por Alejandro Arocena y Gabriel Cámpoli, década del "80, quienes intervinieron en un Campeonato Panamericano en la Ciudad de México (1987). Alejandro Arocena, además, gana la mara dorada otorgada en el Círculo de Periodistas Deportivos y Gabriel Cámpoli recibe el Galardón de Deportista del Año del Municipio. Otro atleta destacado es Cristian Caballero quien se consagró campeón argentino en su categoría, pasando todos los topes, luego consiguió un tercer lugar en el Campeonato Panamericano de Judo desarrollado en Santiago de Chile. Por sus notables logros y con 16 años logró ahora ser convocado el Campeonato Mundial de Budapest. En lo femenino Nadia Bravo obtuvo un quinto puesto en la Copa del Mundo en categoría 52 kg Sénior. Lo que le posibilitó por primera vez adicionar puntos para el ranking mundial, que suma para entrar luego a los Juegos Olímpicos. Oritia González consiguió la medalla de bronce en los IX Juegos Sudamericanos Odesur Medellín 2010, quedando así a un paso de los juegos olímpicos.
Hoy el judo de Comodoro Rivadavia creció de manera exponencial, los resultados son tan buenos que los viajes se suceden a nivel nacional e internacional.

### Fútbol

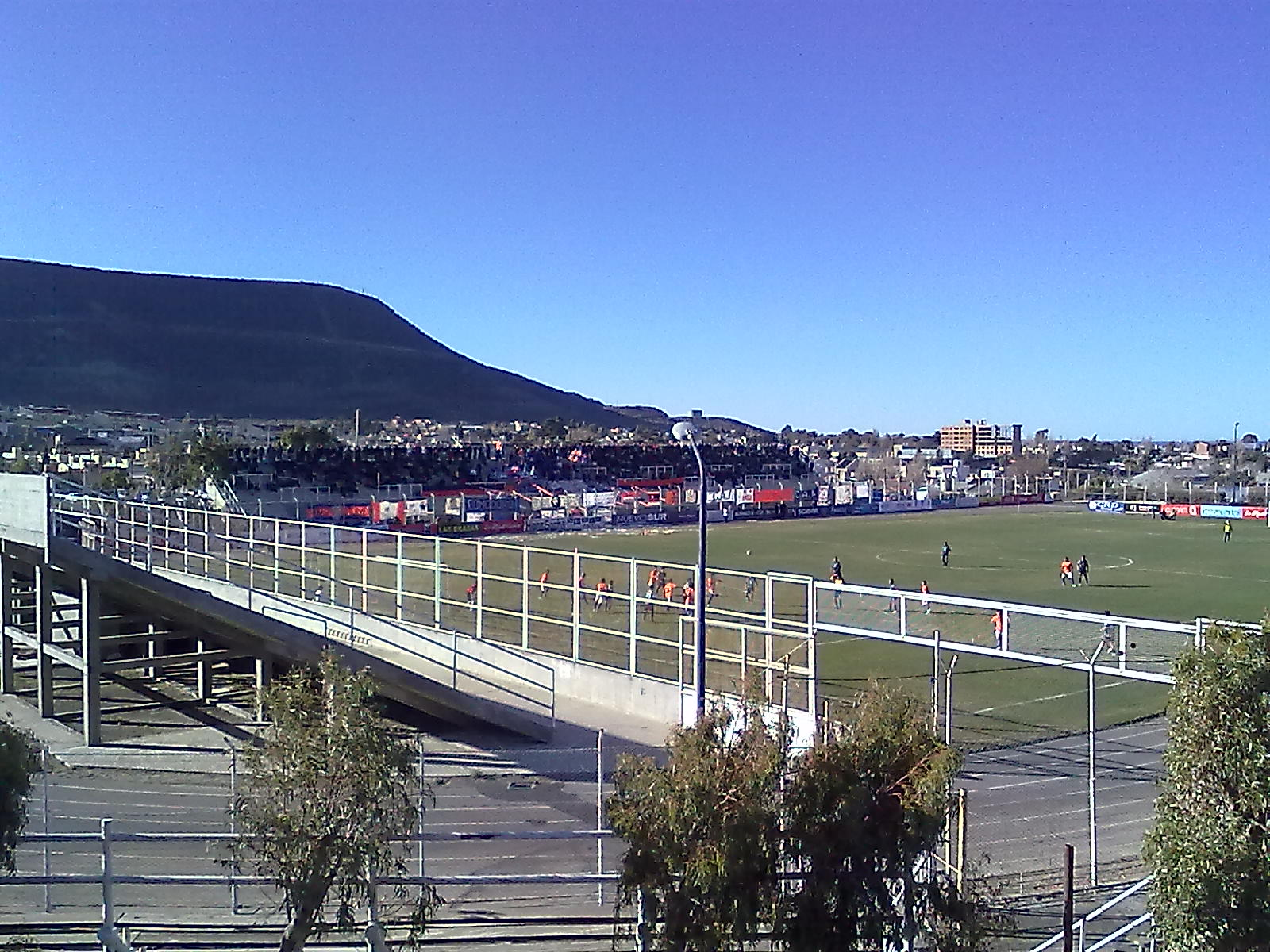
El estadio municipal de Comodoro Rivadavia en un encuentro de la CAI contra Defensa y Justicia. Posee capacidad para 15.000 personas.

El club más importantes es el Club Atlético Huracán (Comodoro Rivadavia) que llegó a jugar en la máxima categoría del fútbol argentino en 1971, 1974 y 1976, este último su mejor participación. Hoy se halla disputando Torneo Argentino B junto al Club Atlético Jorge Newbery que es el otro club más importante de Comodoro, siendo este el clásico de "El Globo". Durante el 2008 el Club General Roca, a partir del alquiler a la cadena Carrefour de parte de su predio, logró ingresos que le permitieron adquirir infraestructura, vehículos y próximamente la parquización de su cancha.
La C.A.I. (Comisión de Actividades Infantiles), club que desde 2002 hasta 2011 representó a la ciudad y la Patagonia en la Primera B Nacional, fue el primer club patagónico que más tiempo permaneció en la segunda división del fútbol argentino. Dispone de un predio llamado La Mata con césped y parquizado, dos canchas de fútbol 5 y numerosas sedes en las ciudades más importantes de Patagonia y Córdoba. Llegó a estar entre los primeros en distintas oportunidades, pero también a disputar su permanencia en promociones. En 2011 descendió al Torneo Argentino A, y al año siguiente sufrió un nuevo descenso, esta vez al Torneo Argentino B. En el año 2013 retornó al Torneo Argentino A pero en 2015 volvió a descender, para integrar el nuevo Torneo Federal B junto a Huracán.
Todos estos equipos participan del Torneo Oficial A de Comodoro Rivadavia o su sección Oficial B y C. Ambos aglutinan equipos de Zona sur de Comodoro (Huracán, Portugués, Newbery, C.A.I., General Roca), de barrios que fueron localidades aglomeradas a la ciudad petrolera como Palazzo (del barrio homónimo), Caleta Córdova (del barrio homónimo), Tiro federal (kilómetro 3), General Saavedra (del Barrio mismo), Ferro y Usma (de kilómetro 5), Ciudadela (del barrio mismo), Oeste Juniors (barrio Sarmiento), Argentinos Diadema (Diadema Argentina), Laprida (del barrio homónimo). También reúne a localidades de la Zona Sur del Chubut como Rada Tilly (de la misma villa) y Sarmiento (de Colonia Sarmiento).
En el estadio Municipal de Comodoro Rivadavia se llevan a cabo los encuentros más convocantes, como los de la C.A.I. y el súper clásico local entre Huracán y Newbery.

### Rugby
Comodoro Rivadavia tiene muchos equipos con estructuras considerables como Calafate R.C., Portugués, Chenque R.C. o Comodoro R.C., que posee su cancha en Astra. Estos equipos forman parte de la Unión de Rugby Austral y participan en el Torneo Regional Patagónico y el Torneo Austral de Rugby, el certamen más importante del deporte en la Patagonia que organizan la Unión de Rugby Austral y la Unión de Rugby del Valle de Chubut. Además los equipos de la Unión conforman una selección que participa en categorías de ascenso del Campeonato Argentino de Rugby.

### Carrovelismo
Junto con Rada Tilly se dispone de playas aptas para su desarrollo, debido a que el viento suele ser constante y la acción de la marea aplana la arena, dejándola lisa y firme a modo de calle. Estas son famosas en el mundo por sus condiciones geográficas de acantilados y llanuras de arena, que las hacen perfectas para desplegar las velas. Comodoro y Rada Tilly fueron sede del Mundial de Carrovelismo en 2008, teniendo ambos ciudades el privilegio de desarrollar este evento en Sudamérica. Diversos países de todo el mundo vinieron a disfrutar de esta playa y estos fuertes vientos, que en la mayoría de los días ayudó a que el Mundial se efectúe con mucha satisfacción.

### Pesca
Comodoro cuenta con excelentes playas y gente que hace este deporte muy popular como la peña "El enganche II" y "el pique".

### Básquet

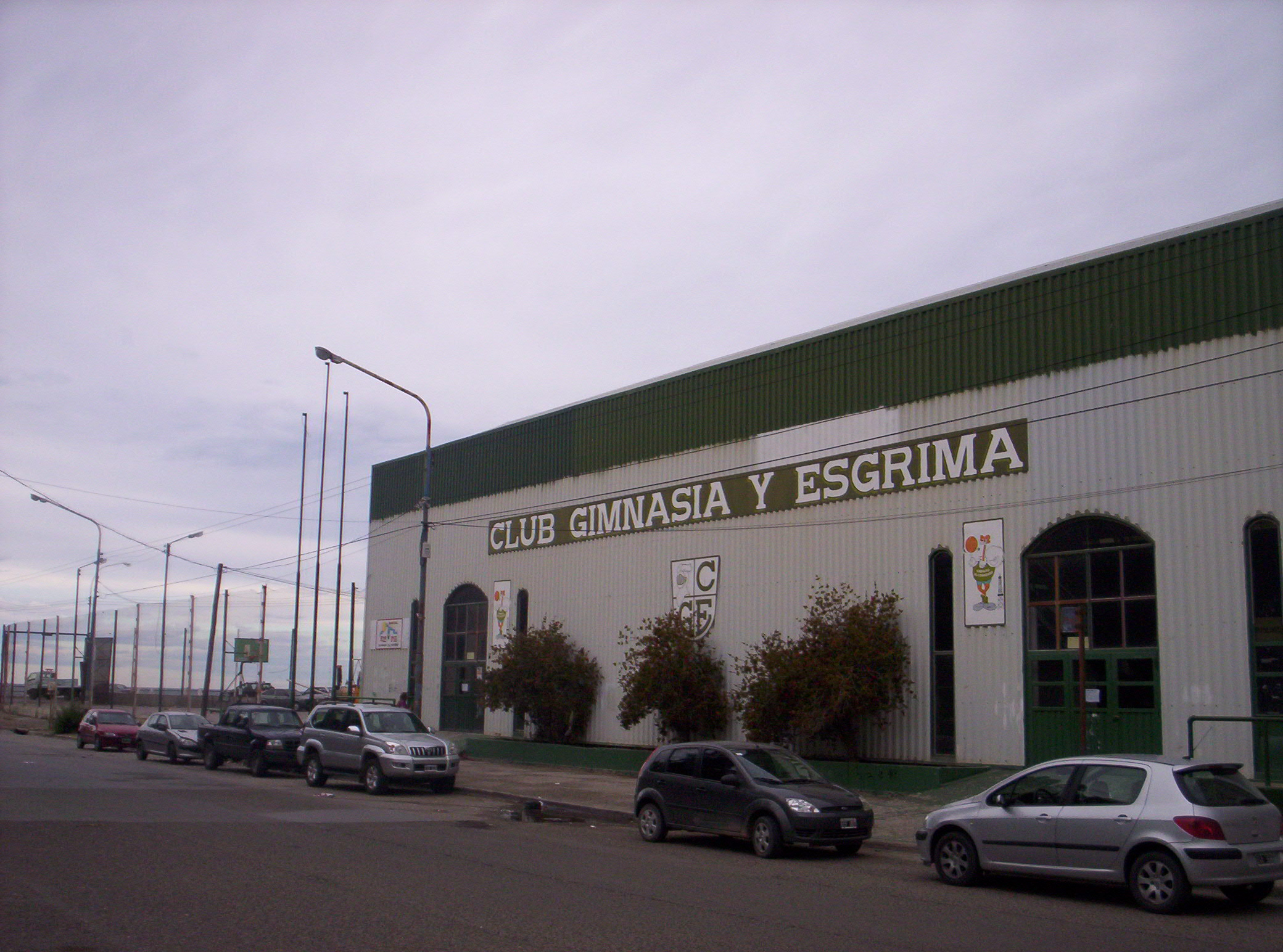
El estadio de Gimnasia de Comodoro, el más importante de la región por los encuentros transcendentales del equipo.

En la ciudad existen varios clubes dedicados a este deporte entre los cuales el más destacado e importante es Gimnasia y Esgrima (Comodoro Rivadavia), posee un estadio propio denominado «Socios Fundadores», uno de los más importantes de la ciudad, por su historia y capacidad de 3453 espectadores con plateas para 1181 hinchas y populares con 2272 lugares. Se consagró campeón de la Liga Nacional de Básquet 2005-2006, título que no tiene equiparación en la región y sin dudas es el más importante de la ciudad, a lo largo de sus participaciones 2.º, 3.º y 4.º puestos en la Liga Nacional. Estos hechos lo convierten en el club de básquet más importante de la región. Además en sus participaciones internacionales obtuvo: subcampeonato del Campeonato Sudamericano de Clubes Campeones en 2004 y en Liga Sudamericana de Clubes 2.º puesto en 2001, mientras que en 2007 4.º puesto. En octubre de 2009 volvió a destacarse al coronarse subcampeón al perder por escaso margen de puntos la Copa Argentina, cuyo cuadrangular final se disputó en el gimnasio municipal de Trelew. En 2010 Gimnasia de Comodoro llegó al partido número 1000 en la Liga Nacional de básquet, un récord que solamente han alcanzado los históricos Atenas, Peñarol, Boca y Bahía Blanca Estudiantes, lo que convierte al club en unos de los más tradicionales de la liga.
Federación Deportiva y Petroquímica de Comodoro Rivadavia son otros de los clubes exitosos y prometedores de Comodoro.

### Boxeo
La Capital Nacional del Petróleo cuenta con numerosos estadios municipales, aproximadamente uno por barrio, pero el gimnasio más dedicado al deporte es cuestión es el N.º 1, es allí donde se desarrolla el Campeonato de Boxeo de los Barrios que engloba las categorías participantes de: Menores de 14 y 15 años. Juveniles 16 a 18 años. Mayores 19 años en adelante. Pesos: Mini mosca hasta 48 kg; mosca hasta 51 kg; gallo hasta 54 kg; pluma hasta 57 kg; ligero hasta 60 kg; superligero hasta 64 kg; walter hasta 69 kg; superwalter hasta 75 kg; mediano hasta 81 kg y supermediano hasta 91 kg. El mejor boxeador es Héctor David Saldivia, conocido como el «Tigre Saldivia», es el actual campeón argentino de los welters y Fedelatin, ahora situado en el quinto en la AMB, en las 147 libras (66,68 kg). Tuvo una chance mundialista donde cayó por nocaut por la corona mundial en su peso en 2010.

### Futsal
También llamado fútbol de salón o fútbol 5. Este deporte es de los más exitosos y practicados en la ciudad. Importantes locales clubes obtuvieron puestos distinguidos en distintos campeonatos locales, nacionales e internacionales. Este deporte en la capital nacional del petróleo logró desde 1997 distinguidos títulos y colocaciones en el Argentino de Selecciones: la Selección Comodorense logró cuatro títulos (1999, 2001, 2004, 2005) y tres subcampeonatos (1997, 2003, 2006).
A nivel internacional el máximo título fue alcanzado en 2024 por Flamengo al coronarse campeón de la Intercontinental Cup 2024 en 2007 Casino Club en canchas de Comodoro Rivadavia se consagró campeón del Panamericano Sur disputado por equipos de país con equipos muy competitivos, consiguiendo ser uno de los pocos equipos argentinos que detentan tal título. En 2009 Casino Club logra el subcampeonato al caer en la final del Mundial de Clubes Campeones de Futsal. 
A nivel local entre los equipos más destacados están Escapes Nico, Lanús, Olimpo, Clear y Casino. También, hay diversos clubes por toda la ciudad que preparan todas las edades.

### Automovilismo
El Autódromo General San Martín es utilizado por las categorías más importantes del automovilismo argentino, como el Turismo Carretera, el Súper TC 2000 y el Top Race. Tiene una longitud de 4100 metros de cuerda y consta de 16 curvas y 4 trazados diferentes.

### Vóley
A pesar de ser un deporte relativamente nuevo la ciudad cuenta con el equipo Waiwen Vóley Club. En 2024 se consagró campeón del ascenso al derrotar a CER 5 en la final del Torneo Argentino de Clubes. Desde 2025 disputa la Liga de Voleibol Argentina 2024-25 como local en el estadio Socios Fundadores.

### Natación en aguas abiertas
La natación en aguas abiertas es un deporte cada vez más practicado en las costas comodorenses, durante todo el año. Principalmente en la Costanera y el Club Náutico YPF-KM3. Actualmente, se realizan anualmente múltiples competencias y travesías de natación en aguas abiertas, entre la que se destaca la fecha anual del calendario Nacional de Natación con Aletas, en el cual Lionel Herrera se ha destacado como subcampeón mundial en su categoría en el año 2017. En 2018, los nadadores Pablo Maccari, Andrés Moreno y Juan Manuel Diez Tetamanti unieron por primera vez a nado Rada Tilly con Comodoro Rivadavia; y en 2019 realizaron la expedición Comodoro Rivadavia-Caleta Olivia uniendo a nado ambas ciudades. En junio de 2023,el representante del club náutico YPF de Comodoro Rivadavia y único participante por Argentina Osvaldo E. Soria obtuvo en la ciudad de El Cairo .Egipto el tercer puesto en la prueba de 800metros superficie, en la 3.ª Copa del mundo Máster de natación con aletas, obteniendo así una medalla de bronce para Argentina.

## Aspectos culturales

### Educación

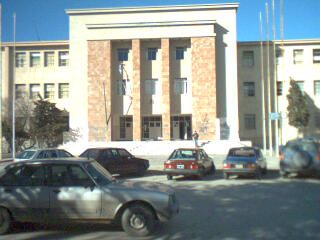
El colegio Perito Moreno, el primero de los colegios secundarios de la ciudad de Comodoro.

En Comodoro funciona la Universidad Nacional de la Patagonia San Juan Bosco, en esta sede el rectorado tiene asiento. Cuenta con una superficie edilicia de 30 000 m² cubiertos (más una ampliación de un edificio de aulas nuevo). La infraestructura de la UNPSJB funciona en la Ciudad Universitaria, situada cuatro kilómetros al norte del centro de la ciudad, funcionan los decanatos de Ingeniería, Ciencias Naturales y médicas, Humanidades y Ciencias Sociales y de Derecho. También, se cuenta con una la delegación de la Facultad de Ciencias Económicas. Se dictan carreras en las áreas de conocimientos vinculadas a estas facultades y funciona también el Colegio Universitario Patagónico (C.U.P.) dependiente de la Secretaría Académica de la U.N.P.S.J.B. La sede cuenta con 10675 alumnos (2021).
Desde 2013 el Conicet inauguró el Centro de Investigaciones y Transferencia de Chubut.
La Universidad Católica de Salta con su delegación complementa la oferta educativa, pero de modo limitado y a distancia.

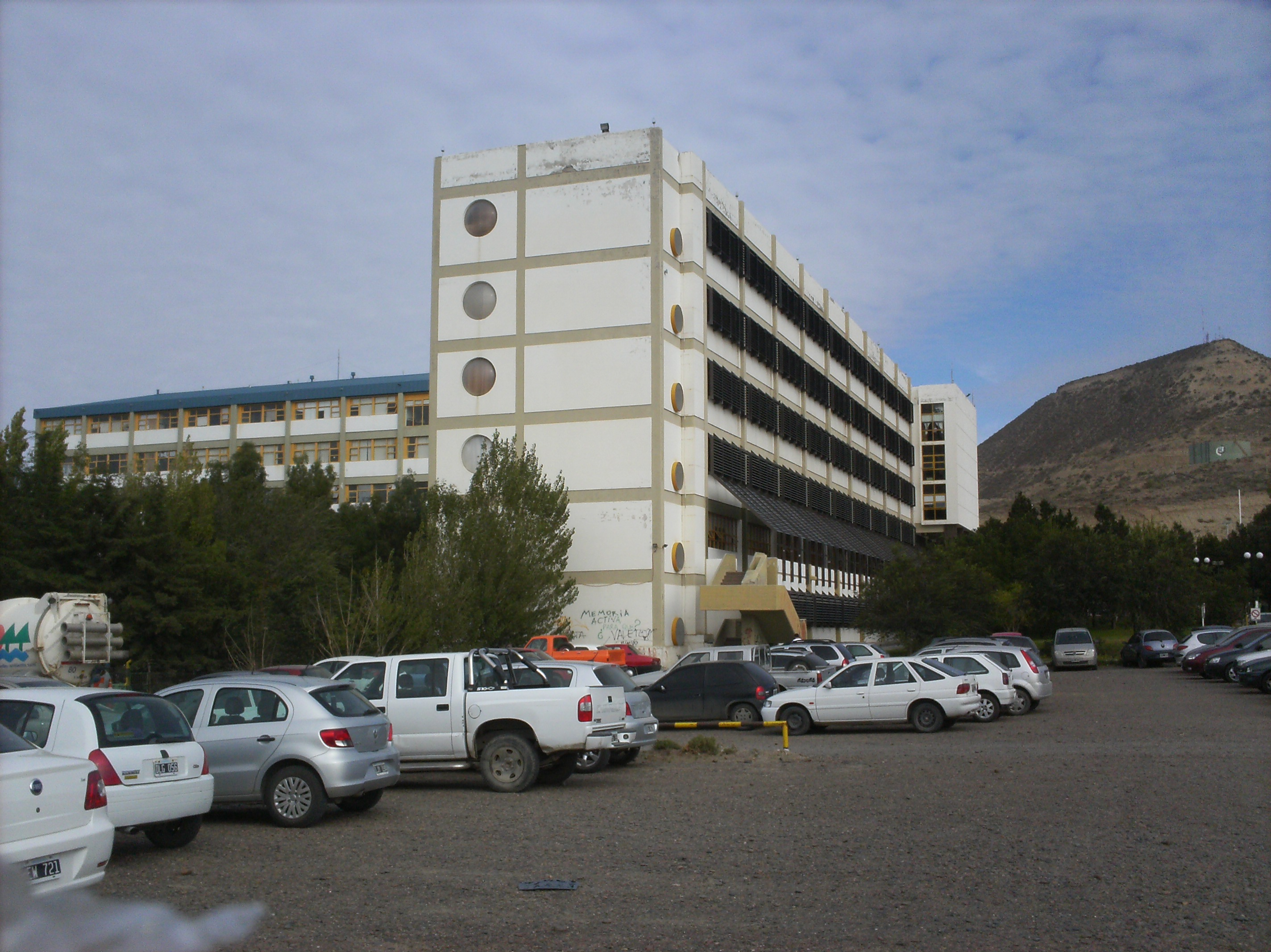
La sede principal de la UNPSJB con sus 2 cuerpos, conteniendo en el principal al CUP, de fondo el imponente cerro Hermitte.

Existen diversos establecimientos dedicados a carreras terciarias y universitarias como el C.E.R.E.T, la escuela del Petróleo y el Instituto de formación profesional
El aglomerado cuenta con una importante y completa infraestructura edilicia de colegios primarios y secundarios de índole públicos y privados. Entre los más destacados están:
- Los colegios religiosos salesianos: Domingo Savio, Dean Funes y María Auxiliadora, los más importantes colegios católicos de la ciudad.
- El único establecimiento militar educativo en la Patagonia: Liceo Militar General Roca.
- Los de índole evangélica como los colegios Adventistas.
- Los colegios públicos históricos y más importantes como: escuela 83, la primera de Comodoro; el Colegio Nacional Perito Moreno, el primer colegio secundario de la comunidad, la ex ENET N.º 1, primera escuela técnica; el CUP, colegio universitario patagónico y la escuela de Arte, la primera y única dedicada a este rubro educativo.
  - Los colegios privados más importantes como: Abraham Lincoln School, Leonardo Da Vinci y el Instituto Austral de Enseñanzas.

### Idiosincrasia comodorense

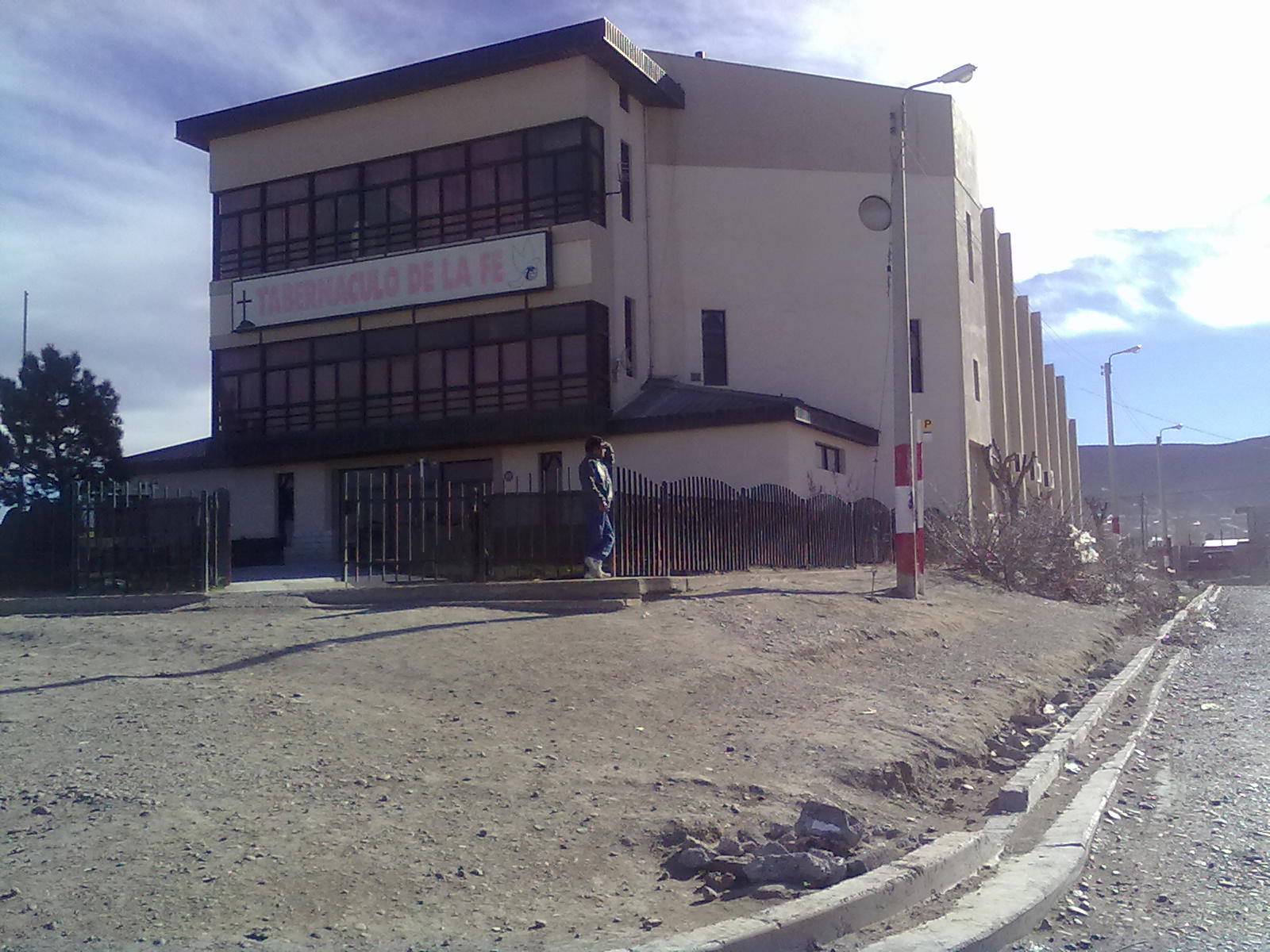
La iglesia evangélica Tabernáculo de la Fe, el edificio religioso con mayor capacidad del sur argentino.

El desarrollo de las distintas actividades, sobre todo económicas y sociales, convocó a habitantes de distintos puntos de Argentina, como así también de países extranjeros. Esta confluencia de circunstancias fue dándole a la población una particular fisonomía étnica y cultural. Uno de los hechos que marcaron la inmigración en esta zona fue el arribo de una colonia de bóeres, campesinos sudafricanos de ascendencia holandesa, que recibió asilo político en Argentina y recaló en estas tierras. Con el correr del tiempo y sobre todo con el descubrimiento del oro negro la ciudad recibió a españoles, portugueses, italianos, polacos, búlgaros, chilenos, galeses, brasileros, emigrantes internos y en los últimos años llegaron coreanos, bolivianos, paraguayos y dominicanos. Todos ellos fueron conformando y conforman esta particular idiosincrasia comodorense. Hoy Comodoro los recuerda con fiestas propias, monumentos, eventos culturales y estructuras propias destinadas a residentes y descendientes de estas colectividades .

### Religiones de Comodoro Rivadavia

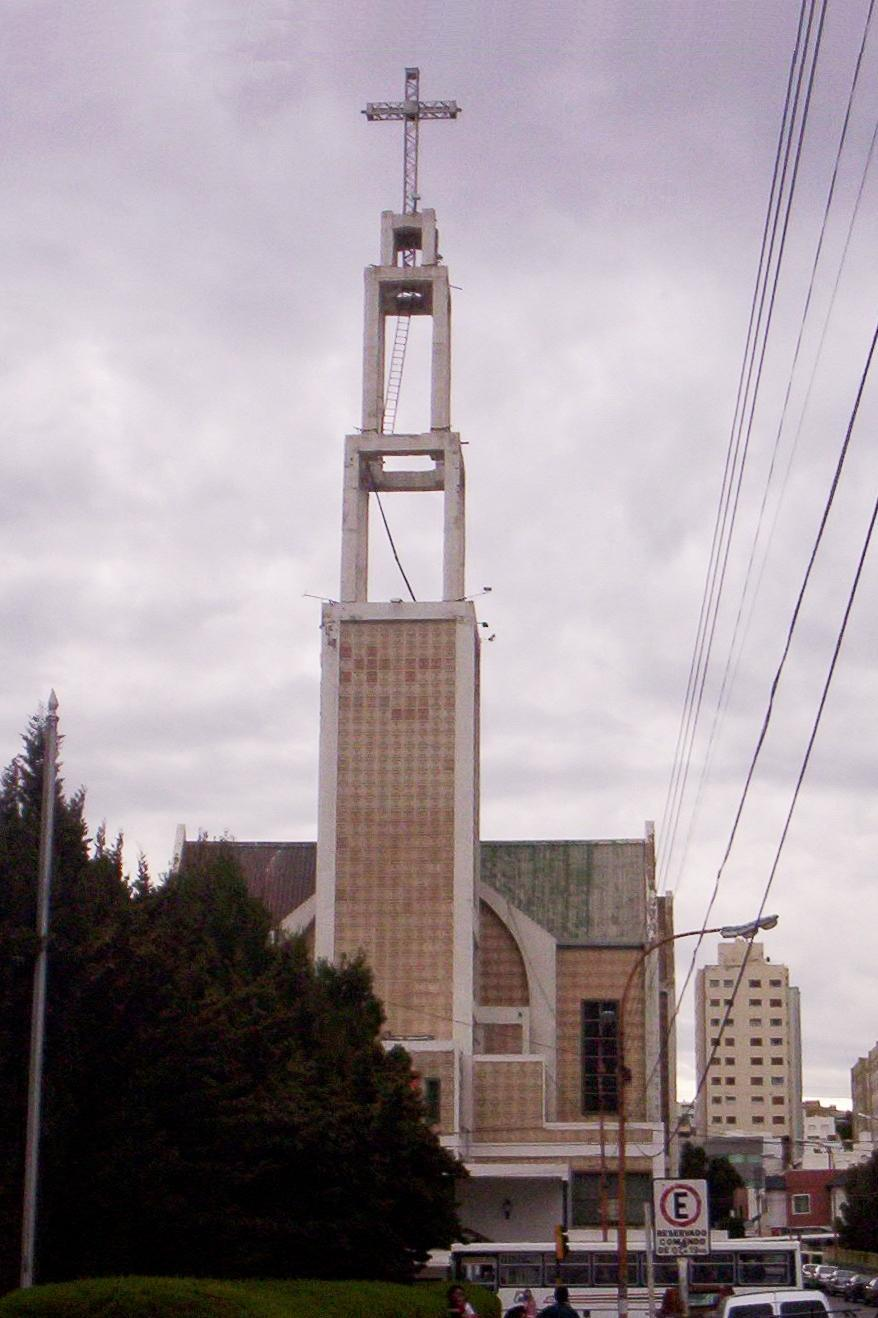
La Catedral de San Juan Bosco, la más importante de las edificaciones de la diócesis de Comodoro, imponente en la ciudad al ser la más alta, con 60 metros de altura.

La ciudad cuenta con edificaciones religiosos importantes para la región por su capacidad como el Tabernáculo de la Fe; o por su antigüedad; belleza o altura como la catedral de San Juan Bosco. La religión predominante, como en todo el país, es Católica. La ciudad es sede de la diócesis de Comodoro Rivadavia. De acuerdo a la información suministrada por la agencia de noticias religiosa AICA, en 2008, la diócesis de Comodoro Rivadavia cuenta con una población aproximada de 600.000 habitantes (comprende 234.000 km² de la Patagonia central) y sólo 46 sacerdotes (seculares y religiosos), siete de los cuales son ancianos, con 80 años o más, y algunos con problemas de salud. Esta situación creó vacíos pastorales, en tanto el cardenal Mario Bergoglio, dijo estar "impresionado ante tanta pobreza de clero". Estas circunstancias según la Iglesia católica posibilita un constantemente avasallamiento por los ataques y propuestas de las denominaciones evangélicas y de las sectas" (enlace roto disponible en Internet Archive; véase el historial, la primera versión y la última)..
Pese a todo lo aludido hay más factores que incidieron en los últimos tiempos y que causaron incremento del número de protestantes de modo muy significativo desde aproximadamente 1980 a la actualidad viéndose gran número de ramas evangélicas. Asimismo se observan con credos minoritarios judíos, testigos de Jehová, mormones, una Iglesia Universal del Reino de Dios, de la Iglesia ortodoxa y en los últimos años apareció la religión umbanda. Asimismo, al igual que en todo el país, existen quienes no profesan ninguna religión. La ciudad posee 94 templos cristianos, más de 80 de esas iglesias son evangélicas, creencia que reúne más de 15.000 fieles, de acuerdo a la estimación de su Consejo de Pastores. Por su parte los testigos de Jehová suman 1200 en 5 salones; mientras que los mormones 3800 miembros que asisten en 9 congregaciones.

### Comodoro Rivadavia en la Literatura
Comodoro Rivadavia es el principal escenario de la novela Cazador de farsantes, de Cristian Perfumo. También inspiró Hágase usted mismo, novela de Enzo Maqueira.

### Medios de comunicación
Estos son los medios de comunicación de la ciudad y alrededores:

#### Radios FM
- 87.9 MHz - Patagonia Rock & Pop
- 88.1 MHz - City
- 88.3 MHz - Radio 10 (Capital Federal)
- 88.5 MHz - Mágica esc. 171
- 88.7 MHz - Cielo
- 89.1 MHz - Récords
- 89.3 MHz - La petrolera
- 89.5 MHz - Bizarra
- 89.9 MHz - Te acordás
- 90.1 MHz - La fantastik radio
- 90.3 MHz - Aire patagónico
- 90.5 MHz - Radio Reconciliar
- 90.7 MHz - Amanecer
- 91.1 MHz - Punta Borja
- 91.5 MHz - La Torre
- 91.9 MHz - Viva-Latina 101.1 (Capital Federal)
- 92.3 MHz - 2000
- 92.9 MHz - Radio María Cdro. Rivadavia
- 93.1 MHz - Radio UNPASJB
- 93.3 MHz - Romántica
- 93.5 MHz - Cristiana
- 93.9 MHz - Patagonia Argentina
- 94.1 MHz - Mágica
- 94.3 MHz - CNN Radio Cdro. Rivadavia
- 94.7 MHz - LRA311 Radio Nacional Comodoro Rivadavia
- 94.9 MHz - Radio Austral
- 95.5 MHz - Natural
- 95.7 MHz - Estación 711
- 95.9 MHz - Rock Station
- 96.3 MHz - Klara-40 Principales (Capital Federal)
- 96.7 MHz - Eco
- 96.9 MHz - Del Sur
- 97.3 MHz - Voz del viento
- 97.5 MHz - De la gente
- 97.7 MHz - Cadena Patagonia
- 98.3 MHz - News
- 98.5 MHz - Líder
- 98.7 MHz - Radio Del Mar
- 99.1 MHz - Dsports Cdro. Rivadavia
- 99.5 MHz - Radiovisión
- 99.9 MHz - FM 100
- 100.1 MHz - La100.1
- 100.5 MHz - Radio Escalante
- 100.9 MHz - Positivo Radio Station
- 101.1 MHz - Energy
- 101.3 MHz - Impacto
- 101.7 MHz - Alfa FM (LU4 Radio Patagonia Argentina)
- 102.1 MHz - Crónica
- 102.3 MHz - Eclipse
- 102.5 MHz - Radio Popular Cdro. Rivadavia
- 102.9 MHz - Activa
- 103.3 MHz - Radio La Constructora
- 103.7 MHz - Red Aleluya Cdro. Rivadavia
- 103.9 MHz - AM del Plata (Capital Federal)
- 104.1 MHz - La 104
- 104.3 MHz - Popular
- 104.5 MHz - Del Chenque
- 104.7 MHz - La Voz
- 104.9 MHz - Radio D
- 105.1 MHz - Amistad del Cumbión
- 105.5 MHz - Vip (Rada Tilly)
- 105.7 MHz - Raíces
- 105.9 MHz - Omega
- 106.1 MHz - Maná
- 106.5 MHz - Manantial
- 107.3 MHz - Del Pueblo
- 107.5 MHz - Ciudad

#### Radios AM
La mayoría son radios históricas, de gran alcance y poco escuchadas. Entre las más destacadas:
- LU4 Radio Patagonia Argentina - (630 kHz)
- LRA11 Radio Nacional Comodoro Rivadavia (670 kHz)

#### Diarios locales
- Crónica
- Patagónico, del Grupo Indalo

#### Televisión
Los canales locales solo se ocupan de las noticias zonales y de programas del deporte local:
- Canal 3: produce sus programas en Mendoza y solo es compuesto por el noticiero local.
- Canal 9: fundado por un grupo de empresarios de la ciudad el 21 de septiembre de 1964 (60 años), se convirtió en el primer canal de televisión de aire de administración privada en la Patagonia. Nació cuando no existía el video cable ni el servicio satelital, las primeras imágenes a color en pantalla sobre inicios de la década de 1980, y decenas de referentes periodísticos y culturales de la región desfilaron por su pantalla.[139]
- Repetidora de Canal 7 de Buenos Aires.

##### Diarios digitales
- El Comodorense
- Radio del mar
- ADN Sur

## Demografía

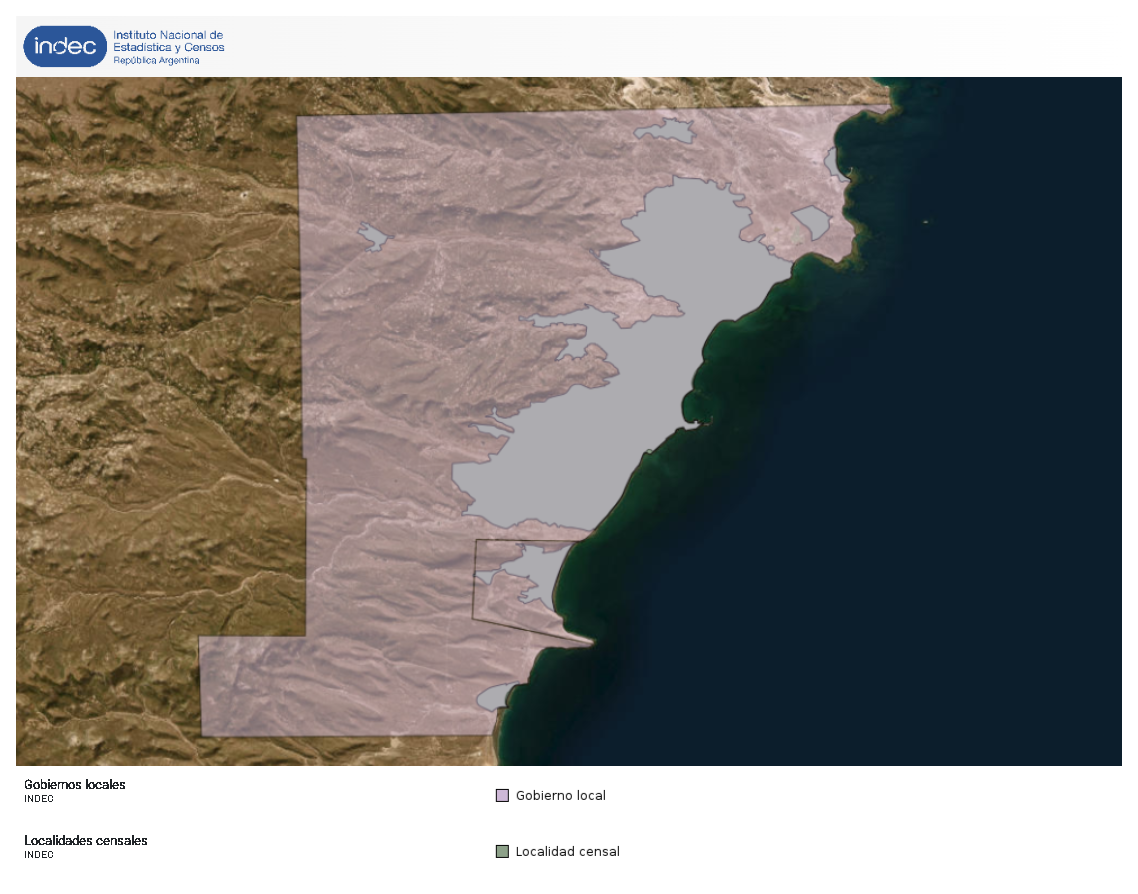
El extenso ejido municipal comodorense rodeando completamente al de Rada Tilly. Tras el censo de 2022 se reconocieron a casi todas las localidades de zona norte como unidas a Zona Sur como si fueran una sola. Quedando 5 puntos no unidos a Comodoro y reconocidos como localidades por el INDEC.

### Población
En el primer registro poblacional realizado en 1905, Comodoro Rivadavia tenía 562 habitantes, de los cuales sólo un 6 % correspondía a la nacionalidad argentina. Desde entonces, aquel pequeño pueblo vería en pocos años, con el descubrimiento del petróleo en 1907, la inmensa migración e inmigración de los años siguientes, que cambiaría su estructura de pueblo porteño de salida para los productos agrícolas de la floreciente localidad Colonia Ideal (hoy Sarmiento). Luego, se transformaría, como lo demuestran los próximos censos, en toda una pujante ciudad, que por años fue única en la región. La tabla muestra cómo el aglomerado de Comodoro llegó a duplicarse (1960 y 1970) y a tener un crecimiento exponencial para las ciudades patagónicas. En 1980 la ciudad contó con 96.817 habitantes, quedando en las puertas de superar por primera vez los 100.000 habitantes.
En 1991 fue de 124.104, que significó un aumento poblacional de casi un 30 %, sería el último incremento explosivo.
En 2001 fue de 135.632, lo que representó un incremento de poco más del 9 % frente a los del censo anterior, por primera vez en su historia por debajo de la media nacional. Este bajo índice de crecimiento, arrojó un histórico desaceleramiento en el crecimiento poblacional, que tradicionalmente venía siendo de 2 cifras, este censo informó que la ciudad contó por aquellos años con 37.659 viviendas y una distribución de sexo favorable al femenino con 69.033 mujeres frente 68.028 hombres. Mientras que el rango predominante de edades fue de 20 a 29 años 20.2 %. Entre los principales factores que lo ocasionaron fueron: la gran crisis argentina de 2001, donde cerraron muchas industrias y por ende muchos migraron; privatización de YPF, que dejó muchos desempleados; la caída de la inmigración; la baja migración y finalmente la baja tasa de natalidad, producida en gran parte por constante incorporación de la mujer en el mundo laboral, hecho que produce que en vez de pretender 6 hijos, pretenda en cambio 2 o 3, etc.
De todos modos, esta magnitud situó al aglomerado como el 25.º centro urbano del país (sin considerar el aglomerado Comodoro Rivadavia-Rada Tilly).
Los ciudadanos percibieron al censo argentino de 2010 como un acto de corrupción política por parte del gobernador chubutense de aquel entonces, Mario Das Neves, con el propósito de minimizar las regalías que se asignan por población, con el supuesto objetivo de apropiarse del dinero del tesoro provincial. Uno de los candidatos a intendente para las elecciones de 2010 prometió realizar un nuevo censo si ganaba. Una vez electo se llevó a cabo un relevamiento municipal el 20 de octubre de 2014 con una etapa piloto que en esta primera etapa abarcó el conteo poblacional de los barrios de Astra, Diadema y Caleta Córdova. Luego se sumaron Ciudadela y Próspero Palazzo. Aunque nunca trascendieron cifras concretas, en las etapas previas se constató que claramente había diferencias con lo establecido por el censo nacional con variaciones de hasta un 20 % en algunos sectores. El censo, en números definitivos, registró un acrecentamiento poblacional del 29.17 %. Gracias a ello la ciudad volvió a superar la media nacional.
En el censo de 2022 la población correspondiente al municipio fue 201 228 habitantes. Este fue le primer censo que reunió absolutamente a todos los barrios - localidades de zona norte y sur; ya que se consideró en el número global al total de barrios pertenecientes al municipio sin considerar distancia. De este modo, la población municipal considerando a Astra, Diadema, La Herradura y algunos asentamientos urbanos en la zona rural adyacente fueron parte del número final que superó los 200.000 habitantes.Sin estas localidades y la población rural dispersa la población comorense aglomerada como unidad rondaría los 199.369 habitantes.
| Evolución de la población |
|                           |

### Aglomerado urbano

Área urbana del aglomerado Comodoro Rivadavia-Rada Tilly tras el censo 2001. Nótese la inusual dispersión de los distintos focos poblacionales y la proximidad de los mayores.

Según el censo de 2001 el aglomerado Comodoro Rivadavia comprendió, además de toda la Zona Sur, los barrios: "kilómetro 3", "kilómetro 4", "kilómetro 5", "kilómetro 8", "kilómetro 11", Próspero Palazzo, Laprida, Ciudadela, Saavedra, Restinga Alí, Caleta Córdova, Sarmiento, Manantial Rosales, Castelli, Barrio Militar-Aeropuerto, Rodríguez Peña, Gas del Estado, Güemes, Acceso Norte, Villa S.U.P.E., y Caleta Olivares. Quedando así excluidos del mismo los barrios Diadema Argentina, Astra e inmediaciones y el municipio de Rada Tilly.
Esto se debió a la distancia del foco del aglomerado urbano (Bº Centro). Actualmente está previsto que se aglomere con Rada Tilly, debido a que la distancia se acortó (12 km la última medición) y sus poblaciones aumentaron más de lo estimado. En la actualidad se aglomeran las dos ciudades en la encuesta permanente de hogares, denominando al aglomerado Comodoro Rivadavia-Rada Tilly, sacando entre ambas la desocupación, desempleo, pobreza, empleo y hasta una estimación poblacional en conjunto. El total del aglomerado en 2001, sin las 3 localidades mencionadas, fue de 135.622 pobladores, según ofrece el instituto. Mientras la población de Comodoro sin las anteriores aglomeraciones, es decir sin toda Zona Norte, es de 103.795 habitantes. Esto equivale al 75,7 % de concentración en Zona Sur para 2001.
Al contrario el municipio de Comodoro Rivadavia incluye en su ejido urbano a estas localidades que no están aglomeradas según el INDEC (Astra y Diadema Argentina), dando en 2001 137.061 habitantes, creando así un choque con la cantidad de habitantes arrojadas por la institución, que es muchas veces confuso y no está bien entendido para su población. Suscitando así uno de los pocos casos argentinos donde la población del municipio es mayor que el aglomerado reconocido por el INDEC.
Se presentan en su aglomerado una serie de barrios, cuarenta y ocho con uniones vecinales, más cuatro sin unión vecinal. Se hallan repartidos en dos grandes zonas por cuestiones históricas, geográficas y administrativas:
Zona Norte: ligada a la tradición petrolera y ferroviarios, zona que nació gracias al descubrimiento del oro negro, la misma se compone varias localidades que se erigieron en un principio como campamentos petroleros o ferroviarios, y que con el incremento de las actividades comerciales y productivas, fueron convirtiéndose en poblados y con el correr de la expansión de Comodoro quedaron absorbidas por este. Cada localidad comprende asimismo a barrios, aunque pueden ser considerados como pueblos distintos por su distancia y origen, hoy estas localidades son tratadas simplemente como barrios, dado que no poseen municipalidad. En los años 1980 hubo un intento de separase y crear una municipalidad en "kilómetro 3", pero fracasó por ser igual de concentrador que el barrio centro de Comodoro.
Zona Sur: la más antigua, donde se fundó la ciudad; y que contiene exclusivamente de barrios, entre los más destacados a los céntricos, periféricos y otros asociados a la emergencia habitacional, producida por las masas de gente pobre o con recursos muy limitados, que arriban a la ciudad en busca del sueño patagónico(poder tener un buen sueldo y salir de la pobreza), fundan asentamientos y villas miserias en descampados; llegando a vivir en condiciones precarias y hacinadas lo que constituye un paisaje habitual en zona sur, pudiendo progresar la mayoría de las familias con el transcurso del tiempo.

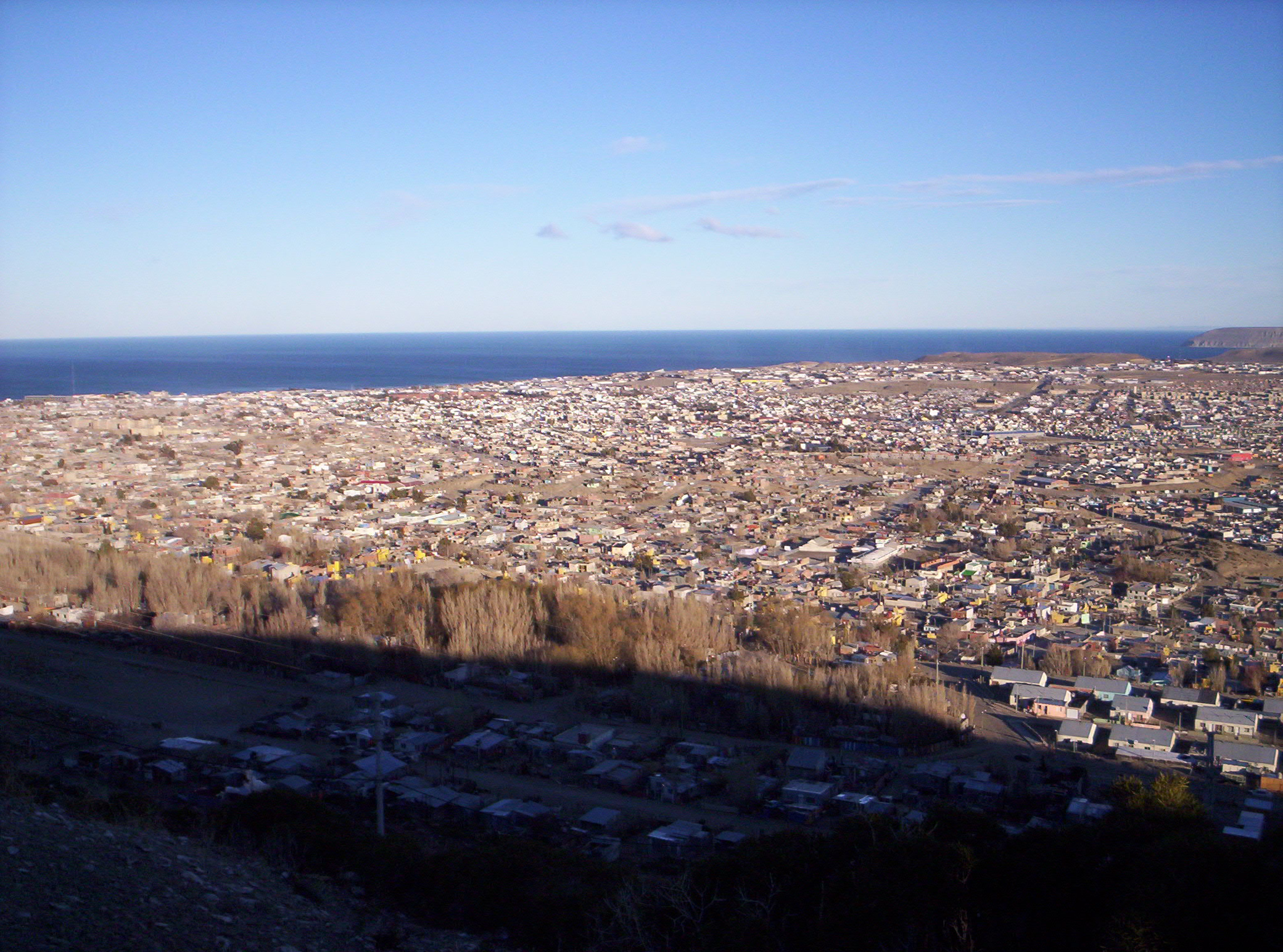
Desde el Cerro Arenales se ve la Zona Sur del aglomerado Comodoro Rivadavia-Rada Tilly hasta Punta del Marqués, Rada Tilly.

A pesar de que la parte sur de la ciudad concentra la mayor parte de la población en los últimos se trató de equiparar ambas poblaciones, con distribución de los planes de viviendas nacionales y provinciales, que se concentraron en su mayoría en zona norte, la diferencia económica de los inmuebles y disponibilidad de tierras entre otros. No obstante, zona sur es aún muy atractiva por su comodidad, accesibilidad, comercios y viviendas.
En el límite sur de esta área se halla Rada Tilly, de la cual está separada por la meseta Punta Piedras, que además es acantilado; por el arroyo La Mata y el basural a cielo abierto del aglomerado. Durante mediados de septiembre de 2009 la Municipalidad de Comodoro Rivadavia realizó un concurso para poner en marcha la urbanización del faldeo sur del cerro hasta el límite con el barrio Stella Maris, incluyendo también el área del basural, el cual se pretende trasladar o cerrar. Por tratarse de una zona atravesada por el arroyo de La Mata se propone su entubamiento por una extensión de 400 metros lineales, a fin de aprovechar la superficie. Estos hechos concretarían la unión entre las 2 ciudades, perdiéndose el límite natural, quedando a prácticamente unidas con pocos kilómetros de distancia.
Algunos barrios y localidades de Zona Norte son:
(cabe aclarar que el nombre "km" es en relación con la distancia respecto del centro de la ciudad. Inicia en kilómetro 3 al sur, terminando al norte en kilómetro 20, limitando con el mar al este y acabando al oeste en Diadema Argentina, ubicada a casi 27 kilómetros de separación en relación con el Bº Centro).
- General Mosconi (kilómetro 3)
- 25 de mayo (kilómetro 4)

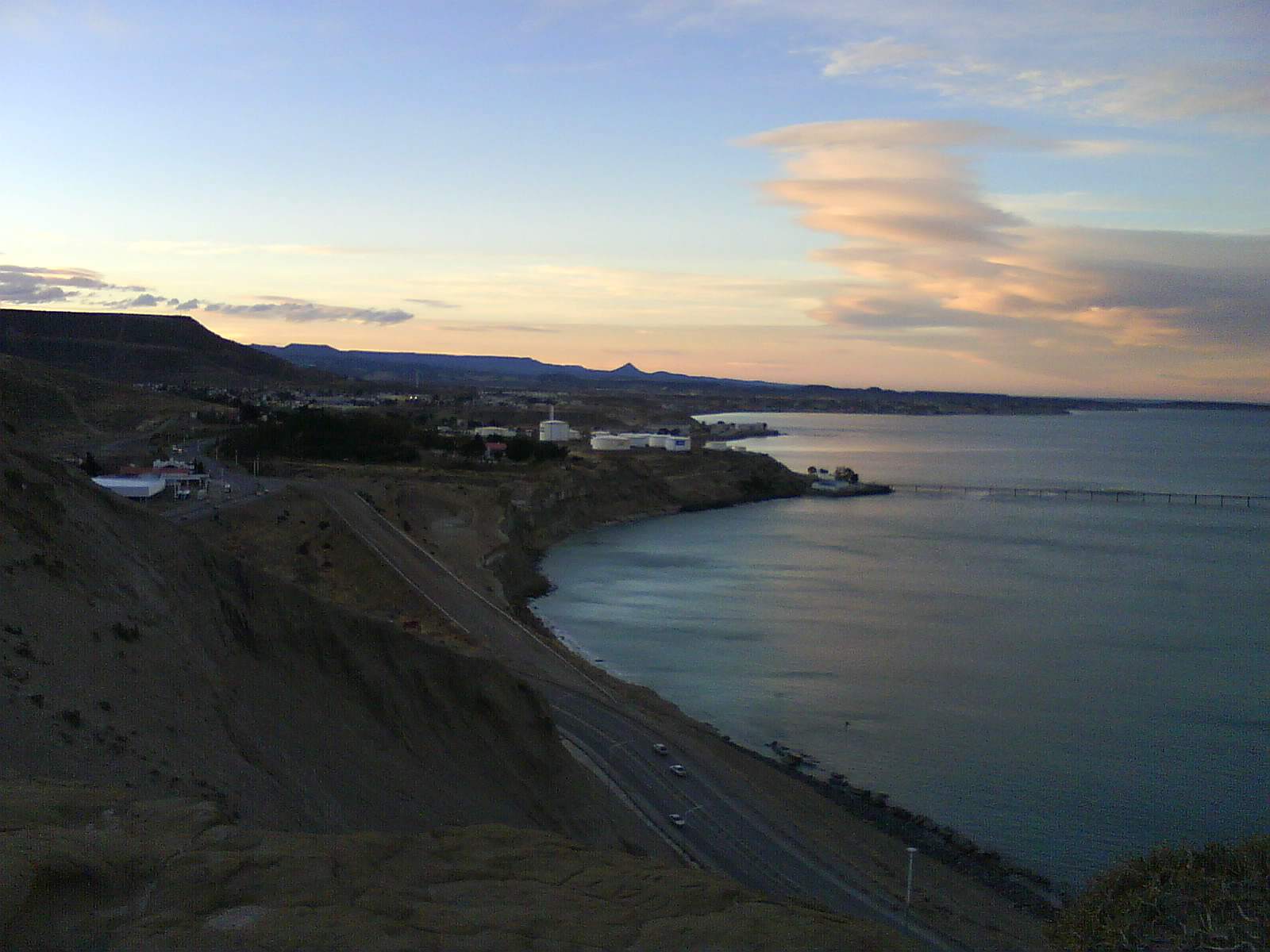
El Chenque fragmentando la ciudad en dos zonas, separadas en un tramo de 3 km, nótese el parque Chalet Huergo, los tanques petroleros y el barrio kilómetro 3 a la distancia.

- Presidente Ortiz (kilómetro 5)
- Don Bosco (kilómetro 8)
- Cuarteles de Chacabuco (kilómetro 11)
- Acceso Norte (Gesta de Malvinas o kilómetro 12)
- Standart norte, sur y centro
- René Gerónimo Favaloro (rumbo norte)
- kilómetro 17 (rumbo norte)
- kilómetro 18 (rumbo norte)
- Caleta Córdova (a 18 km, rumbo noreste)
- Astra (kilómetro 20, rumbo norte)
- Diadema Argentina (kilómetro 27, rumbo noroeste)
- Próspero Palazzo
- Laprida
- Ciudadela (Comodoro Rivadavia)
- Saavedra
- Restinga Alí
- Sarmiento
- Manantial Rosales
- Castelli
- Barrio Militar-Aeropuerto
- Rodríguez Peña
- Gas del Estado (Comodoro Rivadavia)
- Güemes
- Villa S.U.P.E.
- Caleta Olivares

Mientras tanto, los barrios que componen Zona Sur son:
(la misma empieza al norte desde el Bº Centro y termina al sur en la zona limítrofe con Rada Tilly de los barrios Stella Maris y la extensión del Industrial)
- San Martín
- Barrio Humbero Beghin o Industrial
- Pietrobelli
- Newbery
- Ceferino Namuncurá
- Isidro Quiroga
- Las Flores
- La Floresta
- Máximo Abásolo
- San Cayetano
- 9 de Julio
- 13 de Diciembre
- Quirno Costa
- San Isidro Labrador
- Juan XXIII
- Abel Amaya
- Cerro Solo
- José Fuchs
- Cordón Forestal
- Balcón del Paraíso
- Centro
- Stella Maris
- 30 de octubre
- 1500 viviendas
- San Isidro Labrador
- Roca
- Pueyrredon
- Moure

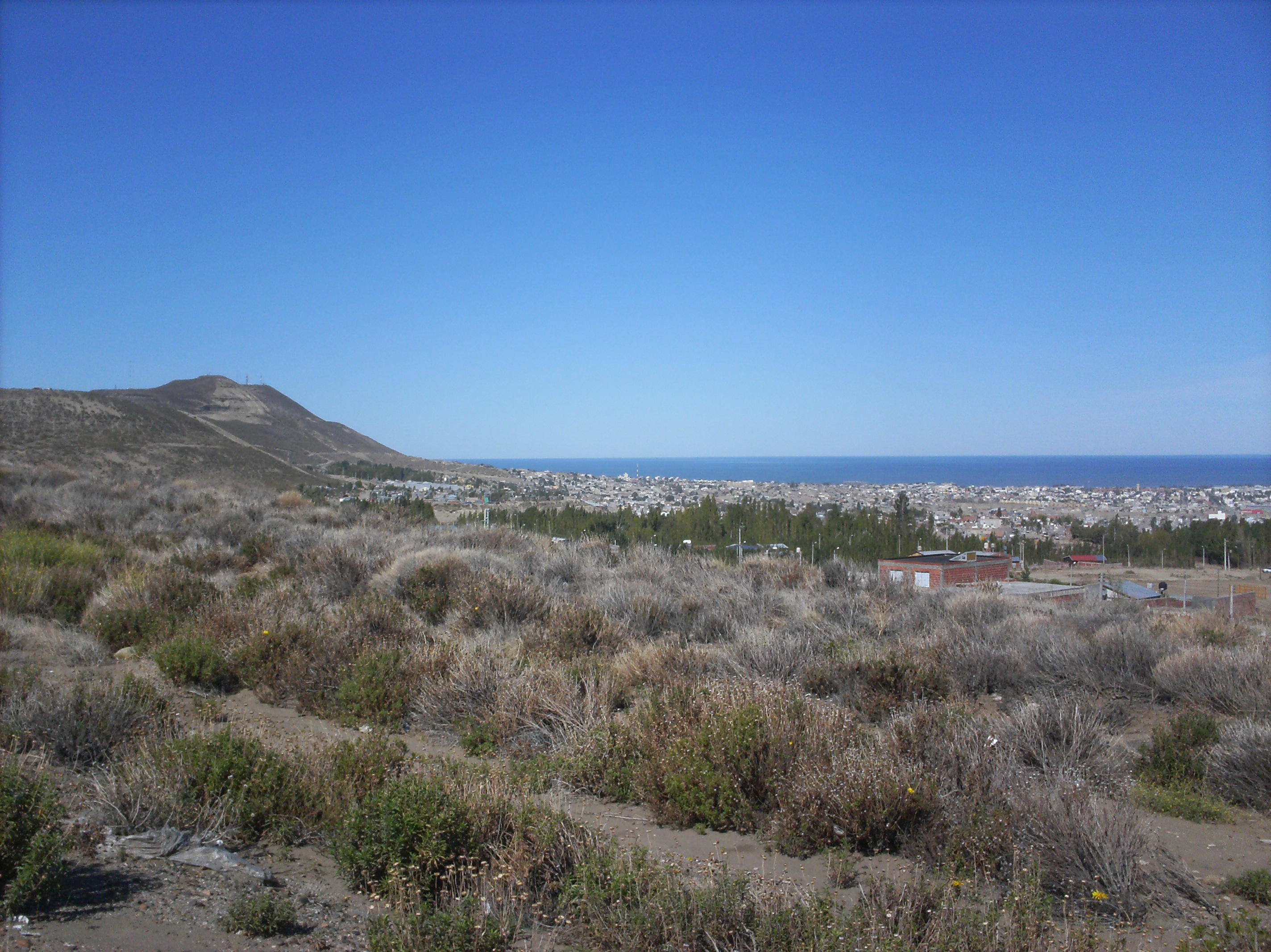
La expansión de Comodoro estuvo dada en los últimos años hacia el norte y como muestra la imagen hacia el oeste.

Además de todos estos barrios y localidades aludidas, la ciudad del Chenque está estrechamente ligada a la villa balnearia Rada Tilly, situada hasta 2001 a 12 kilómetros de distancia, que no solo funciona como centro recreativo de los habitantes de la zona, sino que se convirtió en lugar de residencia de muchas familias comodorenses.
El incremento de la población de las ciudades Rada Tilly y Comodoro Rivadavia produjo que la distancia se acortara significativamente desde sus periferias. El mayor avance se registra en la zona sur de Comodoro, donde la ciudad expandió su población en barrios limítrofes como el industrial, el Stella Maris y Bellavista Sur. Lo que crea un centro urbano entre las dos ciudades apenas separado, está aglomeración es llamada Comodoro Rivadavia-Rada Tilly. En la última estimación rozaría o superaría los 194.091 habitantes para fines de 2008 según la DGCYE. La denominación Comodoro Rivadavia-Rada Tilly, se debe a que son las dos únicas ciudades del aglomerado con municipalidad propia.

### Posiciones poblacionales del aglomerado
Comodoro Rivadavia-Rada Tilly es la aglomeración más poblada de la Patagonia Sur o Austral (la cual abarca desde Chubut hasta Tierra del Fuego), así como la primera del propio Chubut, concentrando un poco más del 35 % del total de la población provincial de algo más de 500.000 habitantes según el censo 2010. Asimismo, la ciudad ocupó el segundo puesto en la Patagonia detrás de la ciudad de Neuquén. Cabe recordar que hasta el censo de 1980 Comodoro la aventajaba por 6728 habitantes, y que luego en el censo de 1991 sería desplazada de su largo e histórico primer lugar en la Patagonia. Es 1.ª de las ciudades costeras patagónicas y 3.ª en orden de ciudades costeras argentinas, siendo sólo superado por Mar del Plata y Bahía Blanca.

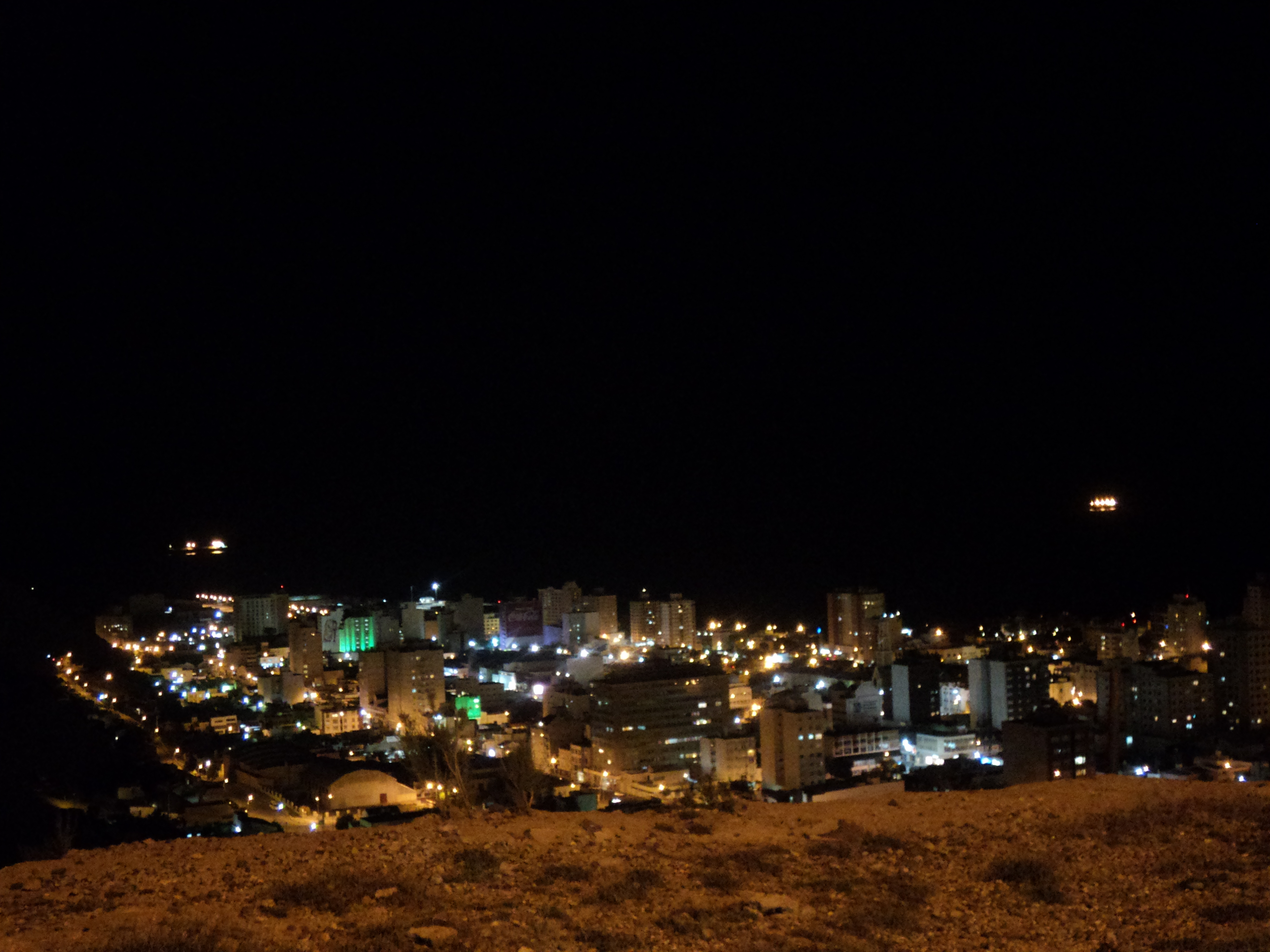
Desde el sector alto del barrio Pietrobelli sobre el Chenque, parte del centro urbano de Comodoro.

### Inusitado crecimiento
Existen discrepancias en las proyecciones poblacionales de distintas instituciones para el aglomerado. Una de ellas está elaborada por la Dirección General de Estadística y Censos provincial (DGEYC), en su última estimación para el 30 de diciembre de 2008 calcula una población de 184.835 habitantes para Comodoro Rivadavia.
Otro estudio basado en los mismos indicadores de servicios de la ciudad, fue elaborado por un grupo de profesionales de la Facultad de Humanidades y Ciencias Sociales de la Universidad Nacional de la Patagonia San Juan Bosco estimó hacia diciembre de 2007, 198.546 habitantes. Este estudio se apoya en los datos de julio de 1997 y junio de 1998, en Comodoro Rivadavia se habían consumido casi 21 millones de metros cúbicos de agua (20 922 305).
Según revelan los registro de la SCPL, doce años más tarde, en la opulenta ciudad petrolera, el consumo de agua es por lo menos un 45,5 % mayor que por entonces: desde el primero de julio de 2008 al 31 de mayo de 2009 la ciudad consumió más de 30 millones de metros cúbicos (30 437 660), entre aportes del acueducto procedente del Lago Musters (25 628 944 m³) y los acuíferos (4 808 716 m³). La frecuente saturación del sistema cloacal, la proliferación de los asentamientos “irregulares”, el delito superando las capacidades de los servicios de la policía y la justicia, y en el caso vehicular los vehículos patentados en la ciudad pasó de 56.843 en 2005 a 73.023 en 2008. Y este año, según el registro que lleva la dirección de Automotores y Rentas Diversas, ese número creció hasta los 75.290 vehículos hasta el mes de junio que se advierte en las principales arterias son algunos de los demás indicadores del explosivo crecimiento que evidencia esta ciudad.

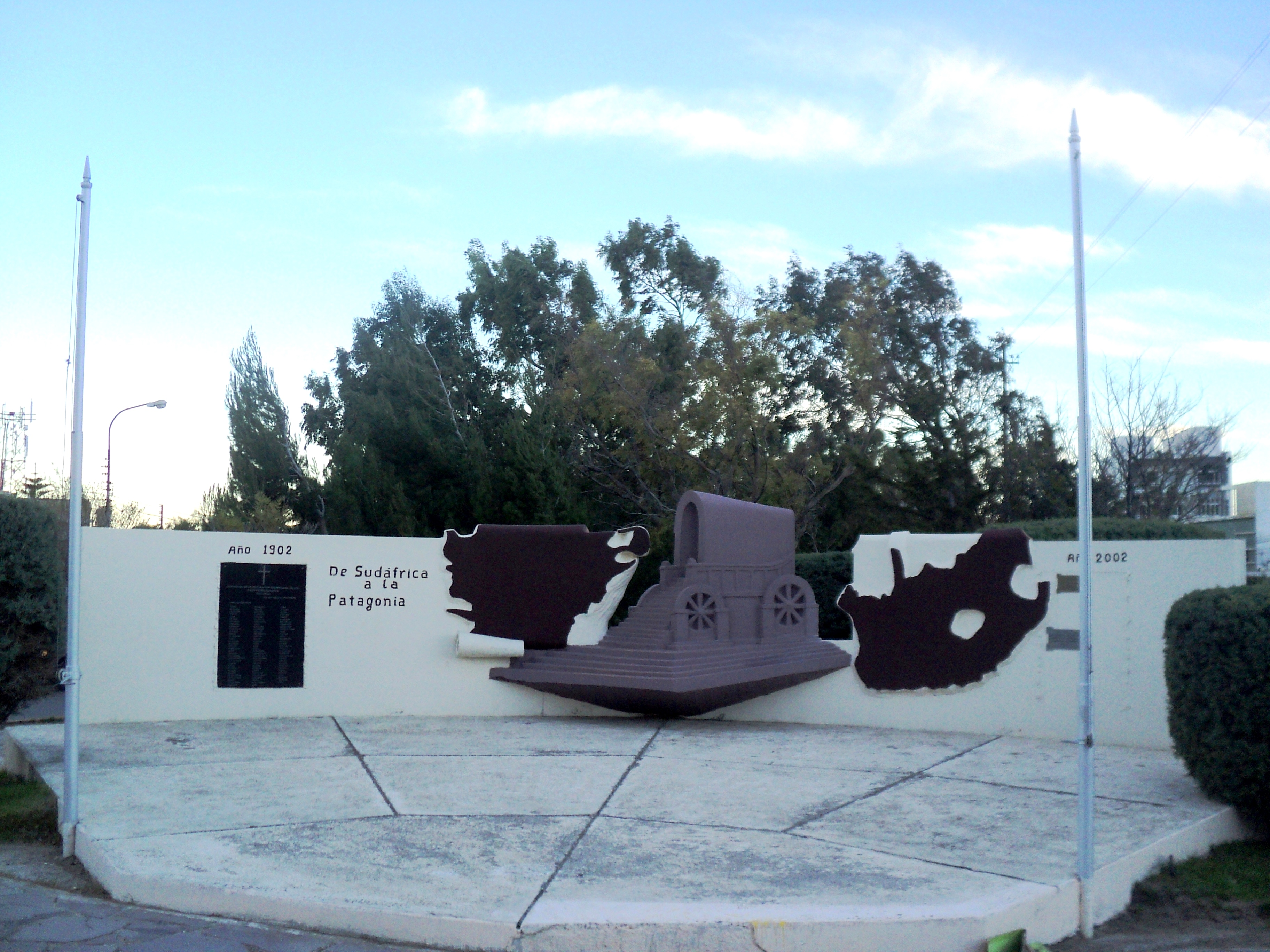
Monumento a la inmigración bóer en Argentina. Los colonos bóeres fueron uno de los tantos grupos que llegaron a la Patagonia argentina, instalándose principalmente en la zona de Comodoro Rivadavia, donde su presencia fue notable, y luego expandiéndose hacia otros lugares de la provincia.

Por otro lado, el total del aglomerado urbano Comodoro Rivadavia-Rada Tilly alcanzó los 143.269 habitantes en 2001 y en la actualidad, según la institución provincial en su estimación, rozaría o superaría los 194.091 habitantes para 2008; debido al alto crecimiento poblacional de los últimos años. Mientras que el cálculo universitario daría unos 210.000 pobladores en el aglomerado, diferencia que podría estar entre un 10 % y 15 % de margen erróneo, por ello las disidencias con la DGCYE.
La última estimación disidente es la del INDEC, que en sus proyecciones nacionales por departamento, sólo estima 162.144 habitantes para 2009 en el departamento Escalante y tan solo para el aglomerado 147.135 pobladores, sin considerar a Rada Tilly. La diferencia radica aquí en una estimación correspondiente a un crecimiento poblacional intercensal registrado en el lapso del censo 1991 al censo 2001, que es cercano al 10 %.

### Ciudad colapsada
La situación de crecimiento explosivo de los primeros años del 2000 hasta la actualidad despertó problemas típicos de las ciudades grandes. Uno de los problemas más notorios es la ocupación ilegal de la tierra pública o privada. En 2010 un estudio elaborado por el sitio web «Reporte Inmobiliario» devela que Comodoro Rivadavia es la ciudad del interior argentino donde se pagan los alquileres más caros. Más, incluso, que en Bariloche, donde la afluencia de turistas extranjeros es constante. Este dato ayuda a entender la situación actual de esta ciudad: la economía, impulsada por la explotación del petróleo, mantiene desde hace años un ritmo de crecimiento duradero, pero mientras ésta avanza, aquellos excluidos de este sector productivo se ven imposibilitados incluso a acceder a un techo. En 2005, hubo asentamientos de 600 familias en el San Cayetano, 400 en el Abel Amaya y 450 en el 30 de octubre. Luego, en 2007, alrededor de 110 familias ocuparon terrenos en Stella Maris, y otras 26 en el Moure.

### Migración e inmigración en el aglomerado
El impulso que experimentó la economía de la región, de la mano de la actividad petrolera y de otras ramas como la construcción, pesca, turismo, etc. atrajo no solo una importante masa de migración interna proveniente de provincias del norte, sino también de países limítrofes, como de otras partes de América, sobre todo de la patagonia chilena a mediados del siglo XX y, de forma más reciente, Bolivia, Paraguay, Perú y República Dominicana.
Una característica del fenómeno, en el caso de bolivianos y paraguayos, es que en muchos casos no se trata de una migración directa desde sus países, sino que provienen de otras ciudades de Argentina, en muchos casos cercanas, donde se habían asentado previamente. Incluso, de acuerdo a fuentes de la Dirección Nacional de Migraciones, después de la Delegación de Posadas, la oficina que más trámites registra en el país es Comodoro Rivadavia, con alrededor de 2000 casos por año.

## Ciudades hermanas
- Brest, Francia.[159]
- Coyhaique, Chile

Además la ciudad pertenece a Mercociudades.

## Guarniciones
| Unidades de la Guarnición Militar Comodoro Rivadavia      | Sigla                  |
| --------------------------------------------------------- | ---------------------- |
| IX Brigada Mecanizada «Coronel Luis Jorge Fontana»        | Br Mec IX              |
| Regimiento de Infantería Mecanizado 8 «General O'Higgins» | RI Mec 8               |
| Compañía de Comunicaciones Mecanizada 9                   | Ca Com Mec 9           |
| Sección de Aviación de Ejército 9                         | Sec Av Ej 9            |
| Compañía de Inteligencia 9                                | Ca Icia 9              |
| Hospital Militar Regional Comodoro Rivadavia              | HMR Comodoro Rivadavia |
| Base de Apoyo Logístico «Comodoro Rivadavia»              | BAL Comodoro Rivadavia |
| Liceo Militar «General Roca»                              | LMGR                   |

| Unidades pertenecientes a la IX Brigada Aérea |
| --------------------------------------------- |
| Grupo Aéreo 9                                 |
| Grupo Base 9                                  |
| Grupo Técnico 9                               |
| Grupo 2 de Comunicaciones                     |

## Parroquias de la Iglesia católica
| Diócesis       | Comodoro Rivadavia |
| -------------- | --- |
| Parroquias     | Catedral de San Juan Bosco, Nuestra Señora de Guadalupe, Nuestra Señora de Lourdes, María Auxiliadora, Nuestra Señora de Luján, San Jorge, Santa Lucía (en Kilómetro 3), Santa María Goretti, Santo Domingo Savio, Nuestra Señora del Valle (en Kilómetro 5), Nuestra Señora de Fátima (en Kilómetro 8), San Juan Bautista (en Próspero Palazzo), Sagrado Corazón de Jesús (en Laprida) |
| Cuasiparroquia | Cuasiparroquia San Cayetano |